# Località bandiere blu in Italia (2021)
Questo è un elenco delle 201 località italiane insignite della bandiera blu dalla FEE per l'anno 2021.

Simbolo della Bandiera blu

## Distribuzione per regione
| Regione               | Spiagge | Differenza rispetto al 2019 |
| --------------------- | ------- | --------------------------- |
| Liguria               | 32      | Stabile                     |
| Campania              | 19      | Stabile                     |
| Puglia                | 17      | 2                           |
| Toscana               | 17      | 3                           |
| Marche                | 16      | 1                           |
| Calabria              | 15      | 1                           |
| Sardegna              | 14      | Stabile                     |
| Abruzzo               | 13      | 3                           |
| Lazio                 | 11      | 2                           |
| Sicilia               | 10      | 2                           |
| Trentino-Alto Adige   | 10      | Stabile                     |
| Veneto                | 9       | Stabile                     |
| Emilia-Romagna        | 7       | Stabile                     |
| Basilicata            | 5       | Stabile                     |
| Piemonte              | 2       | 2                           |
| Friuli-Venezia Giulia | 2       | Stabile                     |
| Lombardia             | 1       | Stabile                     |
| Molise                | 1       | Stabile                     |
| Totale                | 201     | 6                           |

## Dettaglio località

### Piemonte
| Nº | Provincia            | Comune          | Luogo           |
| -- | -------------------- | --------------- | --------------- |
| 1  | Verbano-Cusio-Ossola | Cannero Riviera | Lido            |
| 2  | Novara               | Gozzano         | Lido di Gozzano |

### Lombardia
| Nº | Provincia | Comune          | Luogo                     |
| -- | --------- | --------------- | ------------------------- |
| 3  | Brescia   | Gardone Riviera | Lido '84, Spiaggia Casinò |

### Trentino-Alto Adige

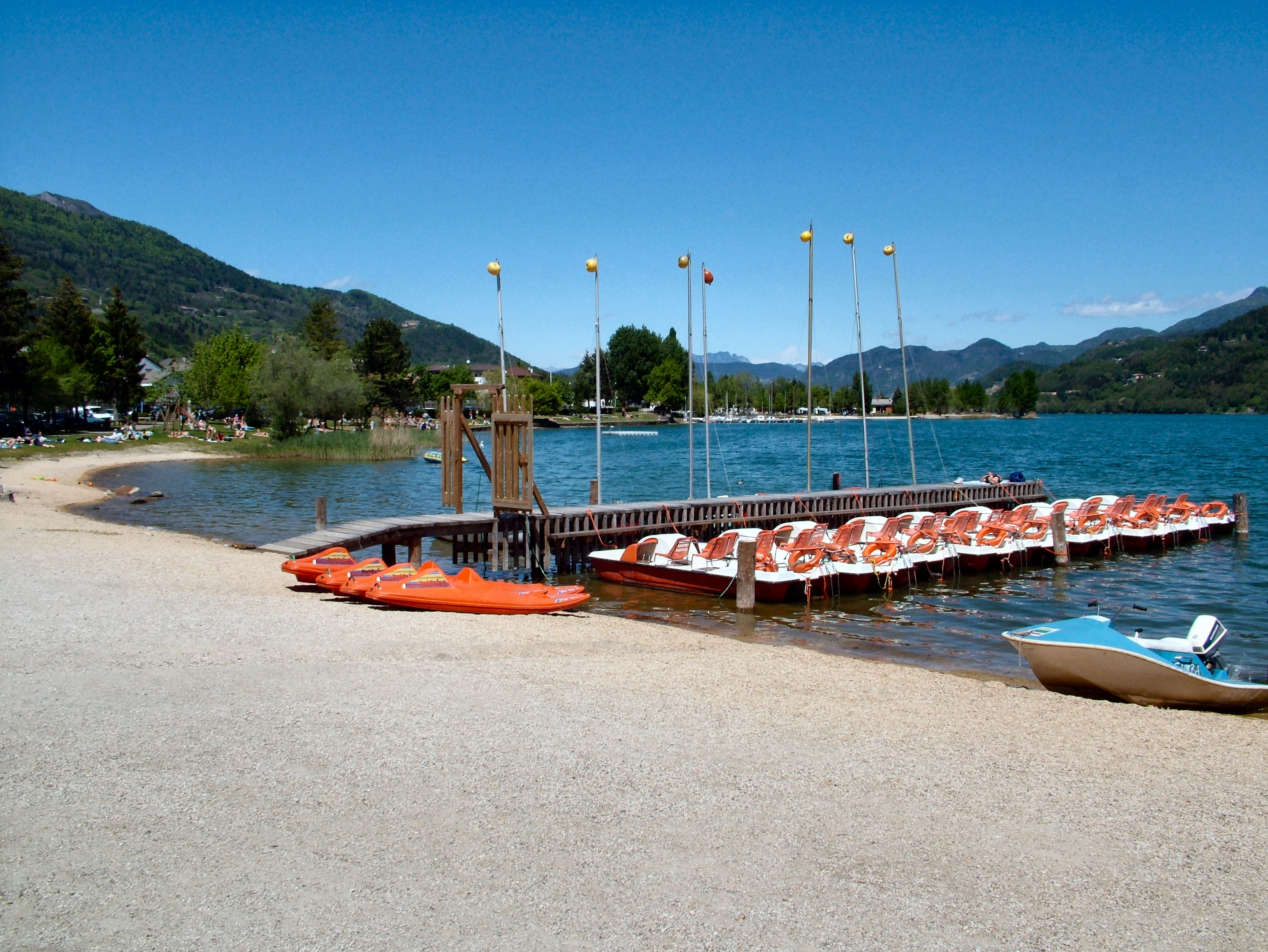
La spiaggia di Calceranica al Lago

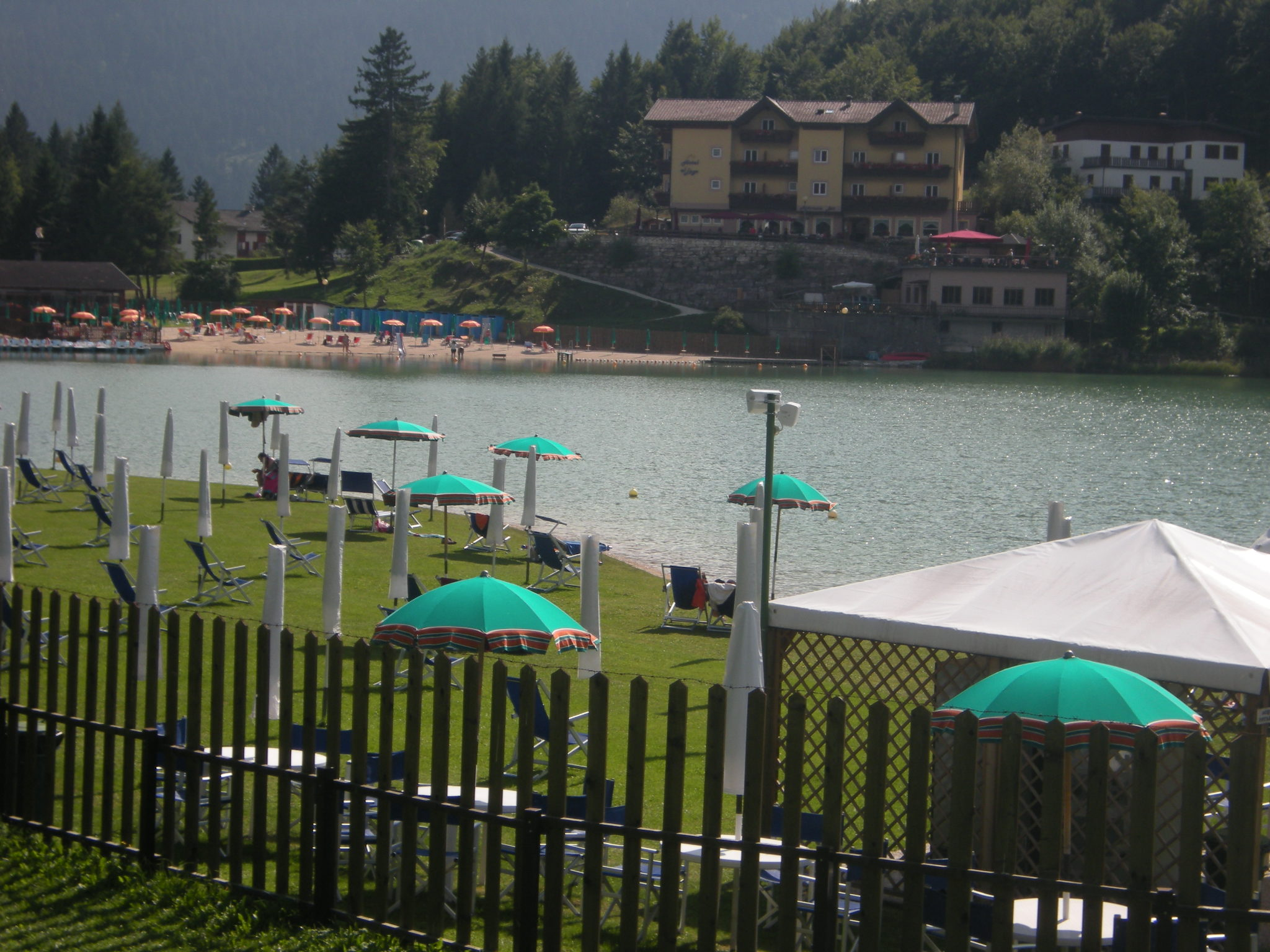
La spiagge sul lago di Lavarone

| Nº | Provincia | Comune              | Luogo                                |
| -- | --------- | ------------------- | ------------------------------------ |
| 4  | Trento    | Bedollo             | Località Piazze                      |
| 5  | Trento    | Baselga di Piné     | Spiaggia Lido, Alberon, Bar Spiaggia |
| 6  | Trento    | Pergine Valsugana   | San Cristoforo                       |
| 7  | Trento    | Tenna               | Spiaggia di Tenna                    |
| 8  | Trento    | Calceranica al Lago | Alle Barche/Al Pescatore/Riviera     |
| 9  | Trento    | Caldonazzo          | Lido/Spiaggetta                      |
| 10 | Trento    | Lavarone            | Lido Bertoldi/Lido Marzari           |
| 11 | Trento    | Levico Terme        | Spiagge di Levico                    |
| 12 | Trento    | Sella Giudicarie    | Spiaggia Roncone                     |
| 13 | Trento    | Bondone             | Porto Camarelle                      |

### Liguria

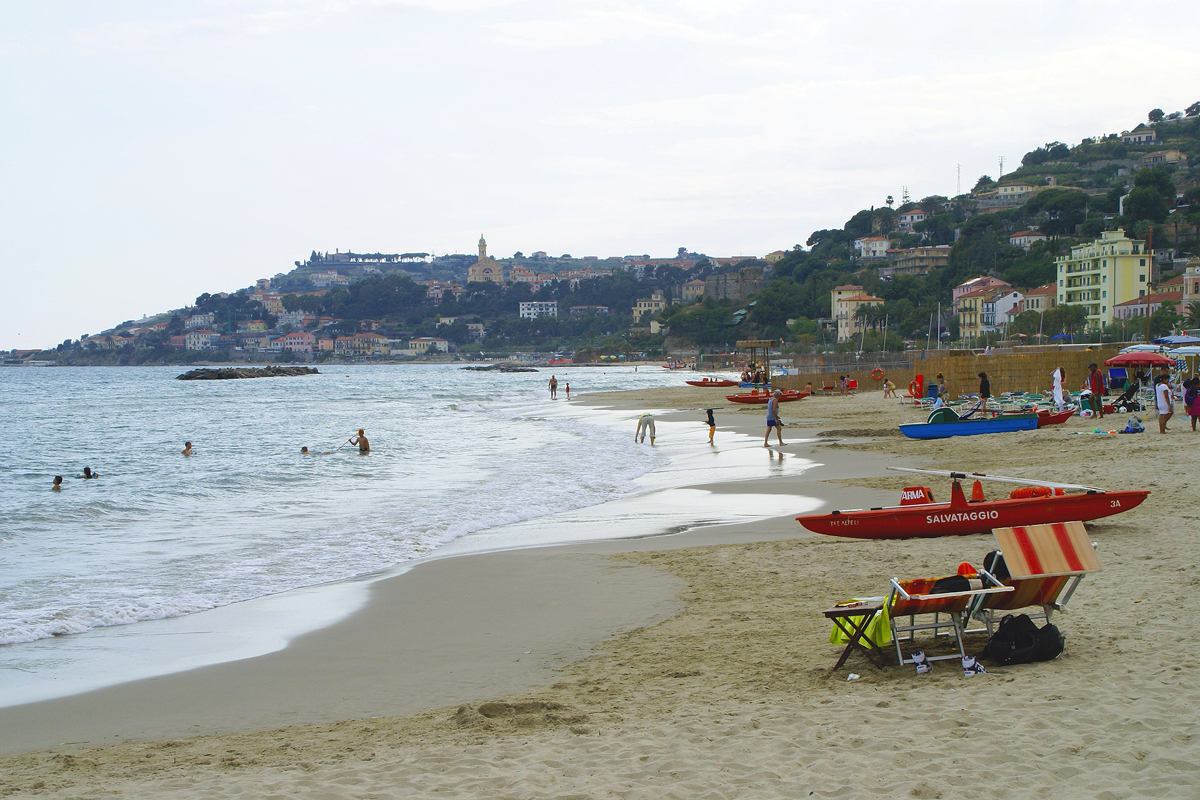
La spiaggia di Arma di Taggia

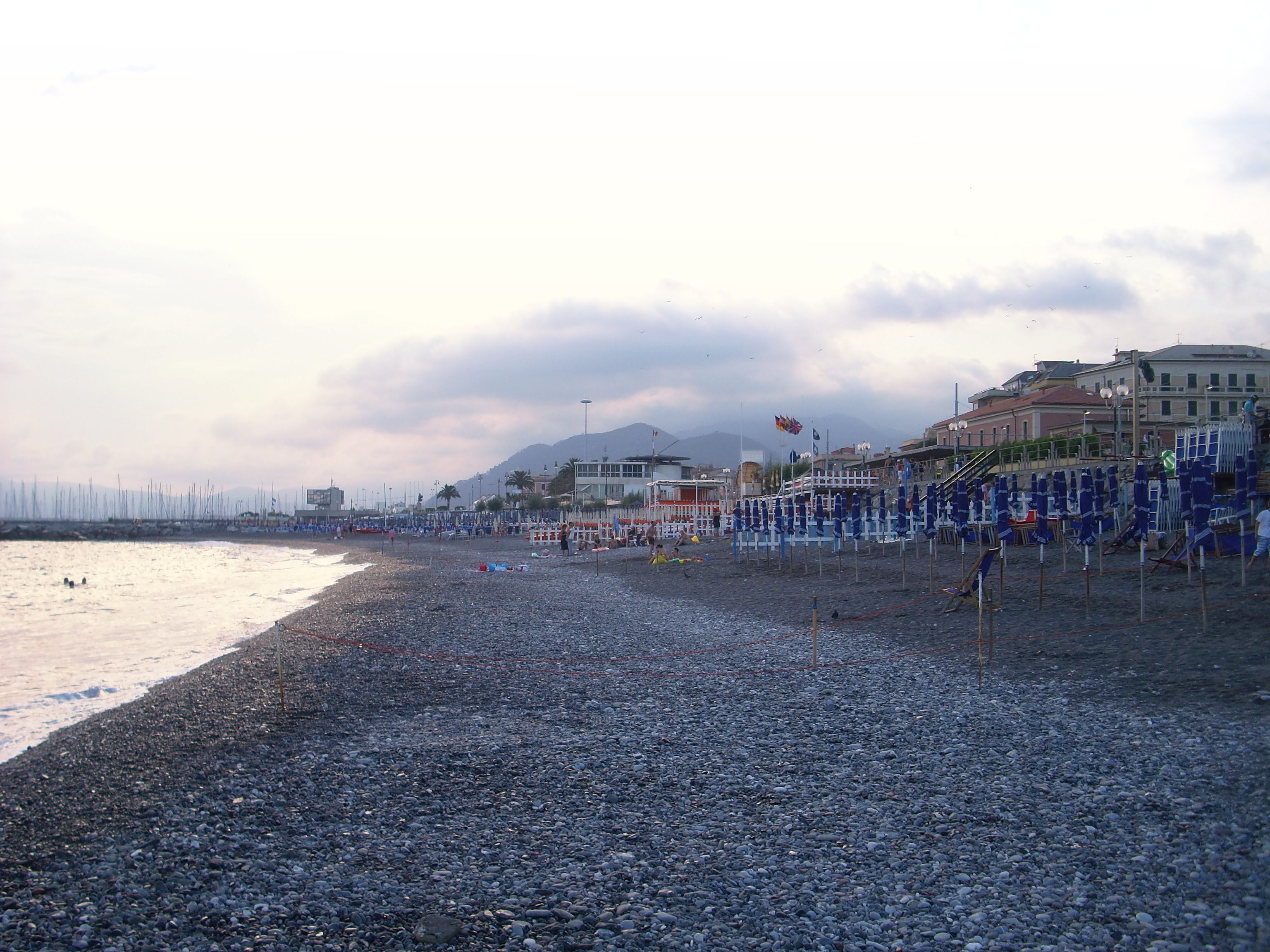
La spiaggia di Lavagna

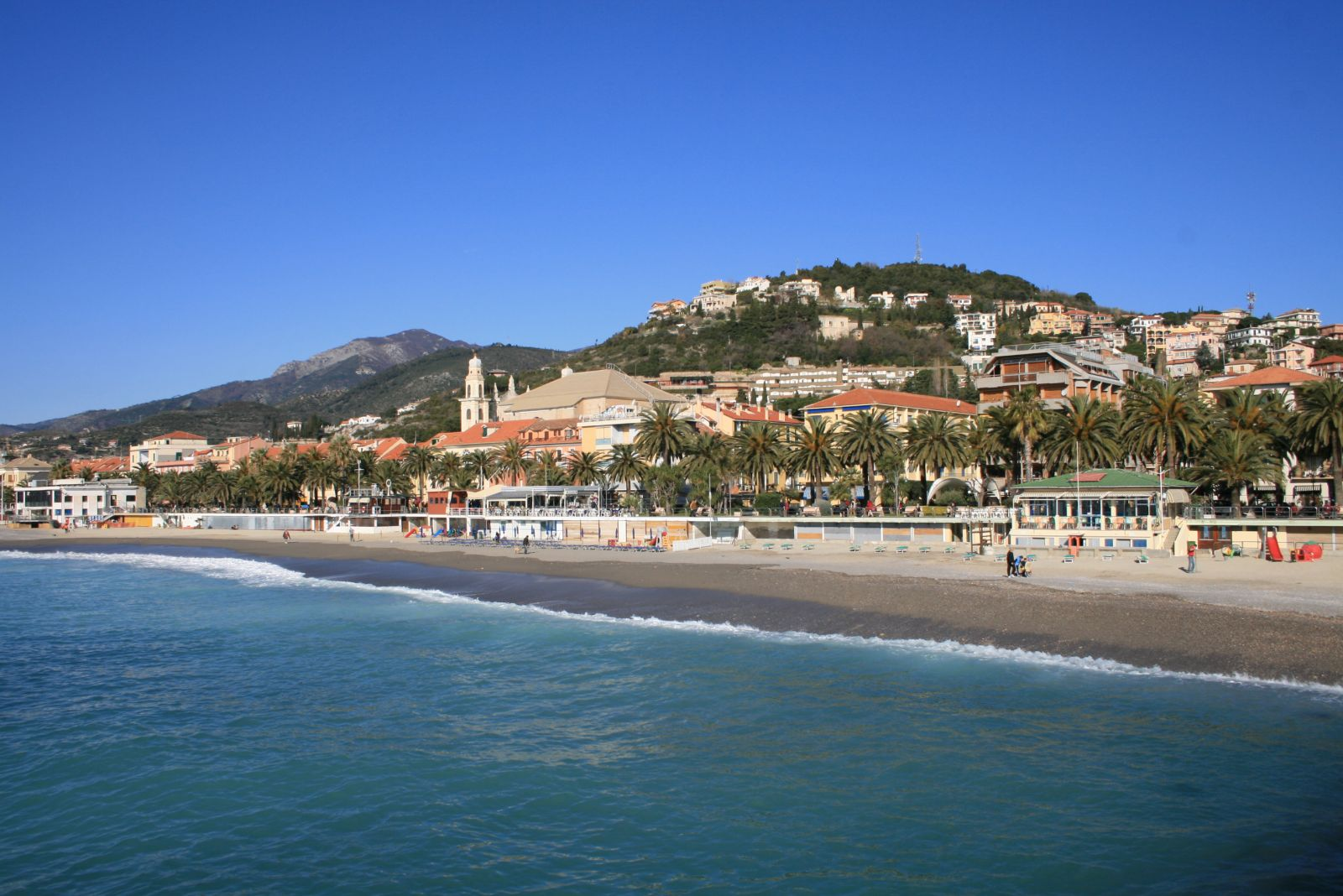
La spiaggia a Pietra Ligure

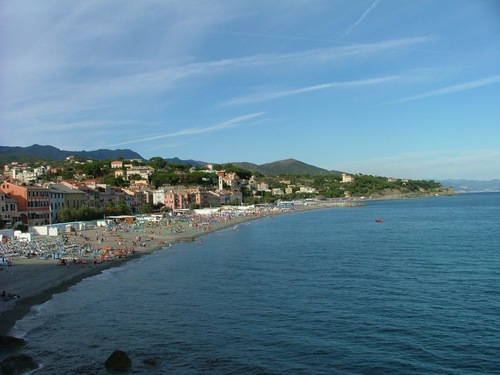
La spiaggia di Celle Ligure

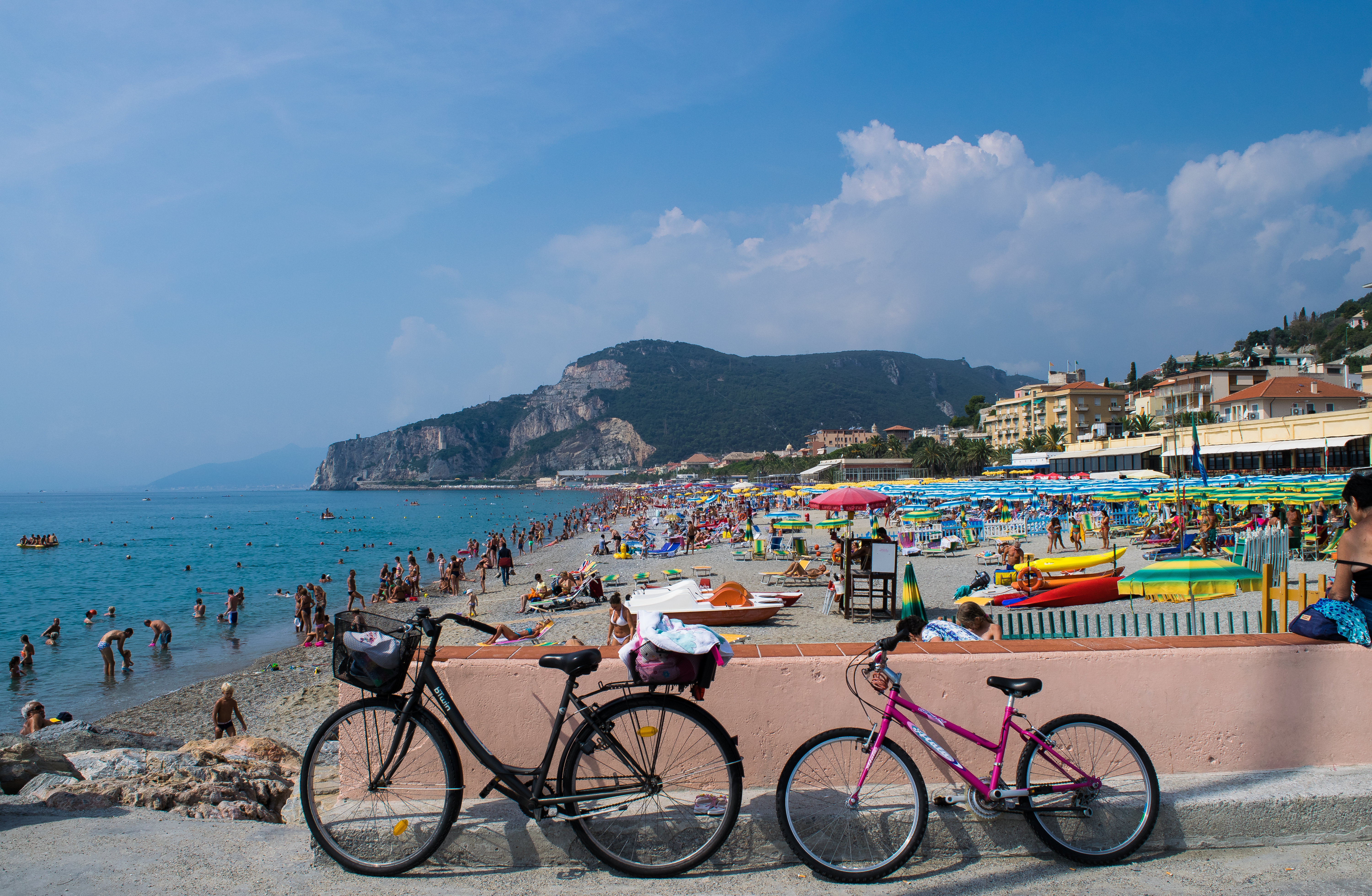
La spiaggia di Finale Ligure

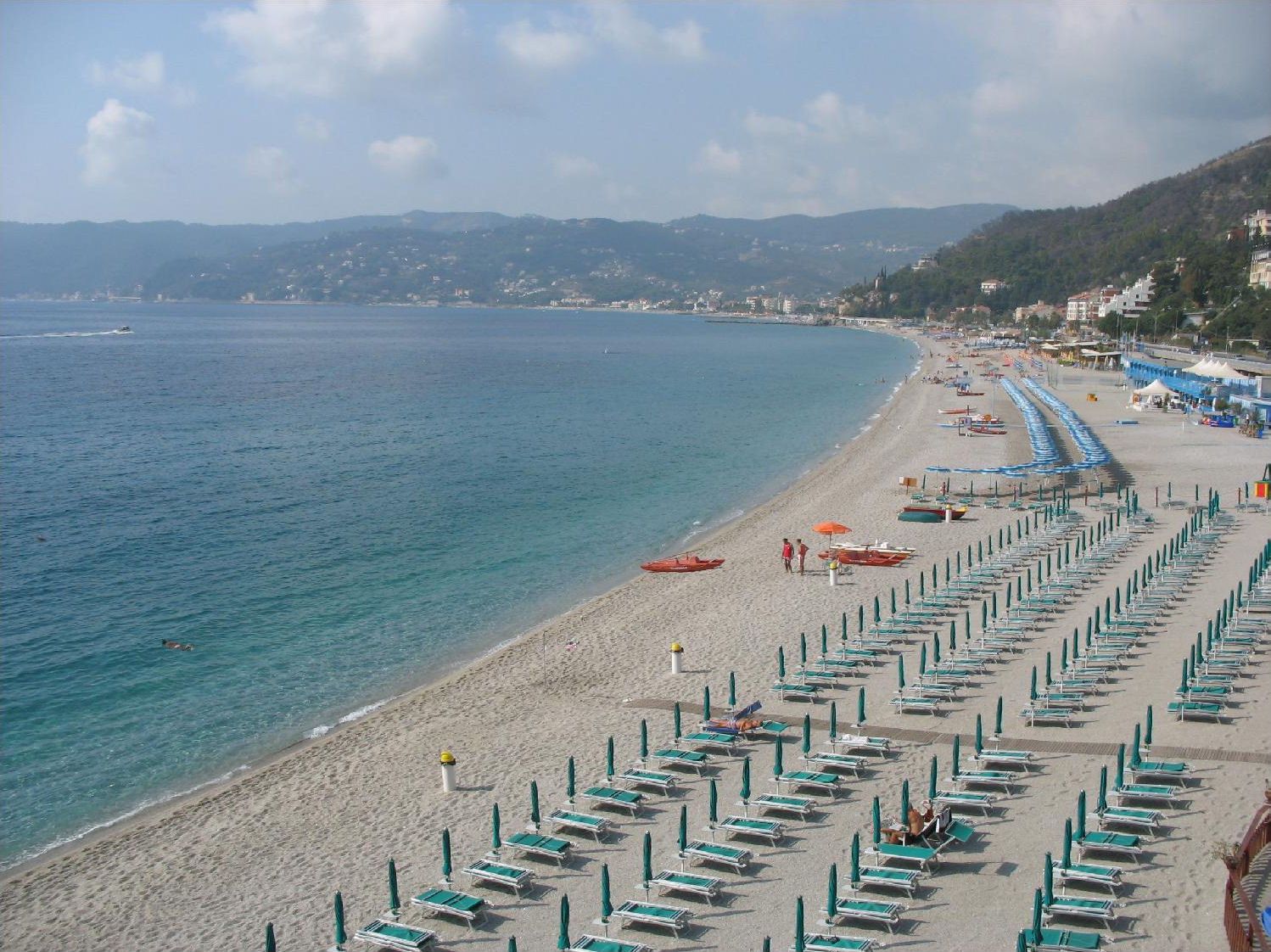
La spiaggia di Bergeggi

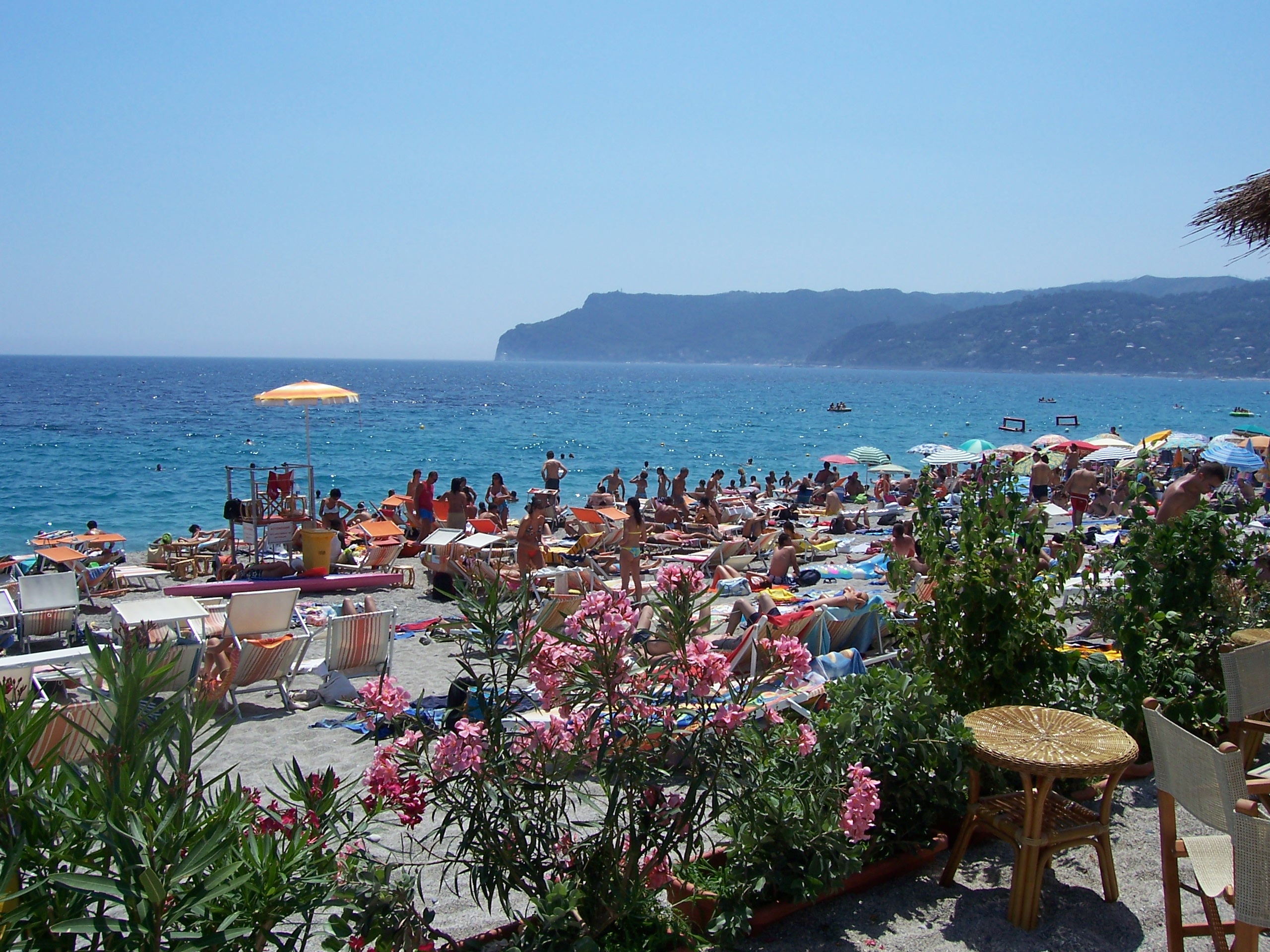
La spiaggia di Spotorno

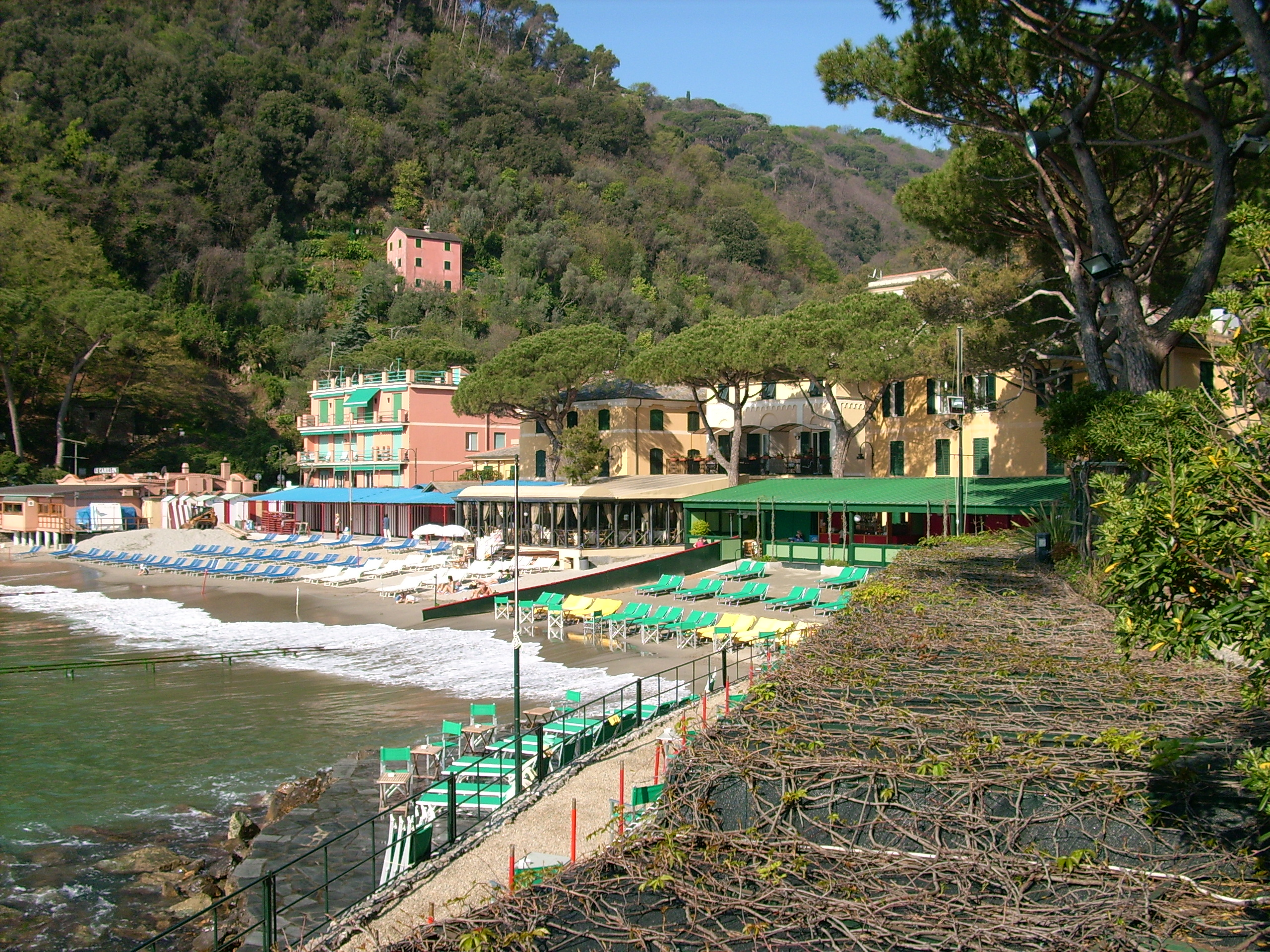
Una spiaggia a Paraggi, Santa Margherita Ligure

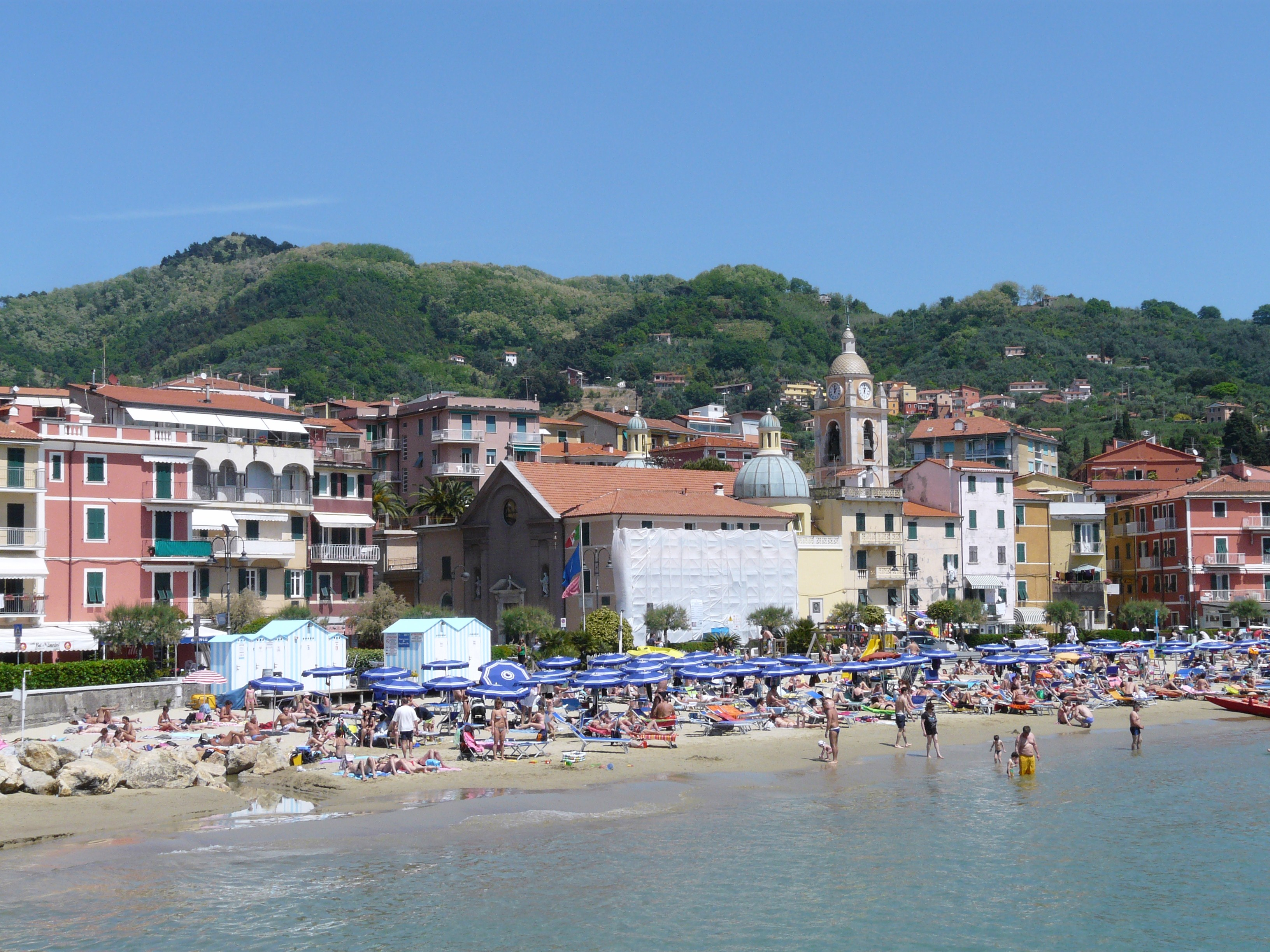
La spiaggia di San Terenzo a Lerici

| Nº | Provincia | Comune                  | Luogo |
| -- | --------- | ----------------------- | --- |
| 14 | Imperia   | Bordighera              | Litorale |
| 15 | Imperia   | Sanremo                 | Rio Foce, Tre ponti, Imperatrice, Corso Marconi, Bussana, Lungomare Nazioni, Baia Capo Pino                          |
| 16 | Imperia   | Taggia                  | Arma di Taggia |
| 17 | Imperia   | Riva Ligure             | Ex bungalow/Centro                                                                                                   |
| 18 | Imperia   | Santo Stefano al Mare   | Baia Azzurra, Il Vascello                                                                                            |
| 19 | Imperia   | San Lorenzo al Mare     | U Nostromu/Prima Punta, Baia delle Vele                                                                              |
| 20 | Imperia   | Imperia                 | Spianata Borgo Peri, Borgo Prino e Foce, Borgo Marina                                                                |
| 21 | Imperia   | Diano Marina            | Diano Marina |
| 22 | Savona    | Ceriale                 | Litorale |
| 23 | Savona    | Borghetto Santo Spirito | Litorale |
| 24 | Savona    | Loano                   | Spiaggia di Loano |
| 25 | Savona    | Pietra Ligure           | Ponente |
| 26 | Savona    | Finale Ligure           | Spiaggia di Malpasso/Baia dei Saraceni, Finalmarina, Finalpia, Spiaggia del Porto, Varigotti, Castelletto San Donato |
| 27 | Savona    | Noli                    | Capo Noli/Zona Vittoria/Zona Anita/Chiariventi                                                                       |
| 28 | Savona    | Spotorno                | Lido |
| 29 | Savona    | Bergeggi                | Il Faro, Villaggio del Sole                                                                                          |
| 30 | Savona    | Savona                  | Fornaci |
| 31 | Savona    | Albissola Marina        | Lido |
| 32 | Savona    | Albisola Superiore      | Lido |
| 33 | Savona    | Celle Ligure            | Levante, Ponente |
| 34 | Savona    | Varazze                 | Arrestra, Ponente Teiro, Levante Teiro, Piani d'Invrea                                                               |
| 35 | Genova    | Camogli                 | San Fruttuoso, Spiaggia Camogli                                                                                      |
| 36 | Genova    | Santa Margherita Ligure | Scogliera Pagana, Punta Pedale, Paraggi, zona Milite Ignoto                                                          |
| 37 | Genova    | Chiavari                | Zona Gli Scogli, Spiaggia Porto                                                                                      |
| 38 | Genova    | Lavagna                 | Lungomare |
| 39 | Genova    | Sestri Levante          | Baia Portobello |
| 40 | Genova    | Moneglia                | Centrale, La Secca, Levante                                                                                          |
| 41 | La Spezia | Framura                 | Fornaci (Spiaggia Confine Deiva Marina), Spiaggia la Vallà Apicchi                                                   |
| 42 | La Spezia | Bonassola               | Lato est e lato ovest                                                                                                |
| 43 | La Spezia | Levanto                 | La Pietra, Ghiararo                                                                                                  |
| 44 | La Spezia | Lerici                  | Lido, San Giorgio, Eco del Mare, Fiascherino, Baia Blu, Colombo                                                      |
| 45 | La Spezia | Ameglia                 | Fiumaretta |

### Toscana

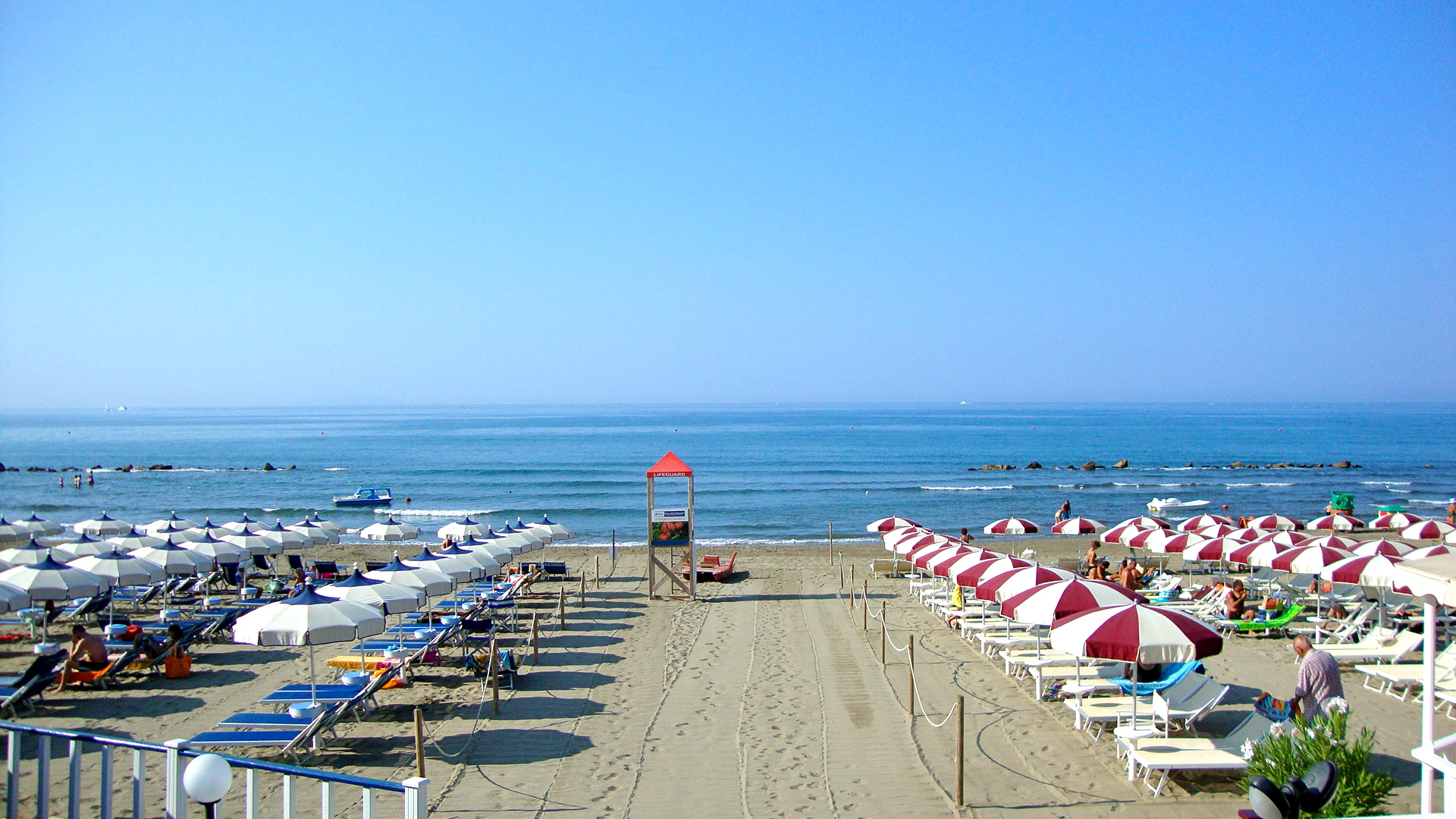
La spiaggia a Castiglione della Pescaia

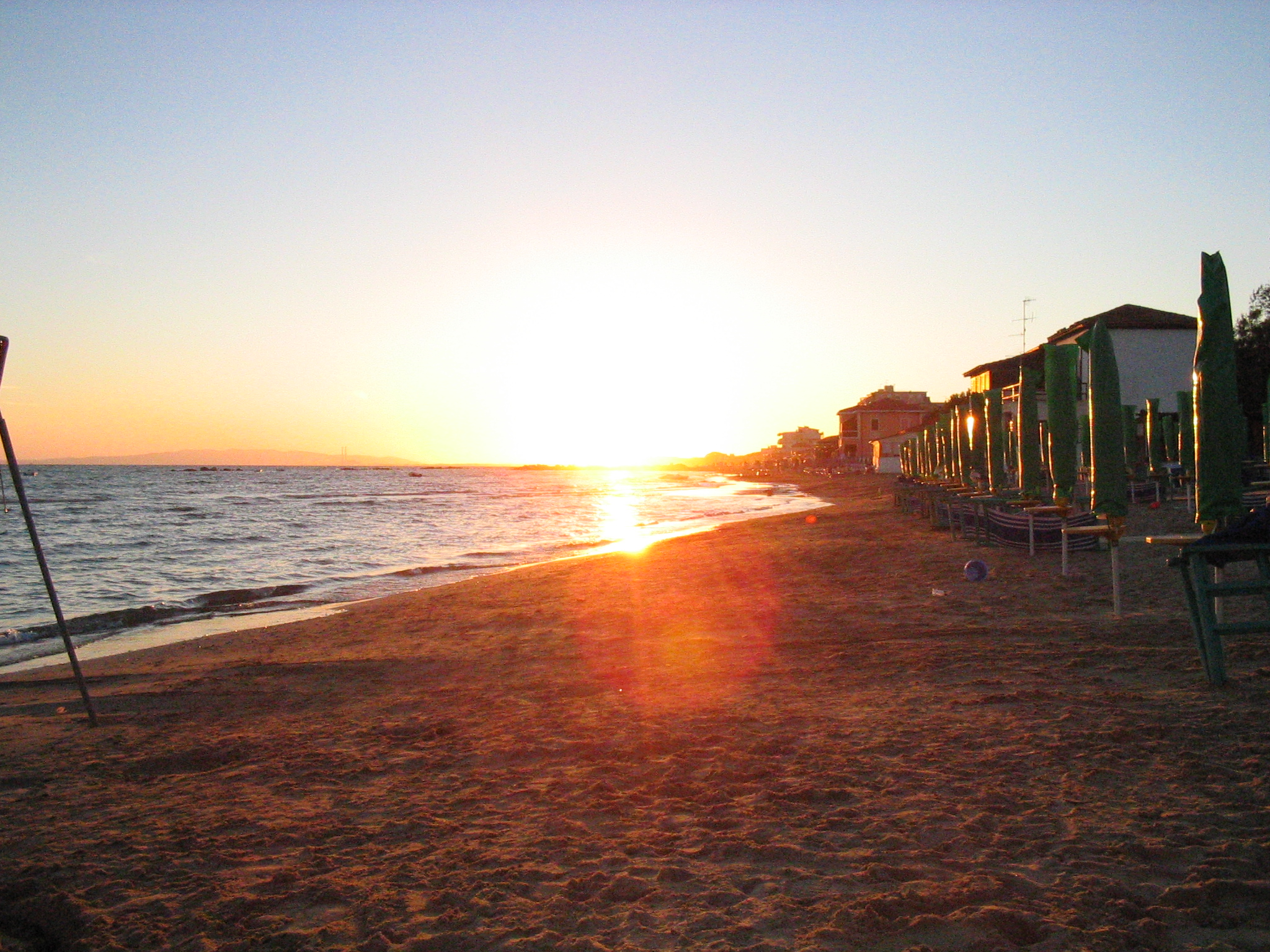
La spiaggia a Follonica

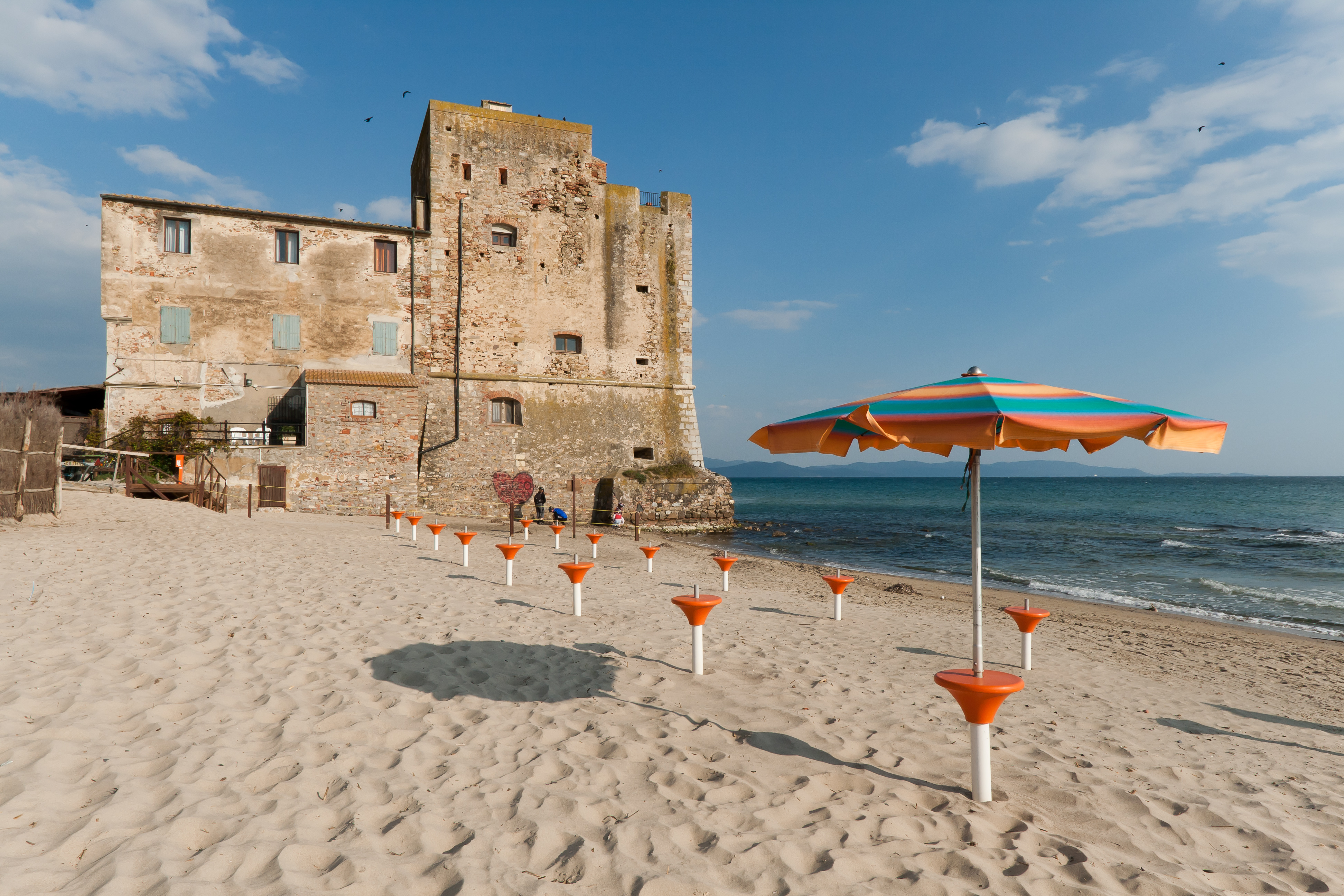
La spiaggia della Sterpaia e la Torre Mozza a Piombino

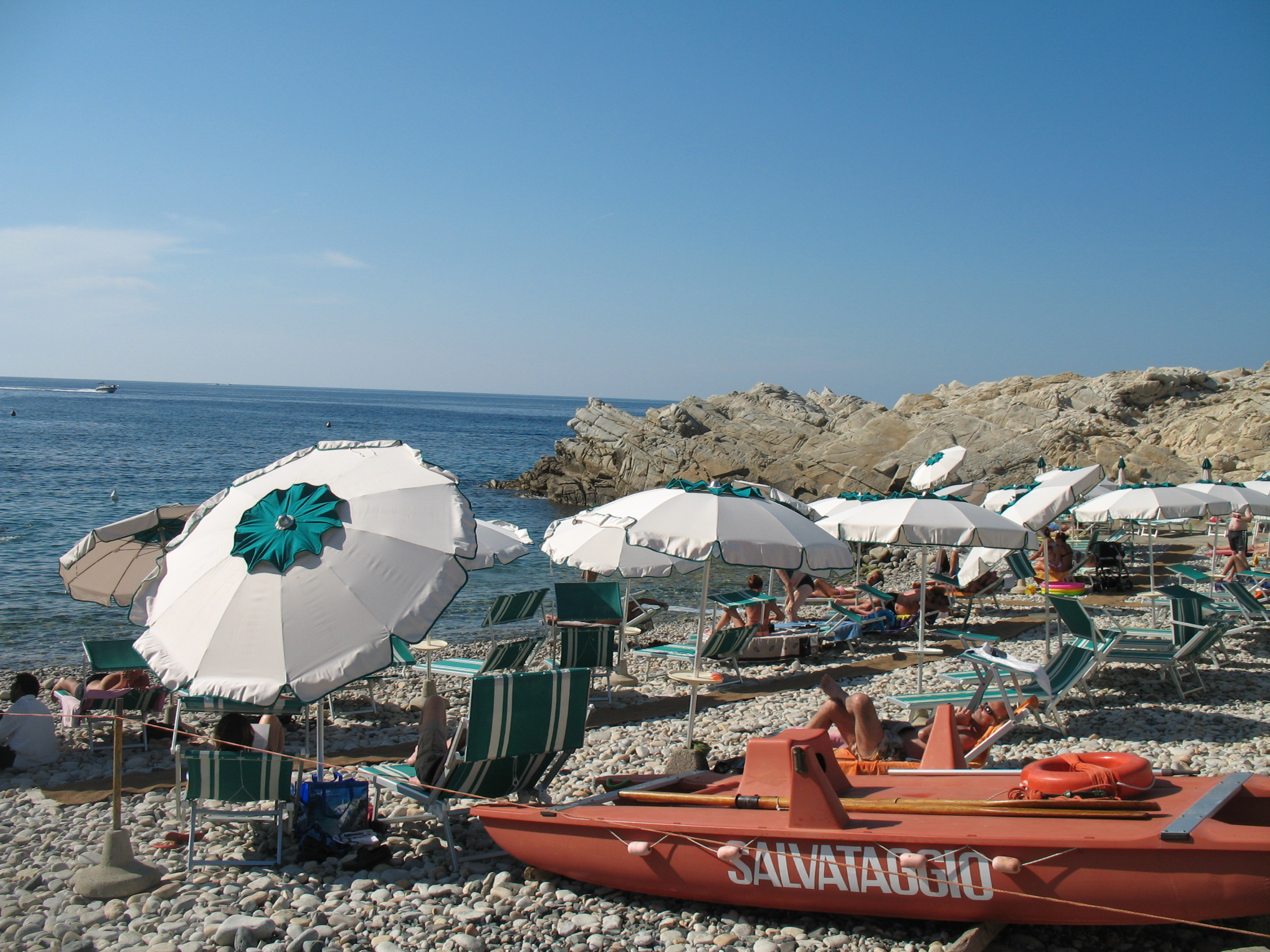
La spiaggia di Marciana Marina

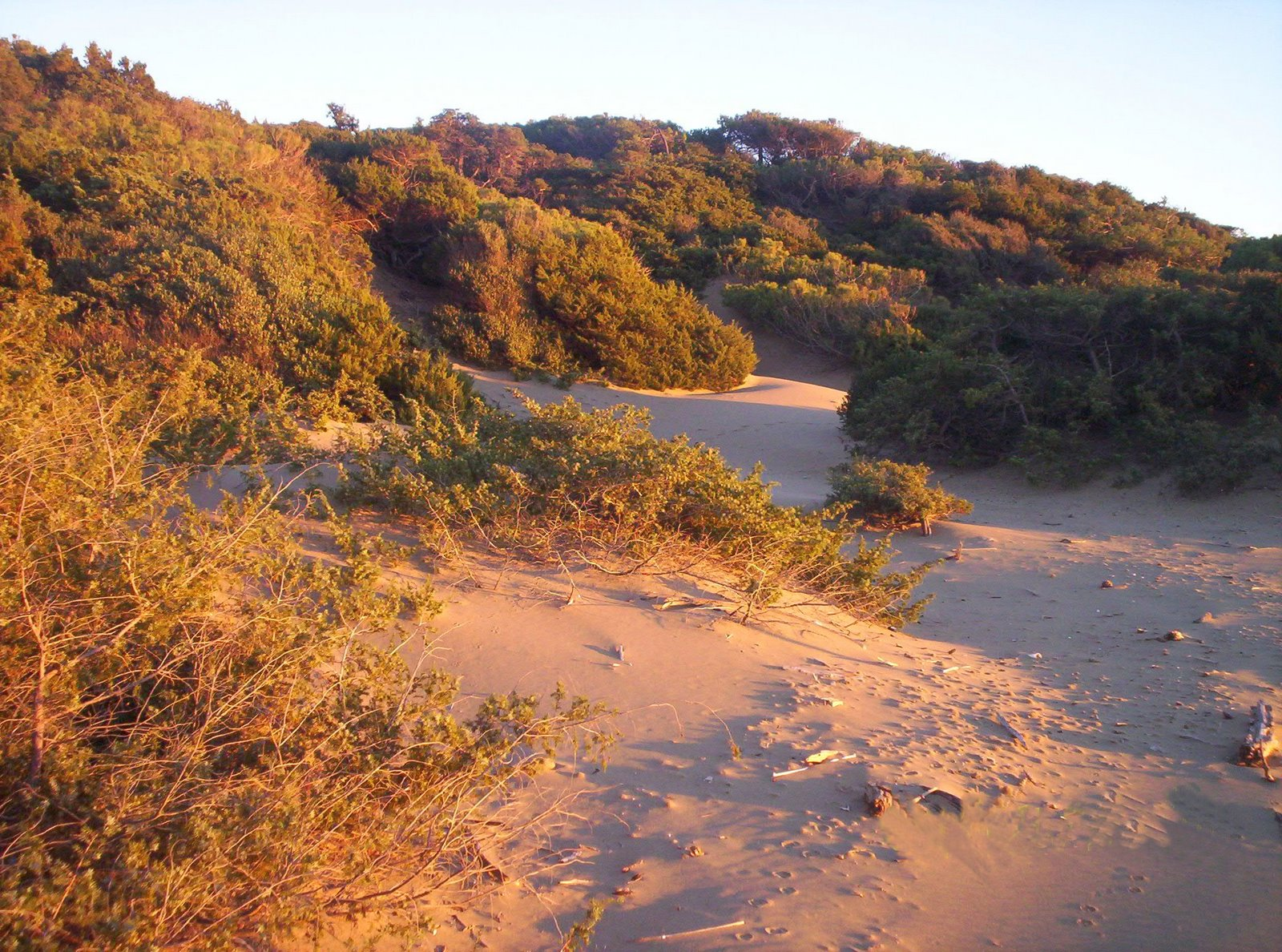
La spiaggia nel parco di Rimigliano a San Vincenzo

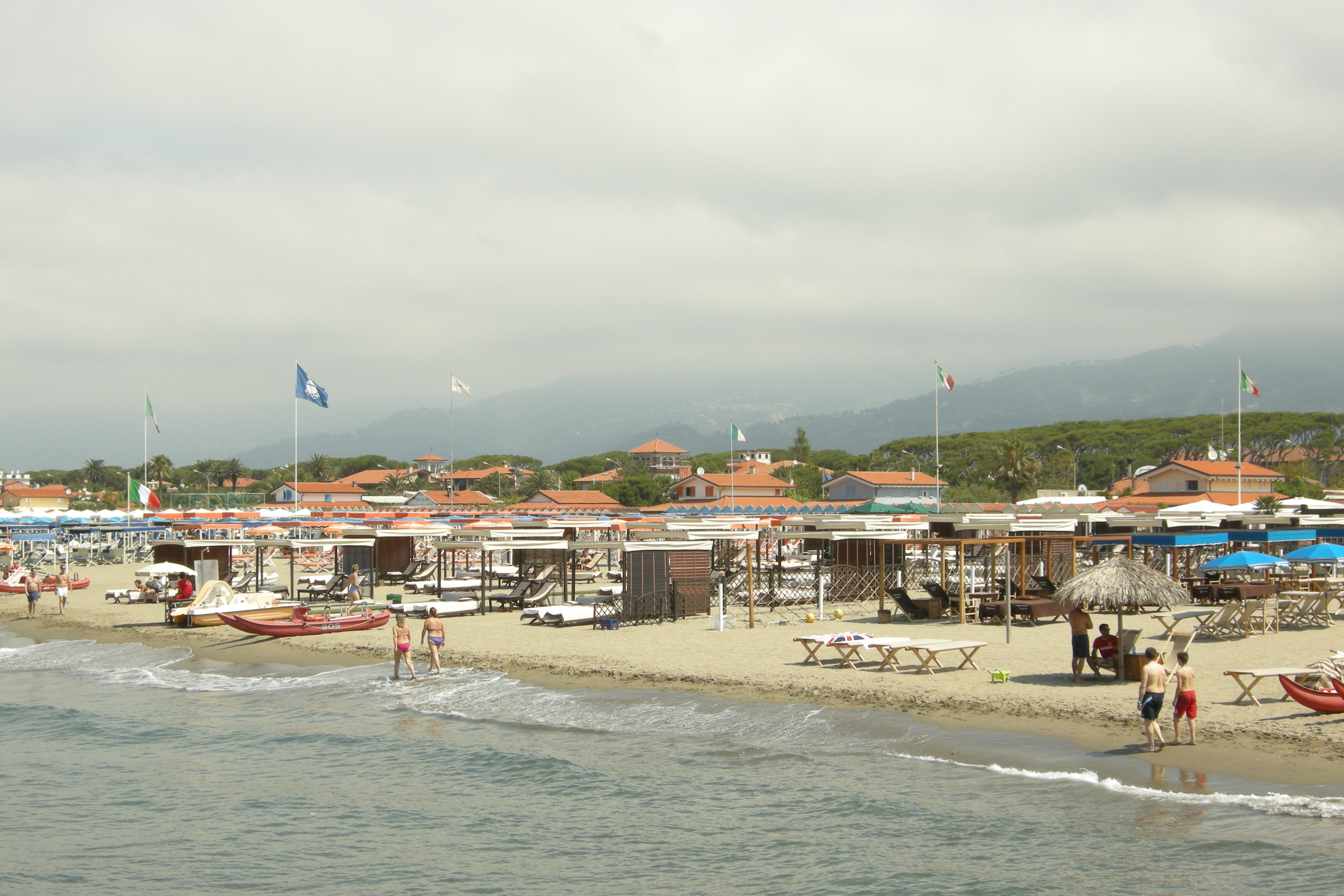
La spiaggia di Forte dei Marmi

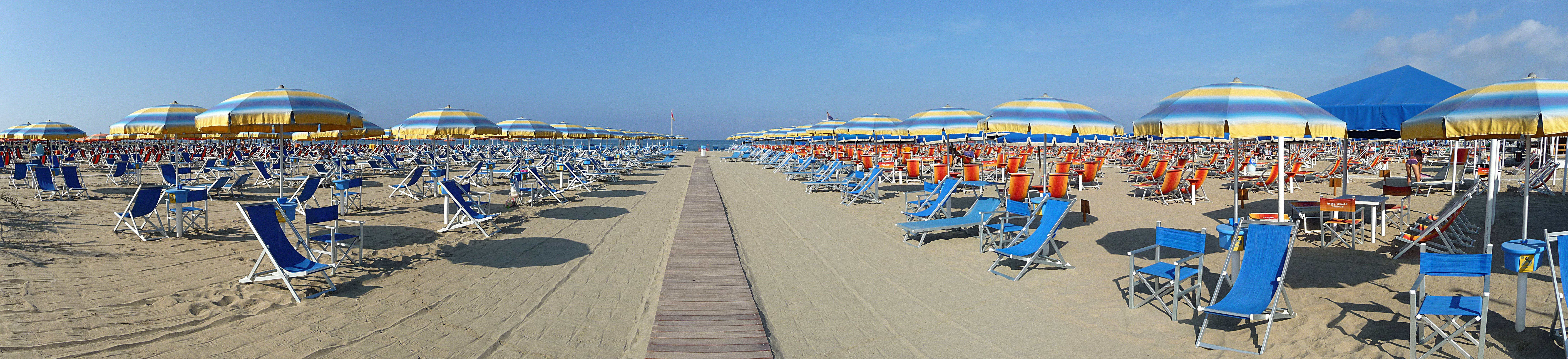
La spiaggia di Viareggio

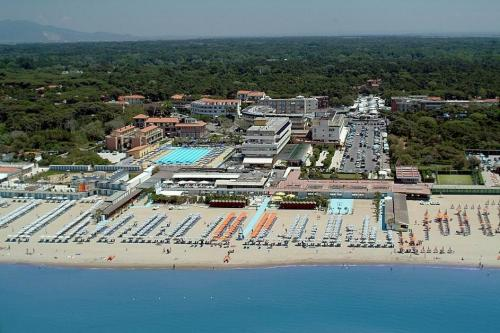
La spiaggia di Tirrenia a Pisa

| Nº | Provincia     | Comune                    | Luogo |
| -- | ------------- | ------------------------- | --- |
| 46 | Massa-Carrara | Carrara                   | Marina di Carrara Centro |
| 47 | Massa-Carrara | Massa                     | Ronchi Levante, Ronchi Ponente, Sinistra Brugiano/Marina, Centro/Destra Frigido/Sinistra Frigido, Marina Ponente/Destra Brugiano        |
| 48 | Lucca         | Forte dei Marmi           | Litorale centro/Capannina |
| 49 | Lucca         | Camaiore                  | Lido Arlecchino |
| 50 | Lucca         | Viareggio                 | Marina di Viareggio (Ponente/Levante)                                                                                                   |
| 51 | Pisa          | Pisa                      | Calambrone/Tirrenia, Marina di Pisa |
| 52 | Livorno       | Livorno                   | Cala del Miramare, Rogiolo, Del Sale/Roma, Rex, Cala Quercianella                                                                       |
| 53 | Livorno       | Rosignano Marittimo       | Castiglioncello, Vada |
| 54 | Livorno       | Cecina                    | Le Gorette, Marina di Cecina |
| 55 | Livorno       | Bibbona                   | Marina di Bibbona centro/sud |
| 56 | Livorno       | Castagneto Carducci       | Marina di Castagneto Carducci |
| 57 | Livorno       | San Vincenzo              | Rimigliano Nord/Sud, Principessa Centro Sud/Fosso delle Prigioni/Nord, San Vincenzo Porto Sud/Conchiglia Fosso delle Rozze              |
| 58 | Livorno       | Piombino                  | Parco naturale della Sterpaia |
| 59 | Livorno       | Marciana Marina           | La Fenicia, Re di Noce/La Marina |
| 60 | Grosseto      | Follonica                 | Spiaggia Litorale |
| 61 | Grosseto      | Castiglione della Pescaia | Rocchette/Roccamare-Casa Mora/Riva del Sole/Capezzolo/Ponente, Spiaggia Piandalma/Casetta Civinini-Piastrone/Punta Ala, Levante/Tombolo |
| 62 | Grosseto      | Grosseto                  | Marina di Grosseto, Principina a Mare                                                                                                   |

### Friuli-Venezia Giulia

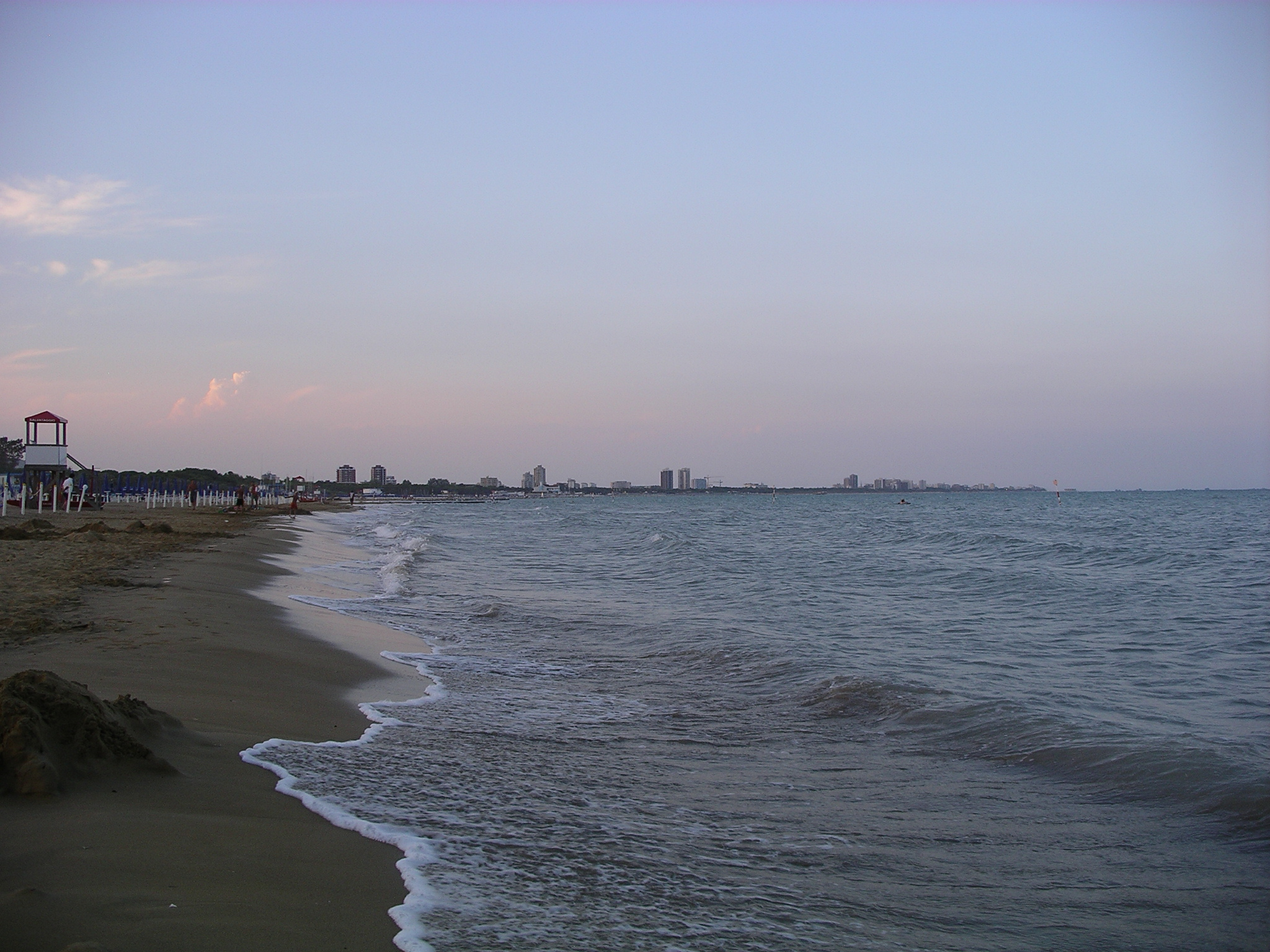
La spiaggia di Lignano Sabbiadoro

| Nº | Provincia | Comune             | Luogo                                      |
| -- | --------- | ------------------ | ------------------------------------------ |
| 63 | Gorizia   | Grado              | Spiaggia Principale, Costa Azzurra, Pineta |
| 64 | Udine     | Lignano Sabbiadoro | Lido                                       |

### Veneto

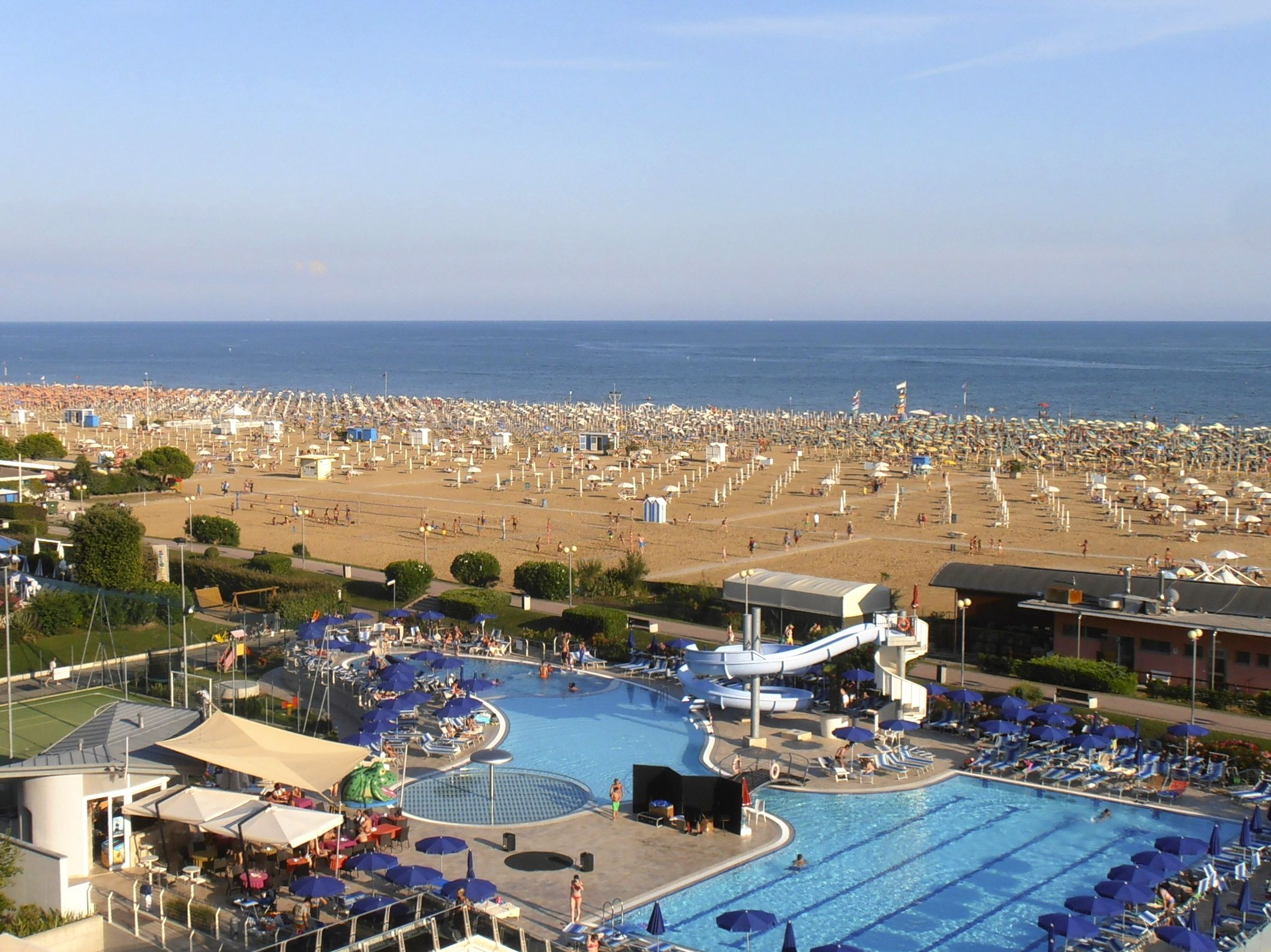
La spiaggia di Bibione a San Michele al Tagliamento

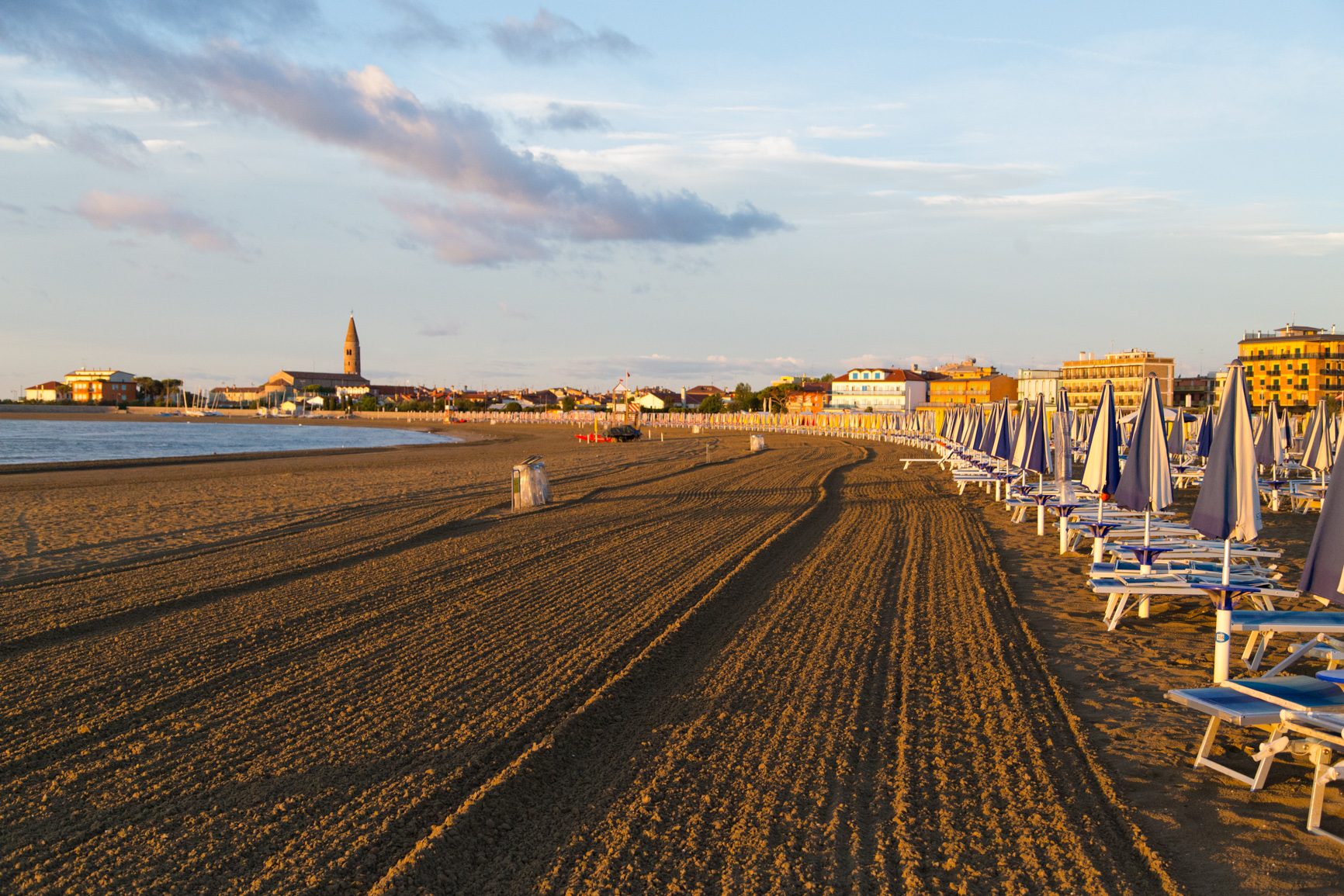
La spiaggia di Levante a Caorle

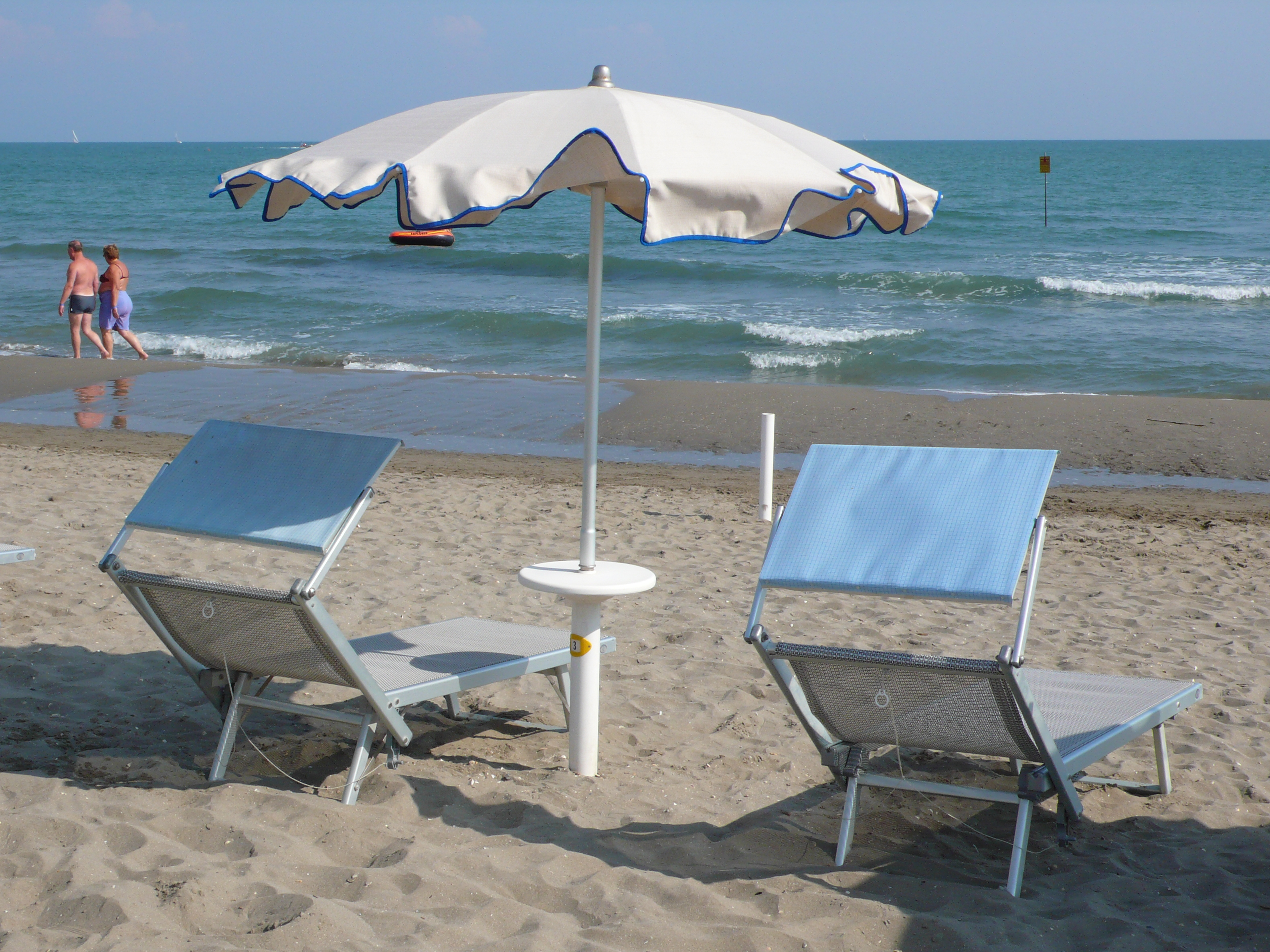
La spiaggia di Eraclea

| Nº | Provincia | Comune                     | Luogo                                                         |
| -- | --------- | -------------------------- | ------------------------------------------------------------- |
| 65 | Venezia   | San Michele al Tagliamento | Bibione                                                       |
| 66 | Venezia   | Caorle                     | Brussa, Duna Verde, Levante, Ponente, Porto Santa Margherita  |
| 67 | Venezia   | Eraclea                    | Eraclea Mare                                                  |
| 68 | Venezia   | Jesolo                     | Lido                                                          |
| 69 | Venezia   | Cavallino Treporti         | Lido                                                          |
| 70 | Venezia   | Venezia                    | Lido di Venezia                                               |
| 71 | Venezia   | Chioggia                   | Sottomarina                                                   |
| 72 | Rovigo    | Rosolina                   | Rosolina Mare, Albarella Centro Sportivo, Albarella Capo Nord |
| 73 | Rovigo    | Porto Tolle                | Barricata, Boccasette, Conchiglie                             |

### Emilia-Romagna

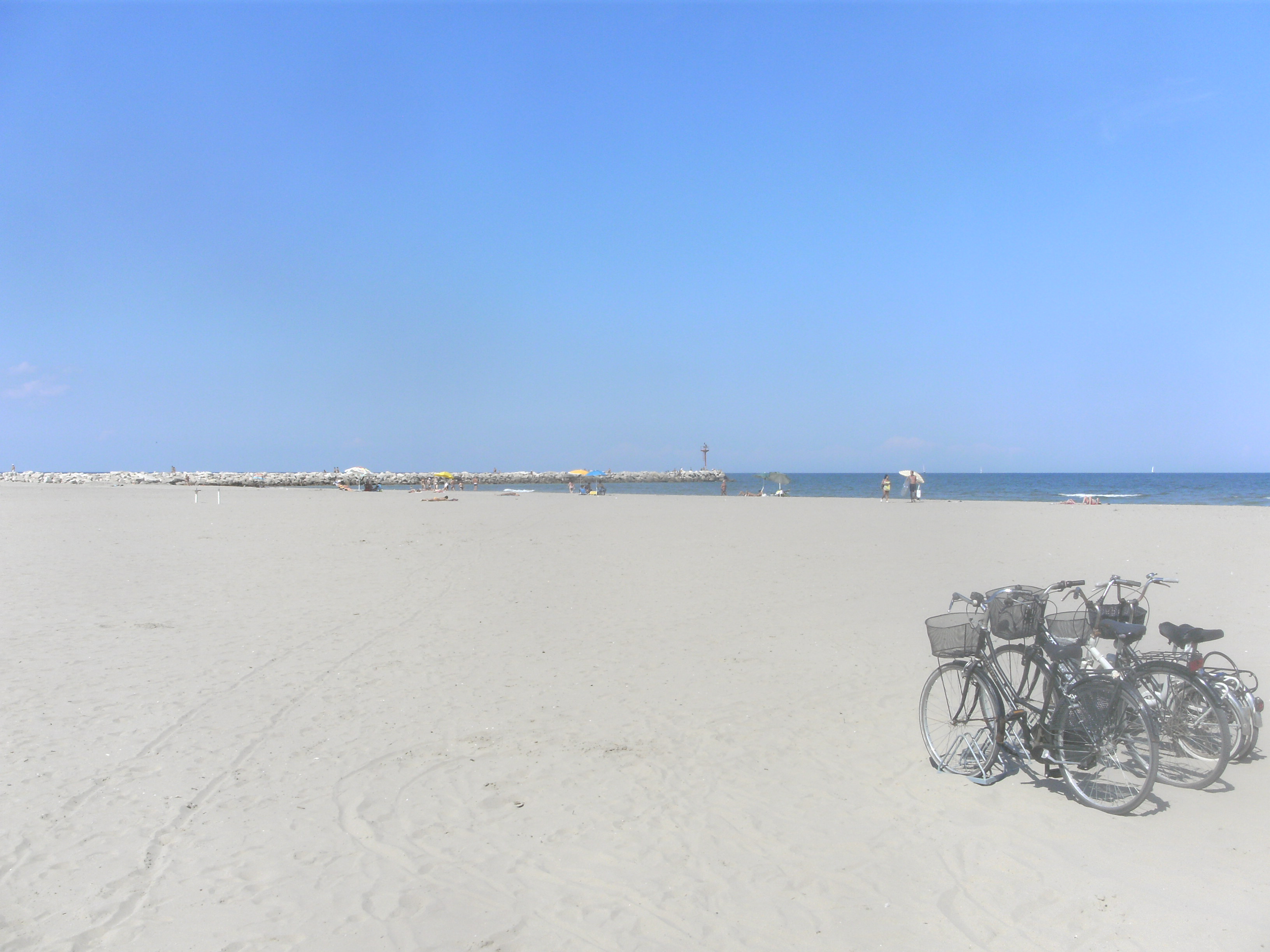
Lido degli Estensi a Comacchio

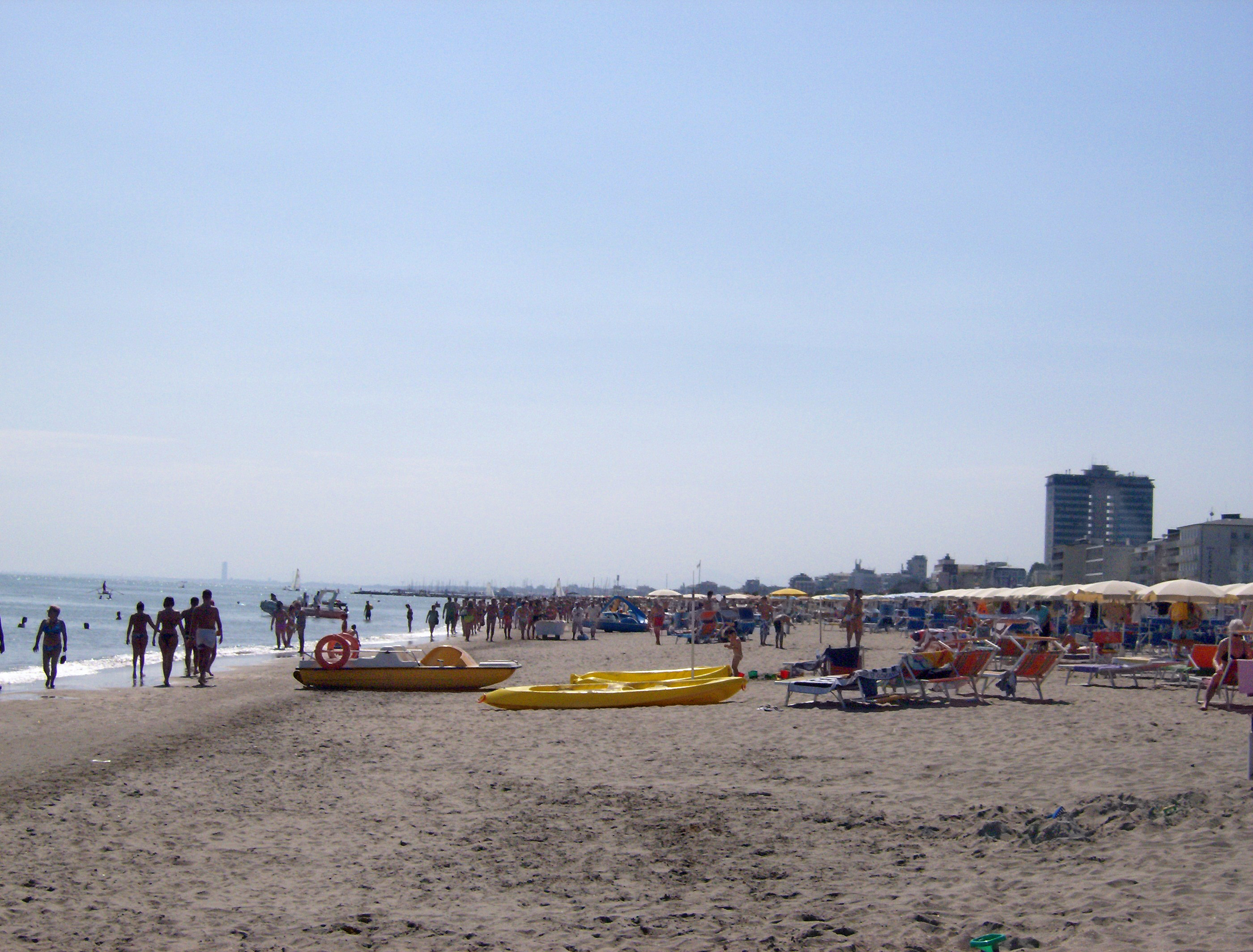
La spiaggia di Milano Marittima

| Nº | Provincia    | Comune               | Luogo |
| -- | ------------ | -------------------- | --- |
| 74 | Ferrara      | Comacchio            | Lido di Spina, Lido di Volano/Nazioni/Lido degli Scacchi/ Pomposa/Garibaldi, Lido degli Estensi                                            |
| 75 | Ravenna      | Ravenna              | Marina Romea/Porto Corsini, Marina di Ravenna/Punta Marina Terme/Lido Adriano, Lido di Savio, Lido di Dante/Lido di Classe, Casal Borsetti |
| 76 | Ravenna      | Cervia               | Milano Marittima-Cervia-Pinarella-Tagliata                                                                                                 |
| 77 | Forlì-Cesena | Cesenatico           | Zadina, Levante (Valverde, Villamarina), Ponente                                                                                           |
| 78 | Rimini       | Bellaria-Igea Marina | Igea Marina |
| 79 | Rimini       | Misano Adriatico     | Brasile, Misano Centro, Porto Verde |
| 80 | Rimini       | Cattolica            | Regina dell'Adriatico |

### Marche

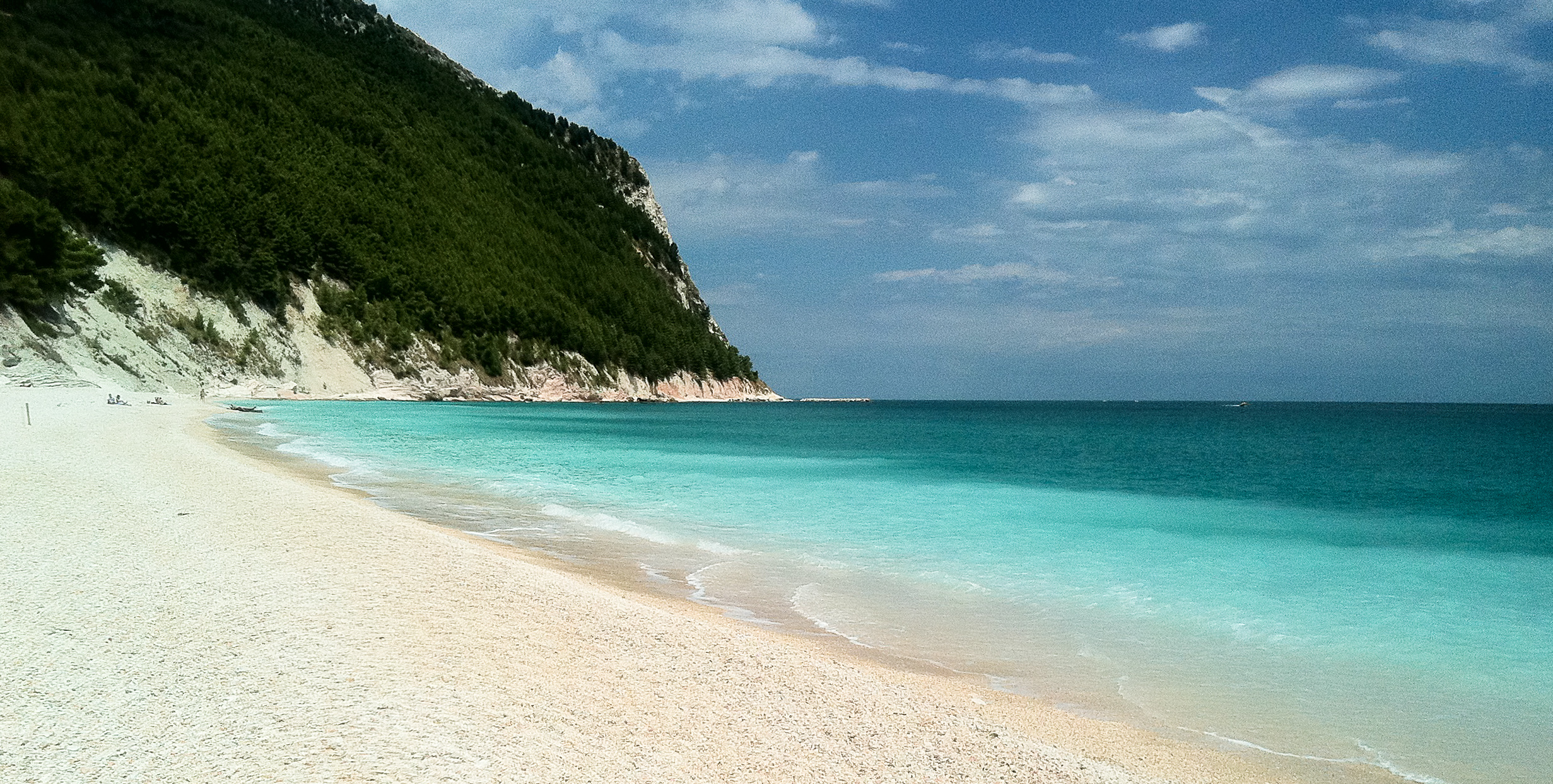
La spiaggia di Sirolo

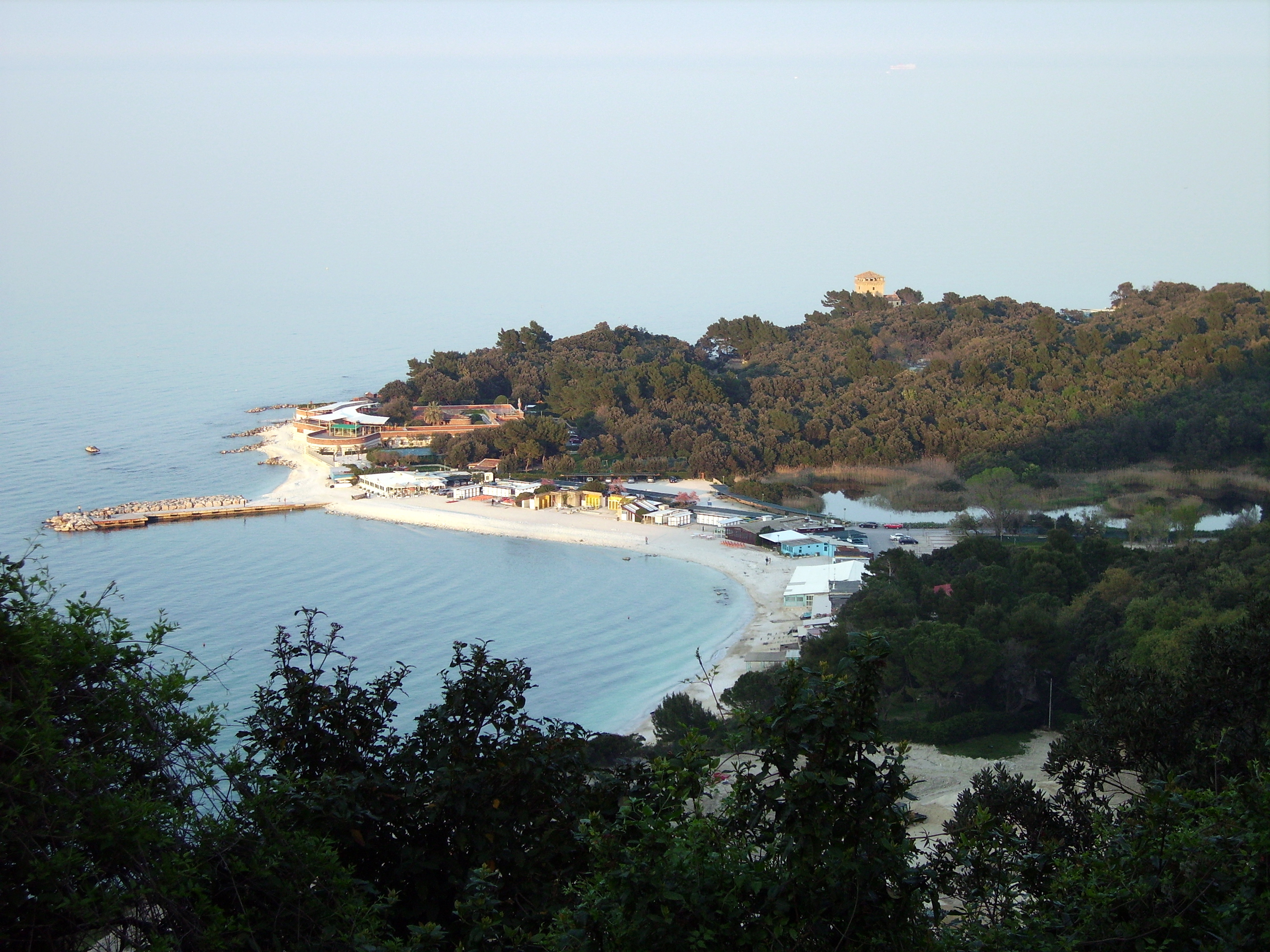
La spiaggia di Portonovo ad Ancona

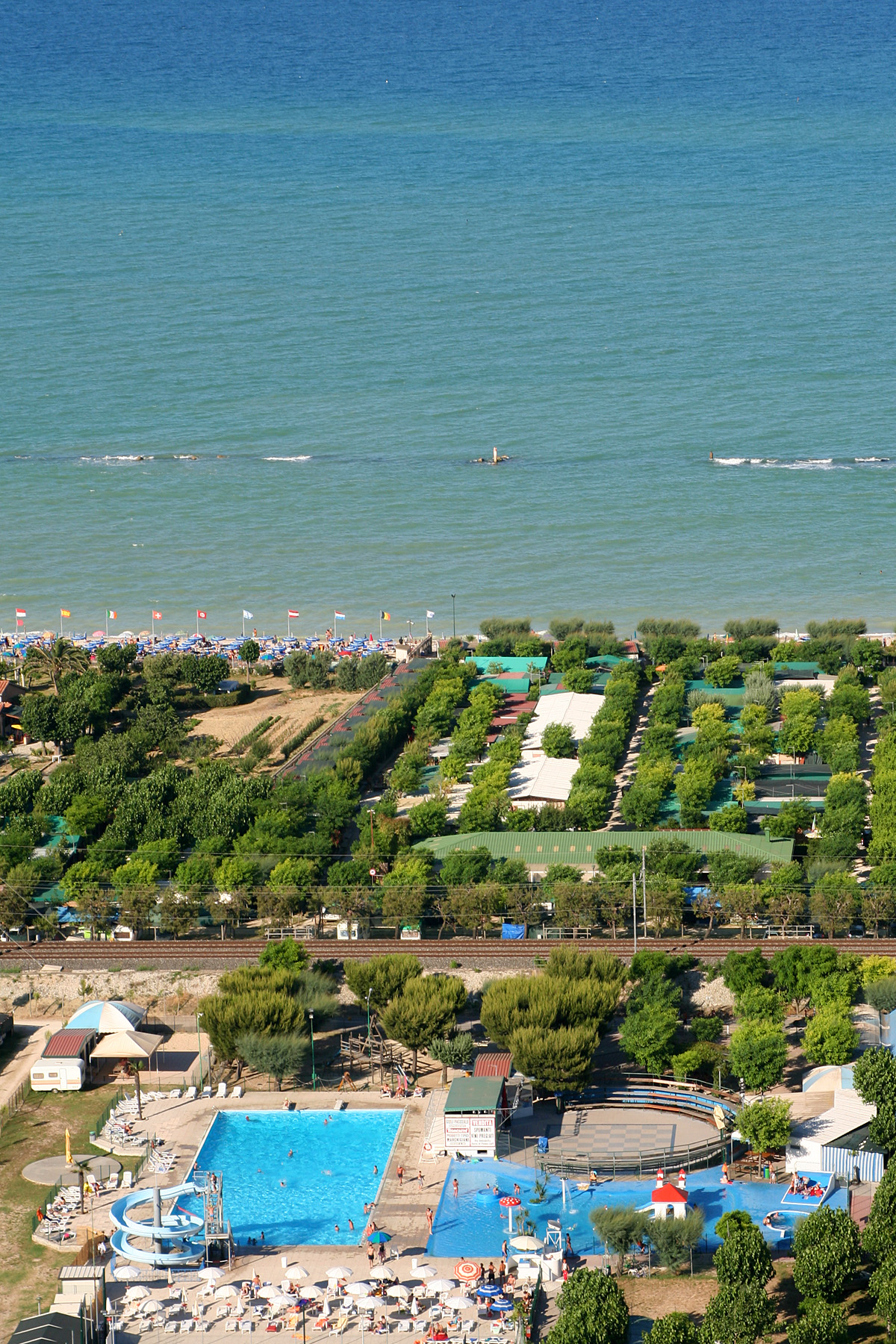
Uno scorcio della spiaggia di Grottammare

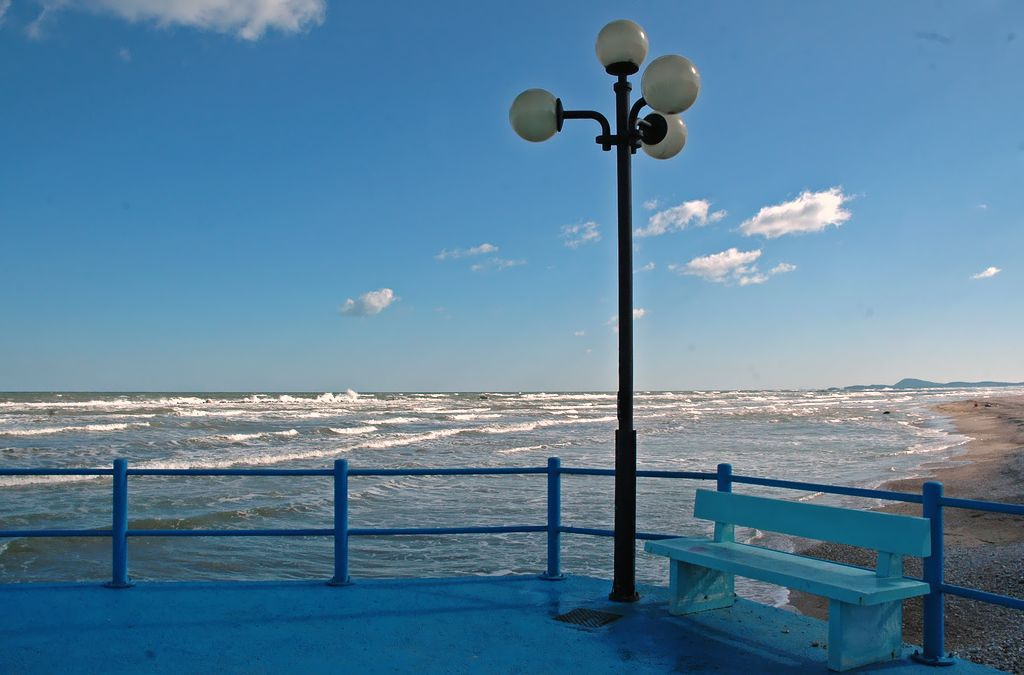
Uno scorcio del molo e della spiaggia di Marotta a Mondolfo

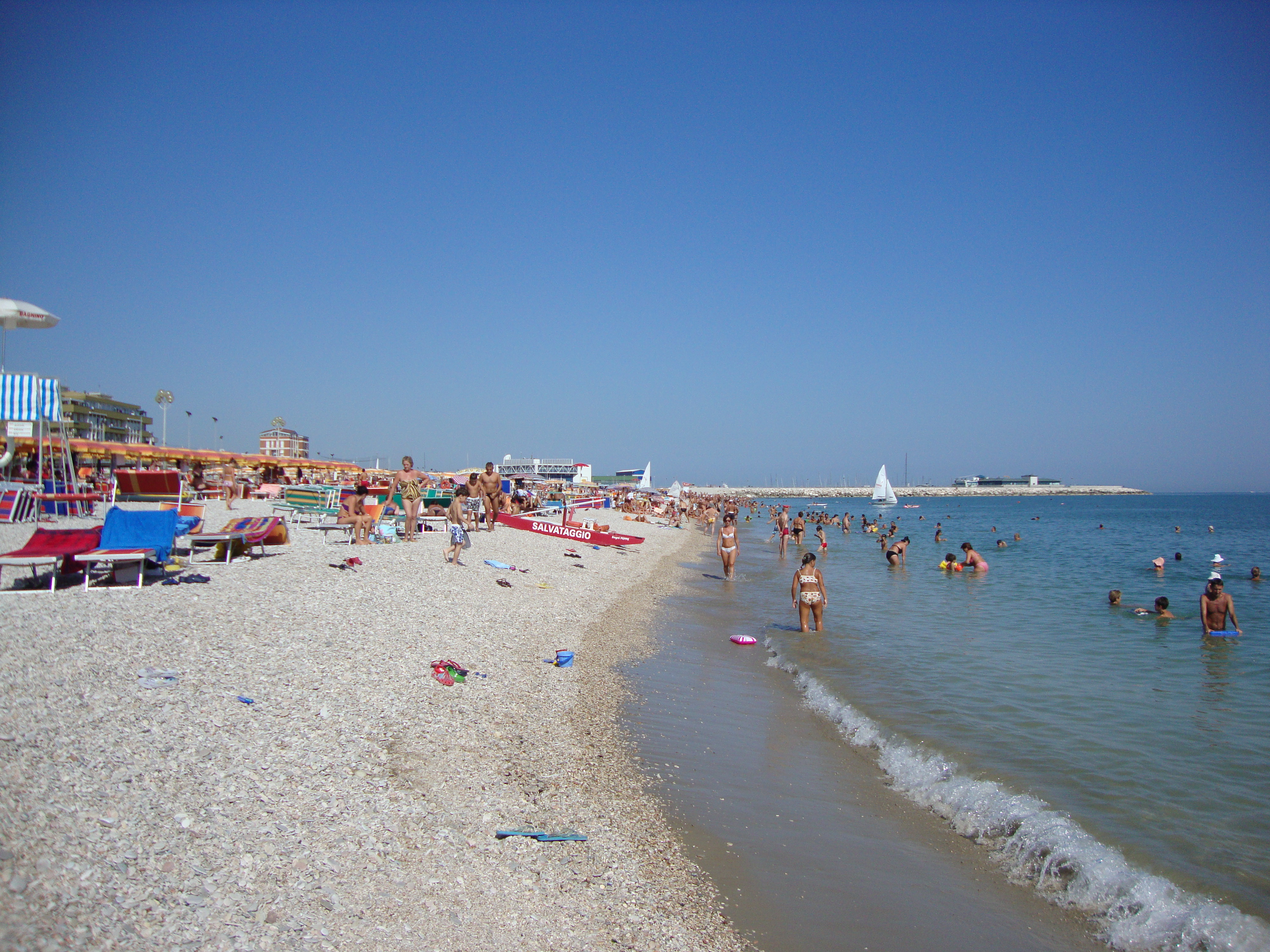
La spiaggia di Fano

| Nº | Provincia       | Comune                   | Luogo                                    |
| -- | --------------- | ------------------------ | ---------------------------------------- |
| 81 | Pesaro e Urbino | Gabicce                  | Lido                                     |
| 82 | Pesaro e Urbino | Pesaro                   | Sottomonte, Ponente/Levante              |
| 83 | Pesaro e Urbino | Fano                     | Nord, Sassonia, Torrette                 |
| 84 | Pesaro e Urbino | Mondolfo                 | Marotta                                  |
| 85 | Ancona          | Senigallia               | Spiaggia di Levante, spiaggia di Ponente |
| 86 | Ancona          | Ancona                   | Portonovo                                |
| 87 | Ancona          | Sirolo                   | Sassi Neri/San Michele/Urbani            |
| 88 | Ancona          | Numana                   | Numana Bassa/Marcelli Nord, Numana Alta  |
| 89 | Macerata        | Potenza Picena           | Lido Nord/Centro, Lido Sud               |
| 90 | Macerata        | Civitanova Marche        | Lungomare Nord                           |
| 91 | Fermo           | Fermo                    | Lido di Fermo Casabianca                 |
| 92 | Fermo           | Altidona                 | Lungomare Paolo Borsellino               |
| 93 | Fermo           | Pedaso                   | Lungomare dei Cantautori                 |
| 94 | Ascoli Piceno   | Cupra Marittima          | Lido                                     |
| 95 | Ascoli Piceno   | Grottammare              | Spiaggia Nord, spiaggia Sud              |
| 99 | Ascoli Piceno   | San Benedetto del Tronto | Riviera delle Palme                      |

### Abruzzo

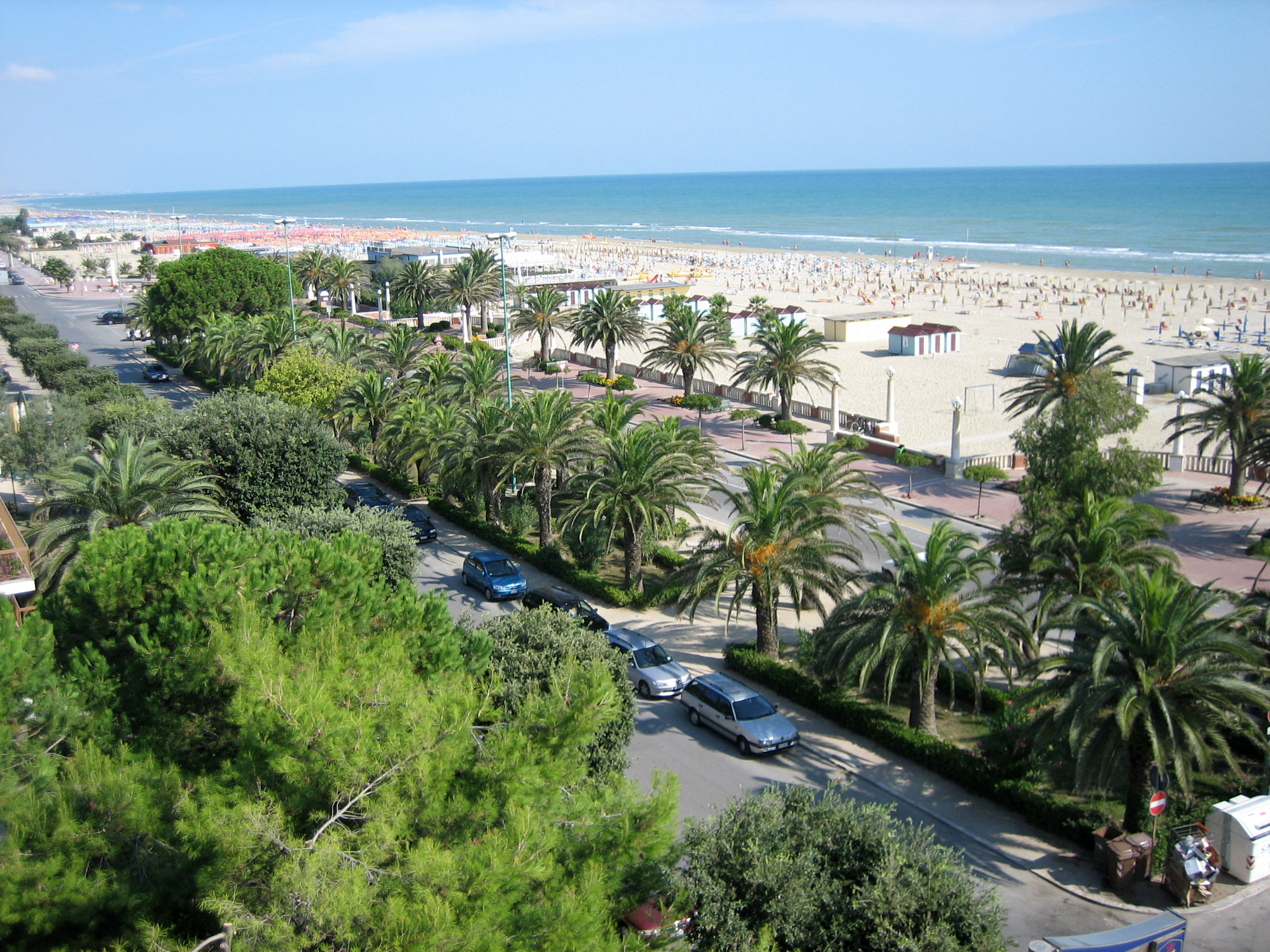
La spiaggia di Giulianova

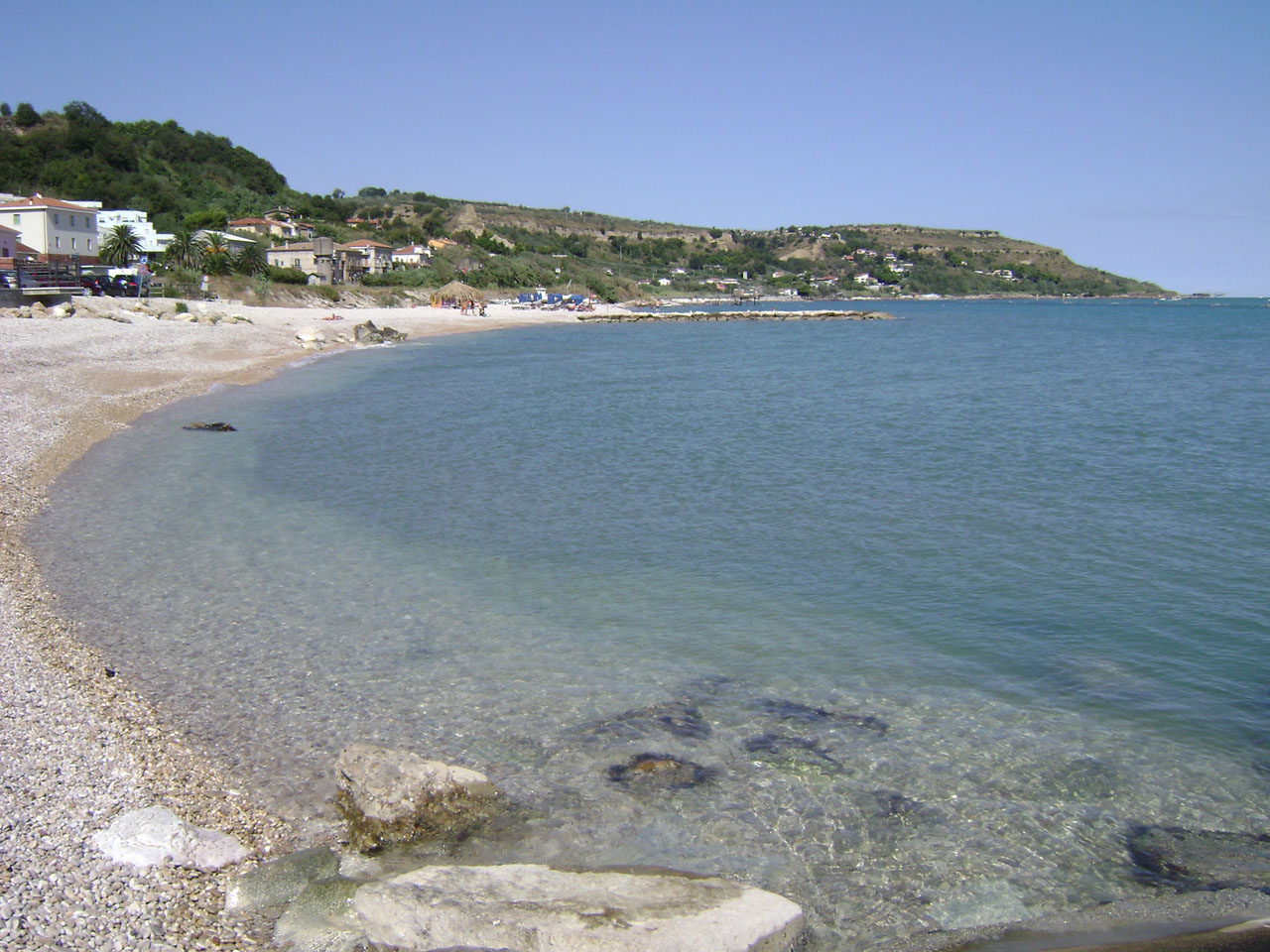
La spiaggia di Fossacesia

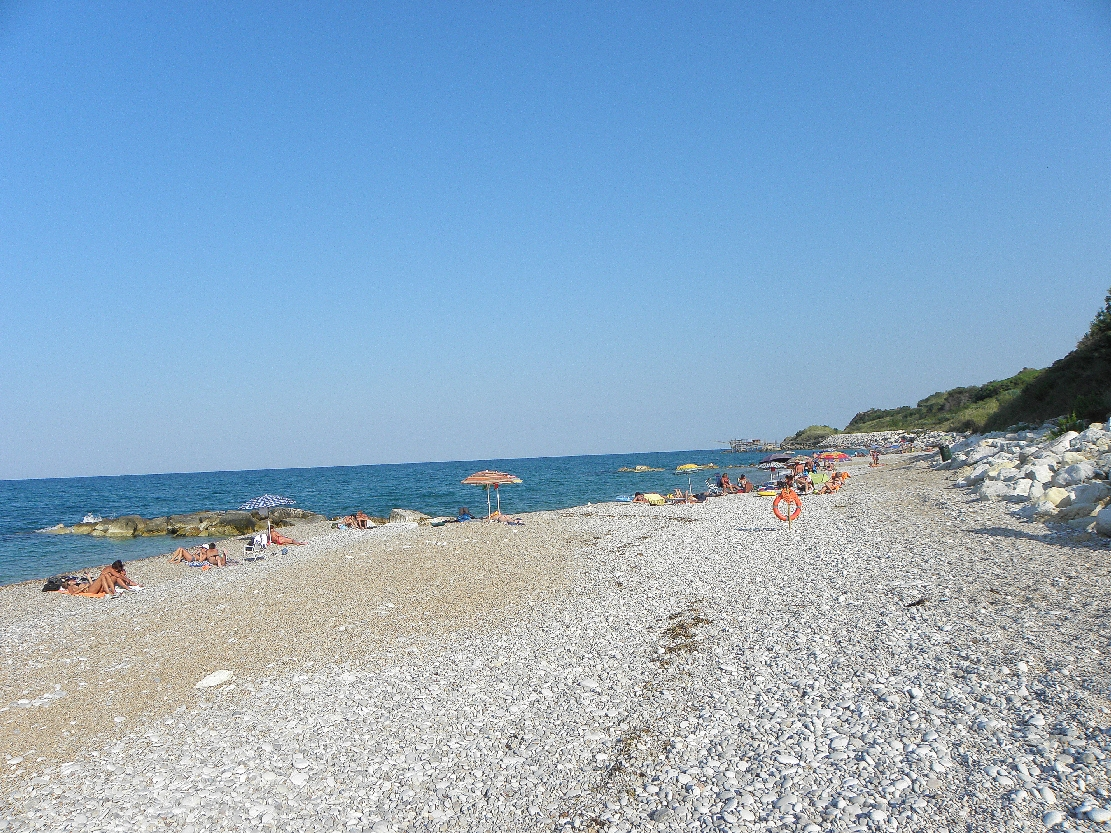
La spiaggia di Rocca San Giovanni

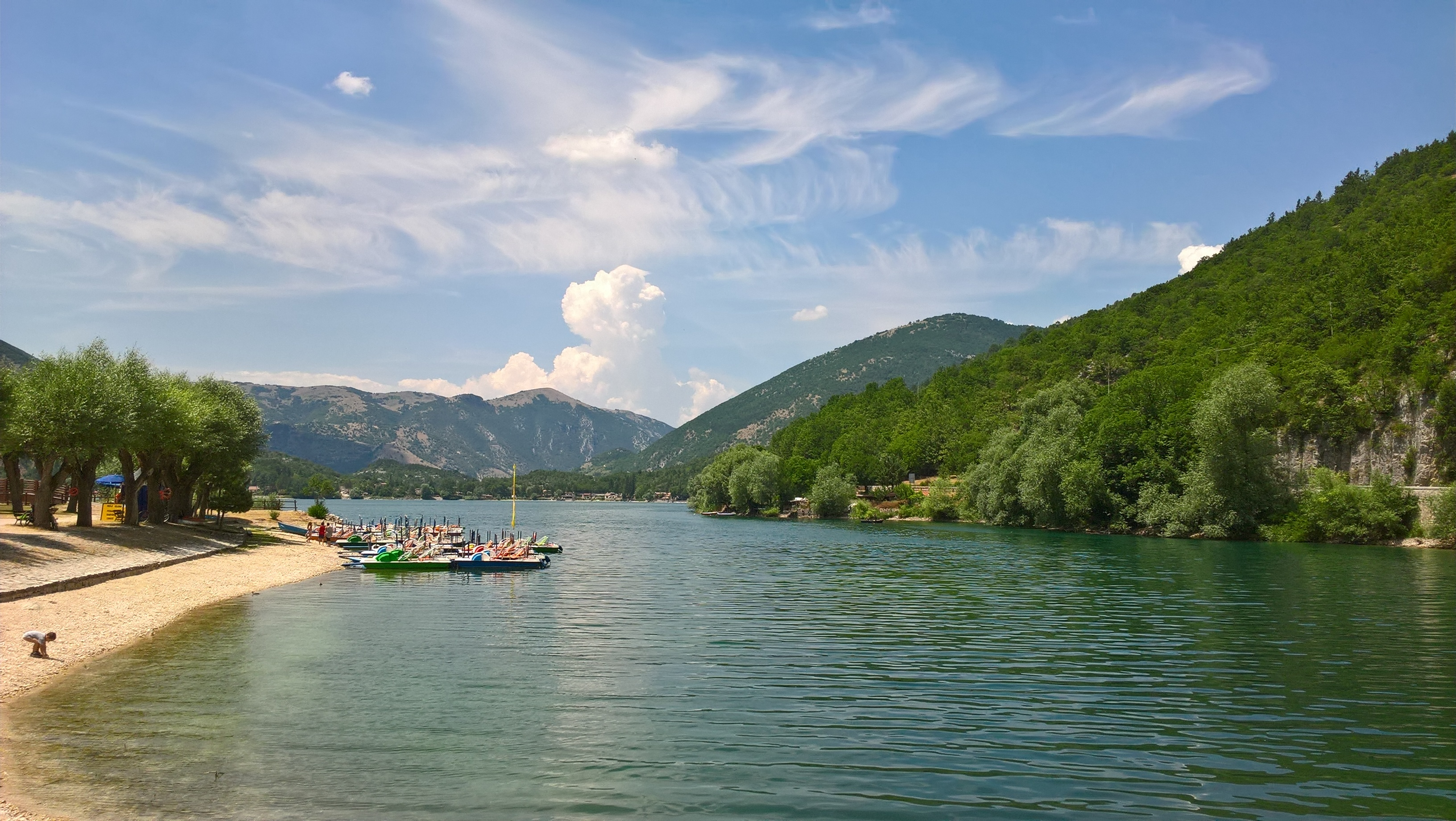
Il lago di Scanno

| Nº  | Provincia | Comune               | Luogo |
| --- | --------- | -------------------- | --- |
| 97  | Teramo    | Martinsicuro         | Villa Rosa, Martinsicuro                                                                                              |
| 98  | Teramo    | Tortoreto            | Spiaggia del Sole |
| 99  | Teramo    | Giulianova           | Lungomare Zara |
| 100 | Teramo    | Roseto degli Abruzzi | Lungomare Sud / Lungomare Nord / Lungomare Centrale                                                                   |
| 101 | Teramo    | Pineto               | Lungomare dei Pini/ Pineto Centro, S. Maria a Valle Nord, S. Maria a Valle Sud, Torre di Cerrano, Corfù, Villa Fumosa |
| 102 | Teramo    | Silvi                | Lungomare Centrale, Arenile Sud                                                                                       |
| 103 | Pescara   | Pescara              | Riviera Nord, Riviera Sud                                                                                             |
| 104 | Chieti    | Francavilla al Mare  | Piazza Adriatico |
| 105 | Chieti    | Fossacesia           | Fossacesia Marina |
| 106 | Chieti    | Vasto                | Punta Penna, Vignola, Vasto Marina                                                                                    |
| 107 | Chieti    | San Salvo            | San Salvo Marina |
| 108 | L'Aquila  | Villalago            | Villalago |
| 109 | L'Aquila  | Scanno               | Acquevive, Gestione Ciccotti, Parco dei Salici                                                                        |

### Molise

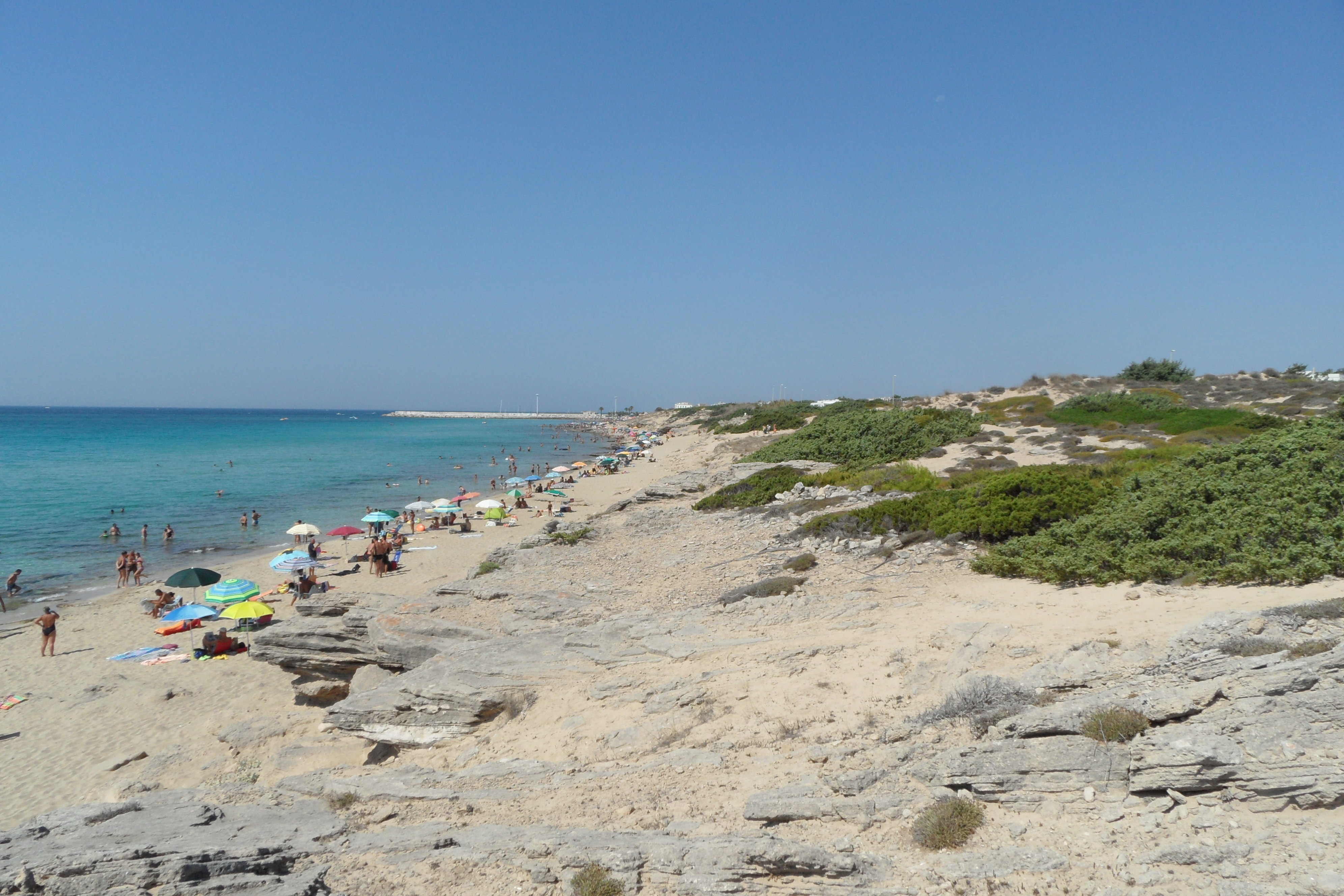
La spiaggia di Campomarino

| Nº  | Provincia  | Comune      | Luogo |
| --- | ---------- | ----------- | ----- |
| 110 | Campobasso | Campomarino | Lido  |

### Lazio

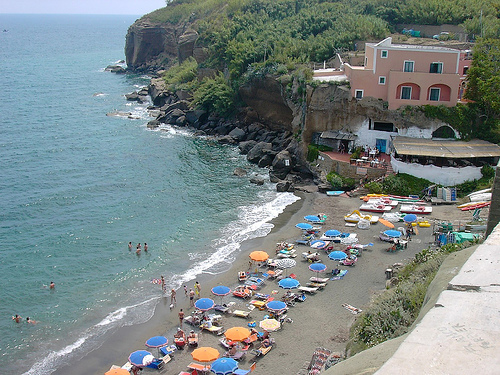
La spiaggia di Cala Nave a Ventotene

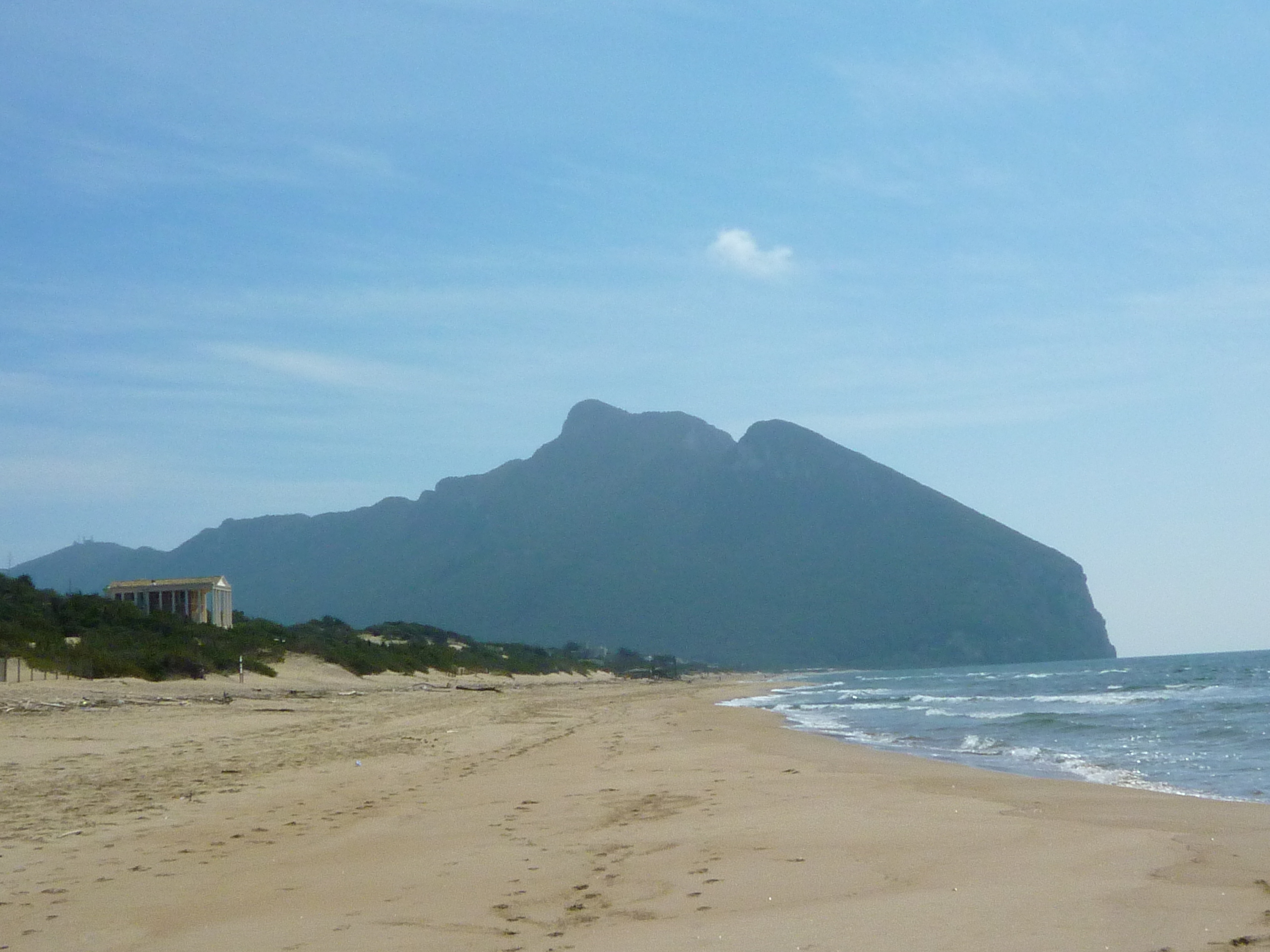
La spiaggia di Sabaudia con vista del monte Circeo

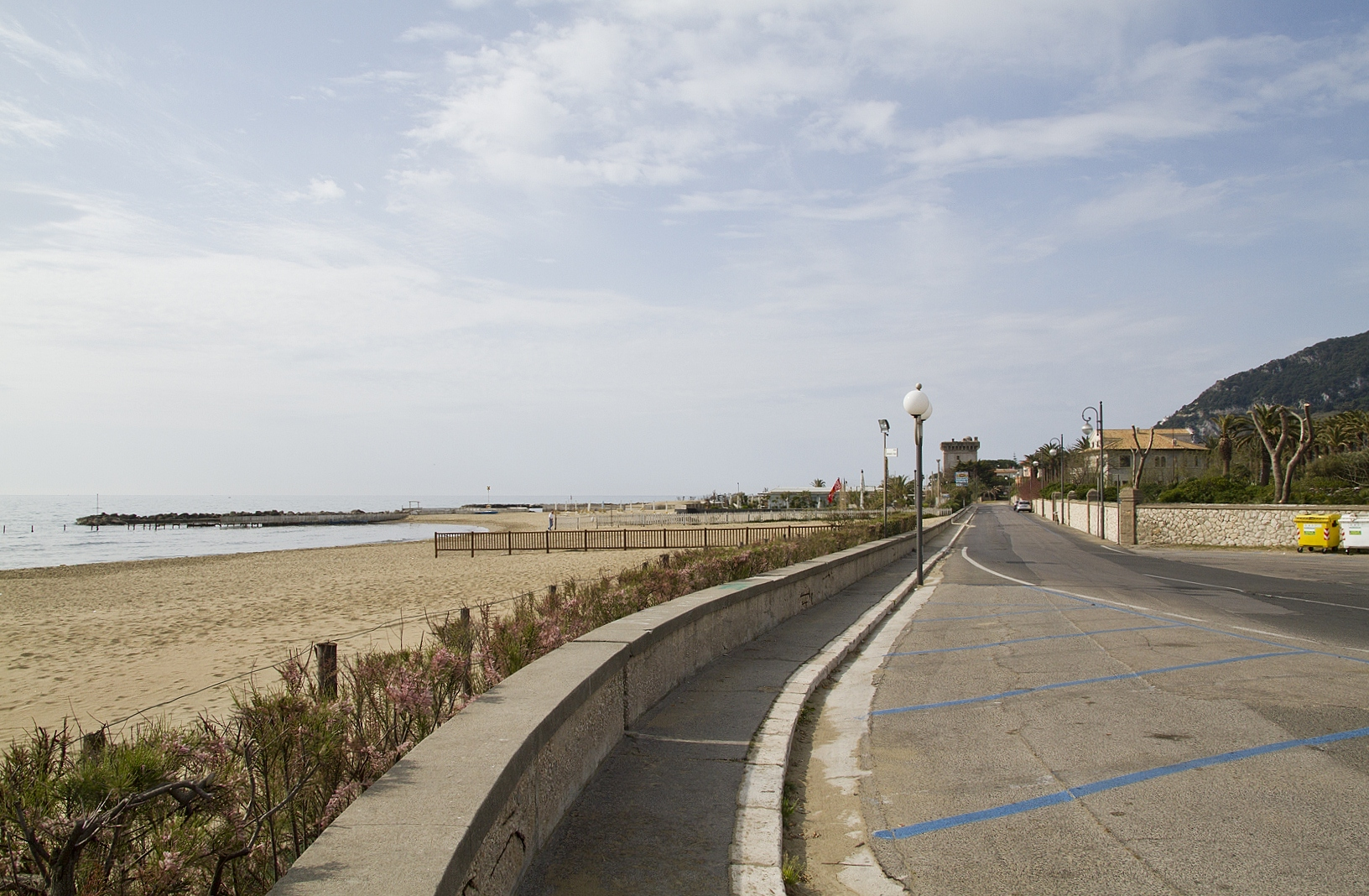
Il litorale di San Felice Circeo

| Nº  | Provincia | Comune            | Luogo                                                                                       |
| --- | --------- | ----------------- | ------------------------------------------------------------------------------------------- |
| 111 | Roma      | Trevignano Romano | Via della Rena                                                                              |
| 112 | Roma      | Anzio             | Tor Caldara, Riviera di Ponente, Riviera di Levante, Marechiaro, Lido Di Lavinio, Colonia   |
| 113 | Latina    | Latina            | Latina Mare                                                                                 |
| 114 | Latina    | Sabaudia          | Lungomare                                                                                   |
| 115 | Latina    | San Felice Circeo | Litorale                                                                                    |
| 116 | Latina    | Terracina         | Levante, Ponente                                                                            |
| 117 | Latina    | Fondi             | Spiaggia Levante (Sant'Anastasia - Capratica), Spiaggia Ponente (Torre Canneto – Rio Claro) |
| 118 | Latina    | Sperlonga         | Ponente, Lago Lungo, Levante, Bazzano                                                       |
| 119 | Latina    | Gaeta             | Arenauta, Ariana, Sant'Agostino, Serapo                                                     |
| 120 | Latina    | Minturno          | Spiaggia di Ponente                                                                         |
| 121 | Latina    | Ventotene         | Cala Nave                                                                                   |

### Campania

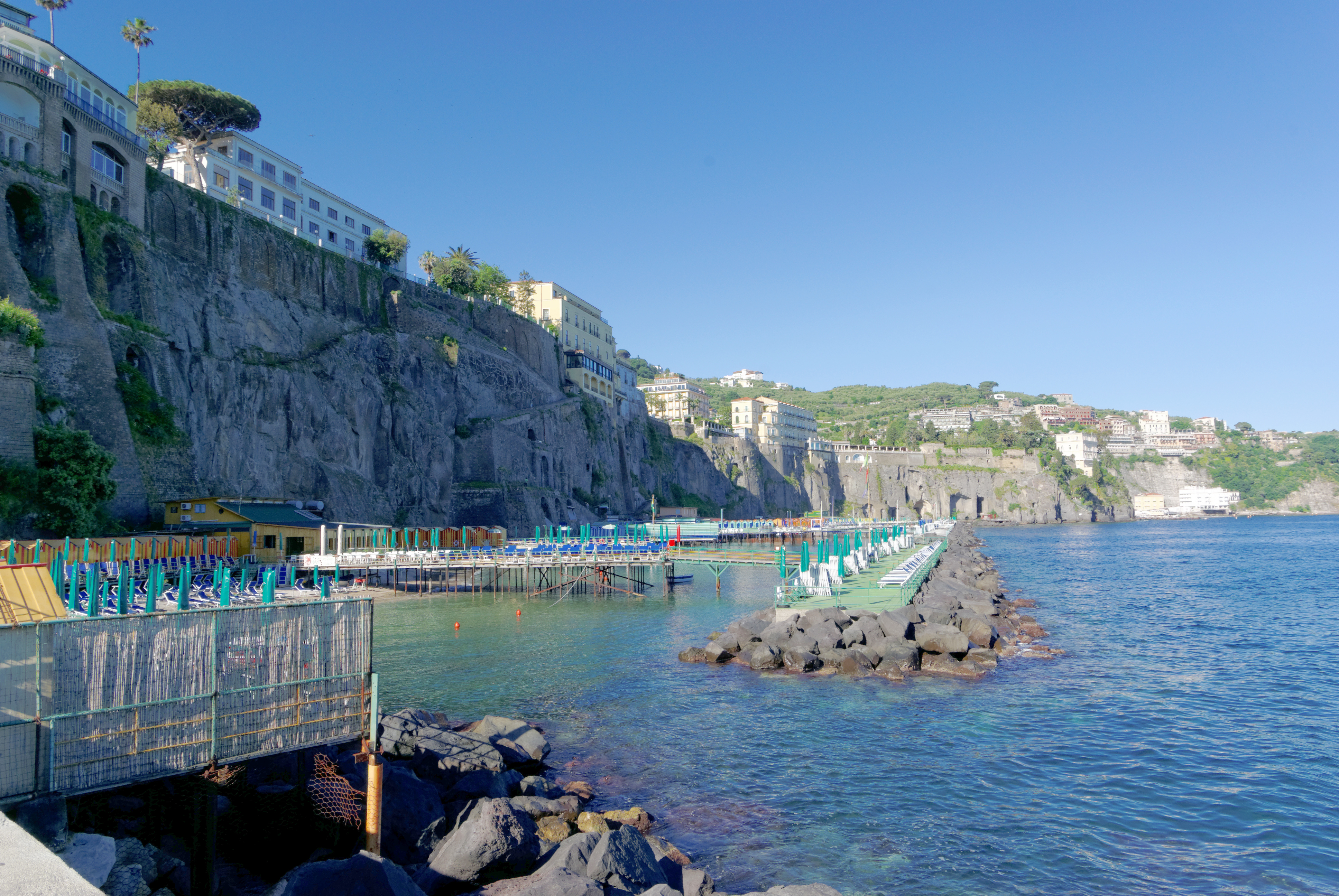
Gli stabilimenti balneari di Sorrento

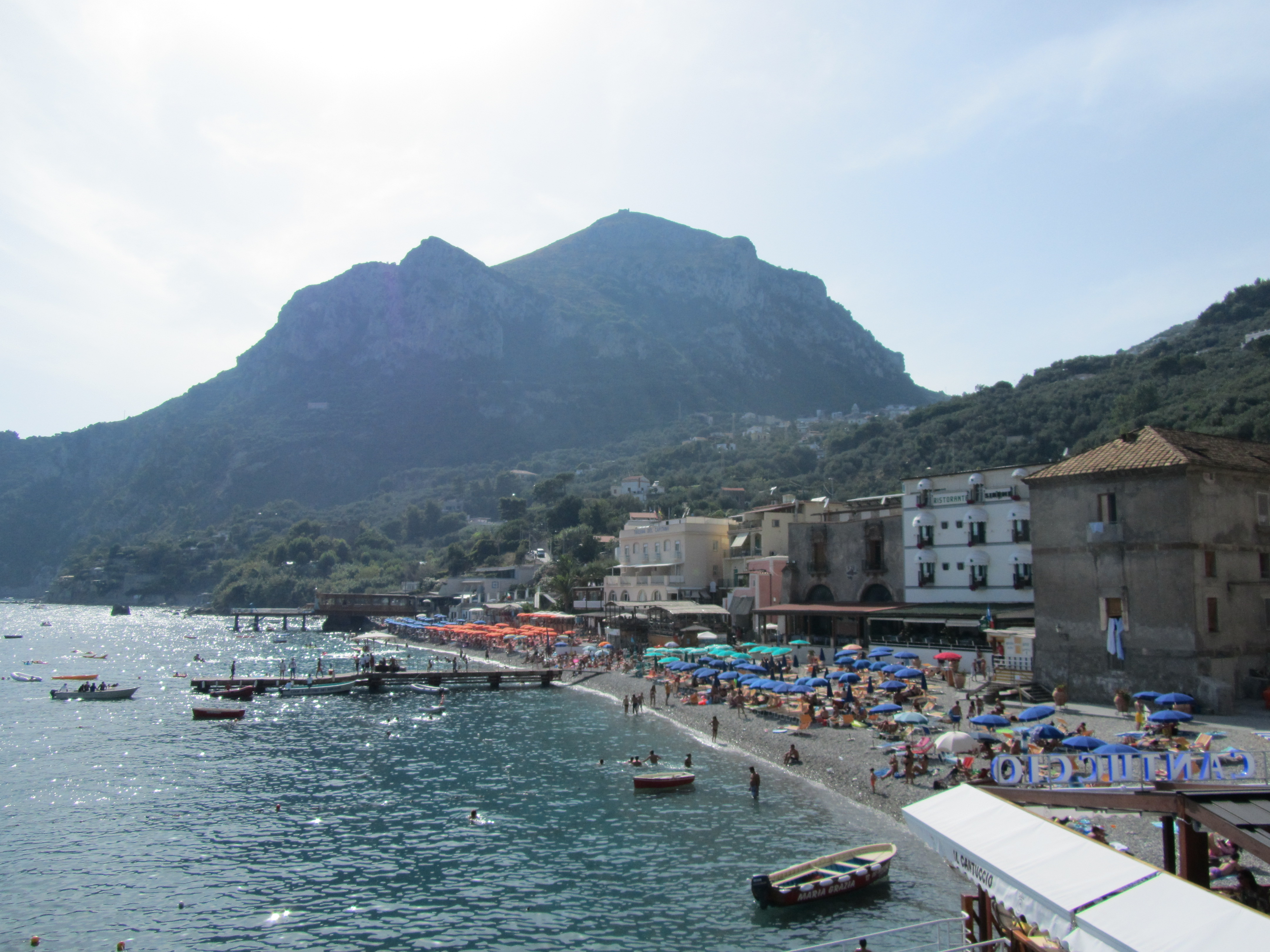
La spiaggia di marina del cantone a Massa Lubrense

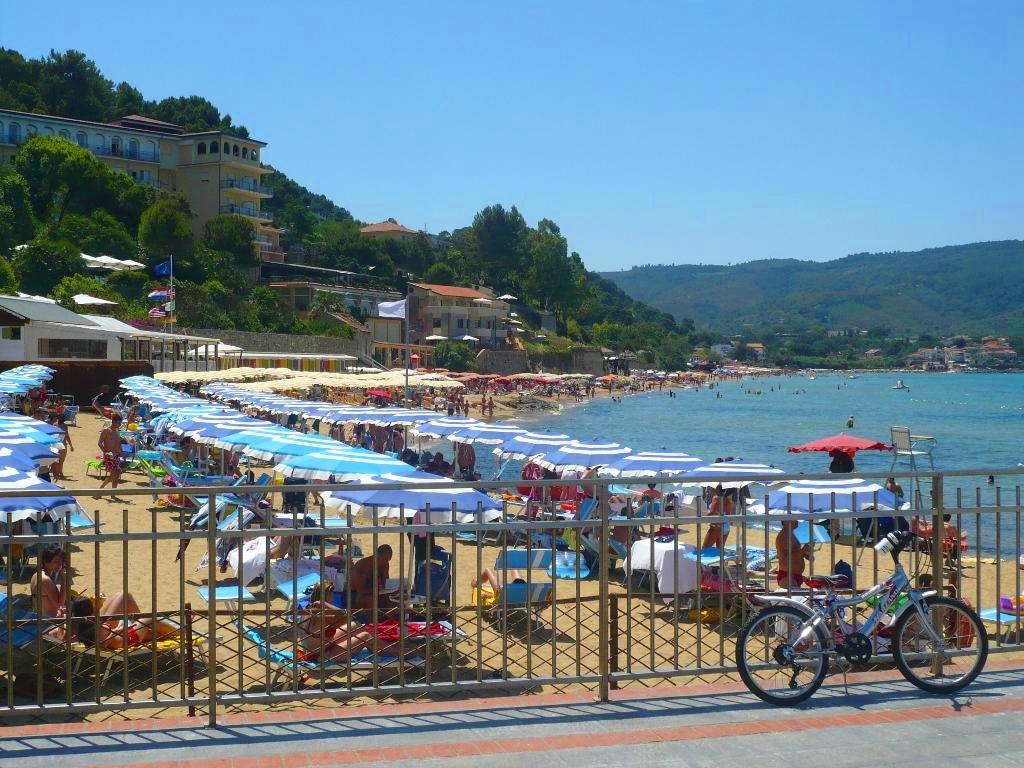
La spiaggia Pozzillo a Castellabate

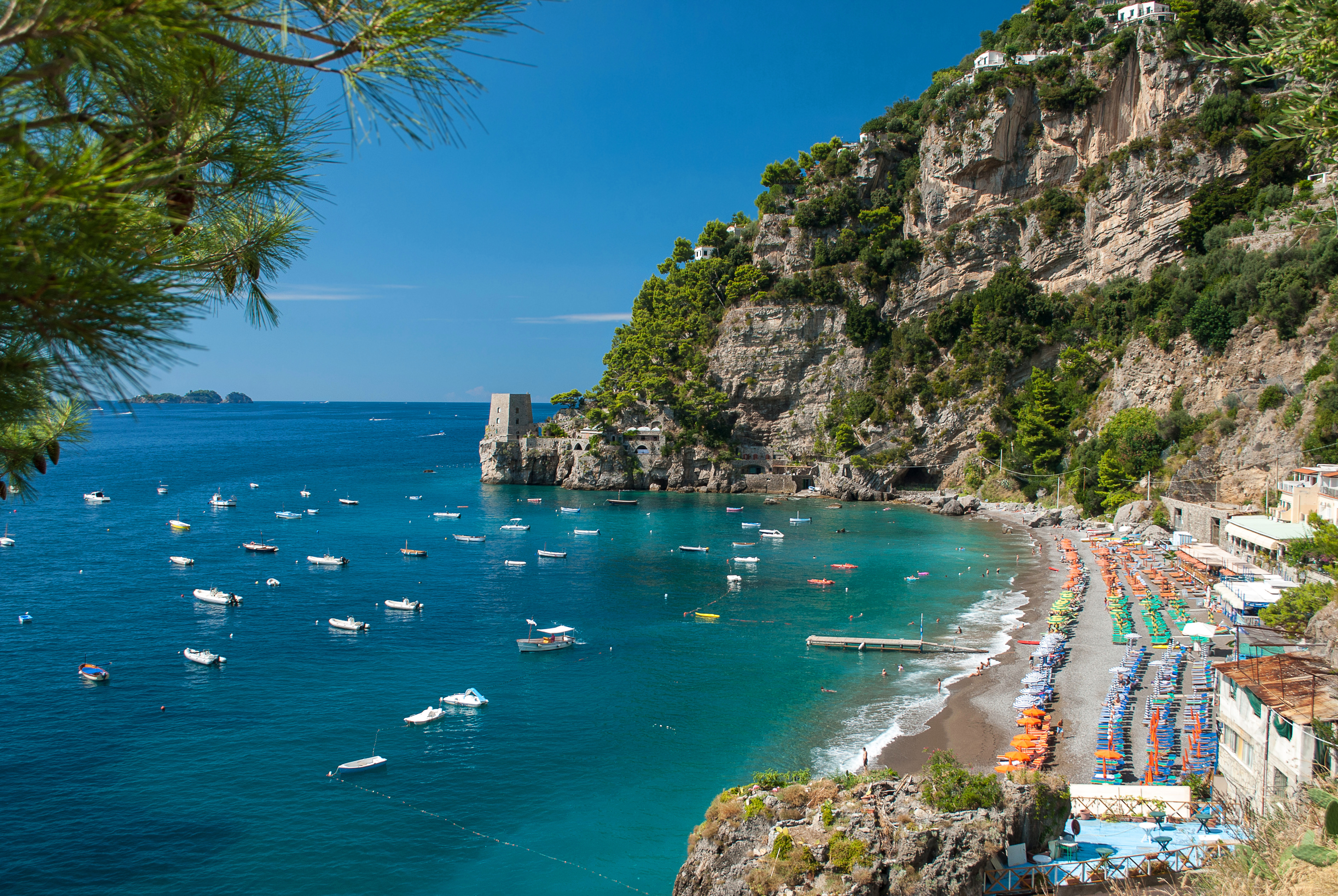
La spiaggia Fornillo a Positano

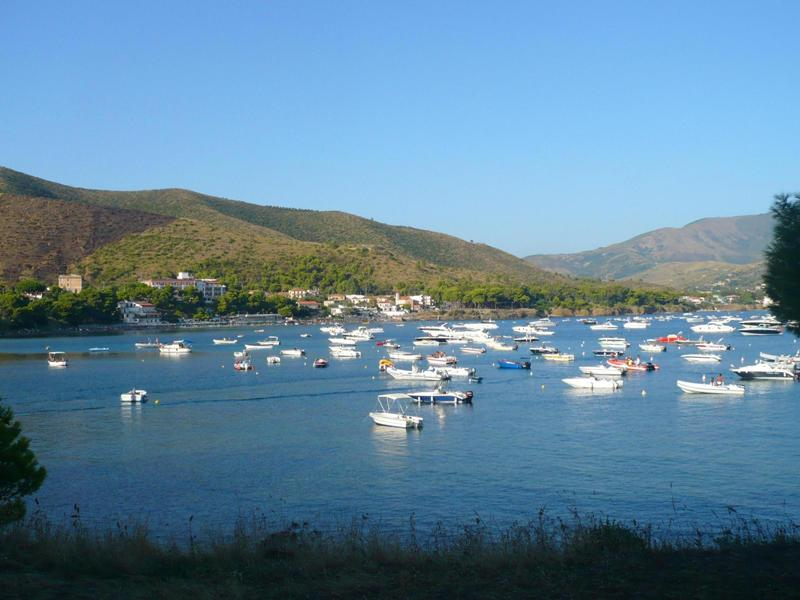
La baia di Ogliastro Marina a Castellabate

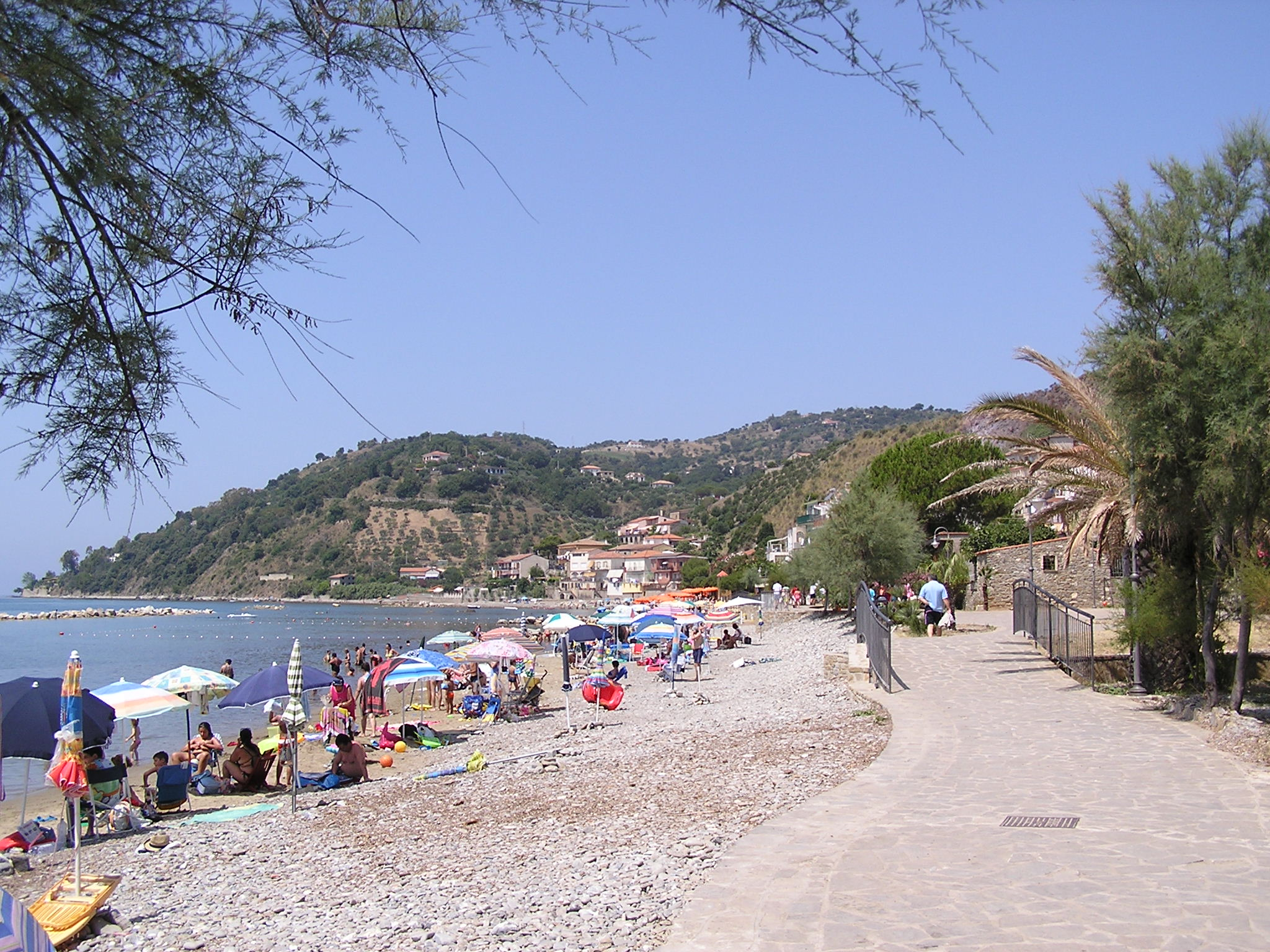
Il Litorale di Pioppi a Pollica

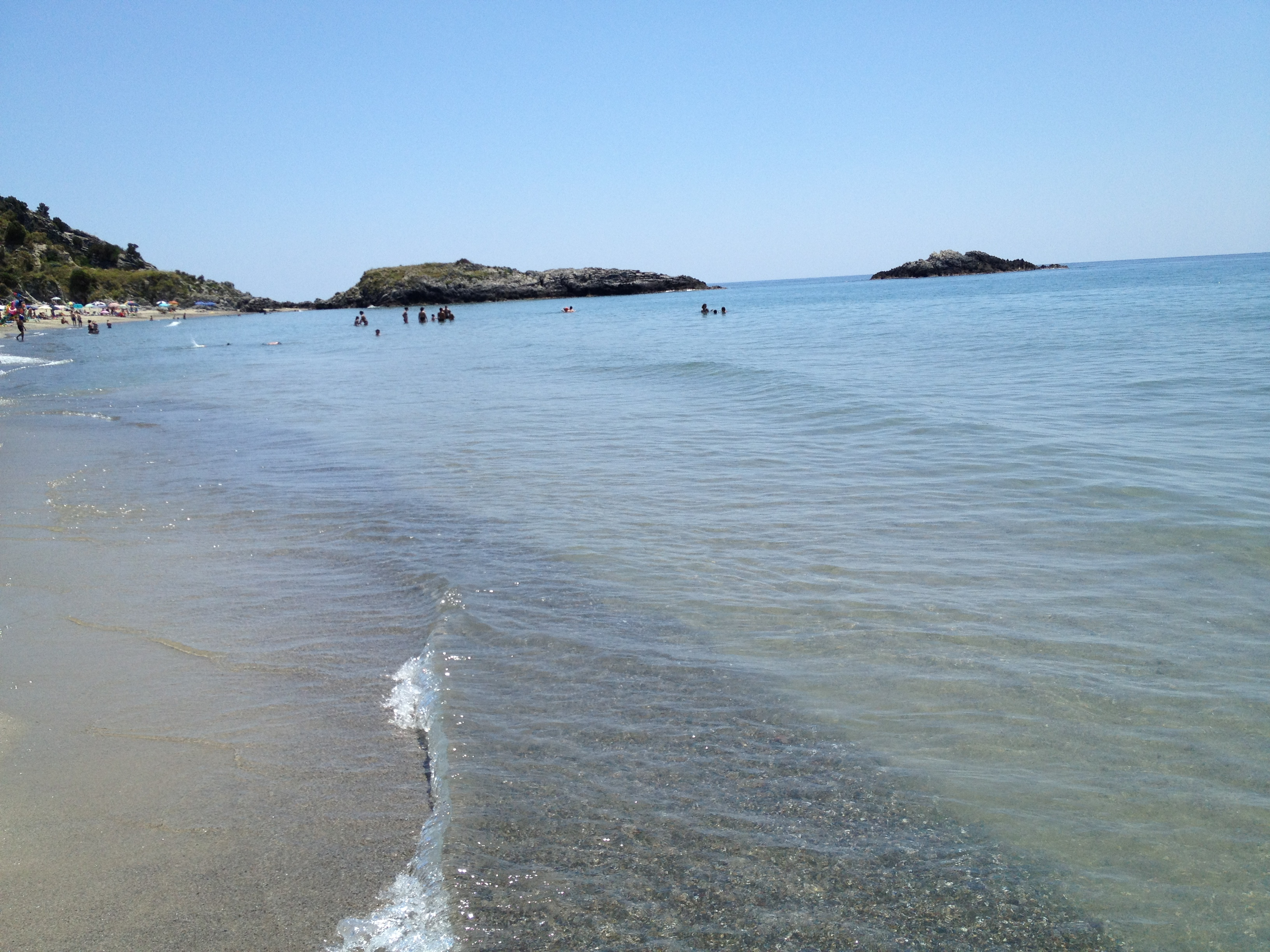
La spiaggia di Ascea

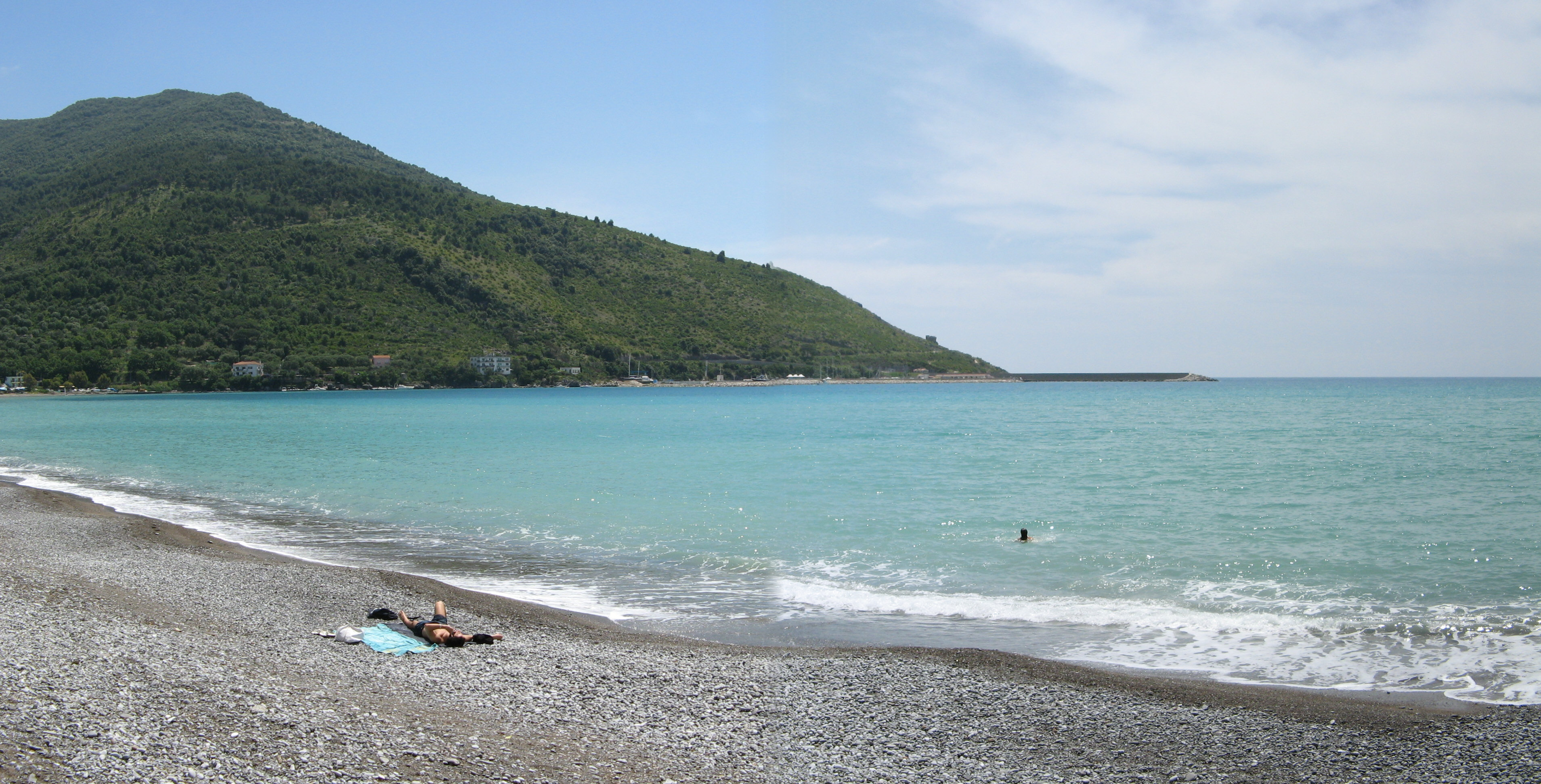
Una spiaggia a Sapri

| Nº  | Provincia | Comune            | Luogo                                                                           |
| --- | --------- | ----------------- | ------------------------------------------------------------------------------- |
| 122 | Napoli    | Vico Equense      | Bikini, Scrajo Mare, Marina di Vico, Marina di Seiano Ovest Porto, Capo La Gala |
| 123 | Napoli    | Piano di Sorrento | Marina di Cassano                                                               |
| 124 | Napoli    | Sorrento          | San Francesco, Riviera di Massa                                                 |
| 125 | Napoli    | Massa Lubrense    | Baia delle Sirene, Marina del Cantone, Marina di Puolo, Recommone               |
| 126 | Napoli    | Anacapri          | Faro di Punta Carena, Gradola/Grotta Azzurra                                    |
| 127 | Salerno   | Positano          | Spiaggia Arienzo, Spiaggia Fornillo                                             |
| 128 | Salerno   | Capaccio          | Licinella, Varolato/La Laura/Casina d'Amato, Foce Acqua dei Ranci               |
| 129 | Salerno   | Agropoli          | Torre San Marco, Trentova, Spiaggia Libera Porto, Lungomare San Marco, Licina   |
| 130 | Salerno   | Castellabate      | Lago Tresino, Marina Piccola, Pozzillo/San Marco, Punta Inferno, Baia Ogliastro |
| 131 | Salerno   | Montecorice       | San Nicola, Baia Arena, Spiaggia Agnone, Spiaggia Capitello                     |
| 132 | Salerno   | San Mauro Cilento | Mezzatorre                                                                      |
| 133 | Salerno   | Pollica           | Acciaroli, Pioppi                                                               |
| 134 | Salerno   | Casal Velino      | Lungomare/Isola, Dominella/Torre                                                |
| 135 | Salerno   | Ascea             | Piana di Velia, Torre del Telegrafo, Marina di Ascea                            |
| 136 | Salerno   | Pisciotta         | Ficaiola/Torraca/Gabella, Pietracciaio/Fosso della Marina/Marina Acquabianca    |
| 137 | Salerno   | Centola           | Marinella, Palinuro (Porto/Dune e Saline)                                       |
| 138 | Salerno   | Camerota          | Cala Finocchiara, San Domenico                                                  |
| 139 | Salerno   | Vibonati          | Torre Villammare, Santa Maria Le Piane, Oliveto                                 |
| 140 | Salerno   | Sapri             | Cammarelle, San Giorgio                                                         |

### Basilicata

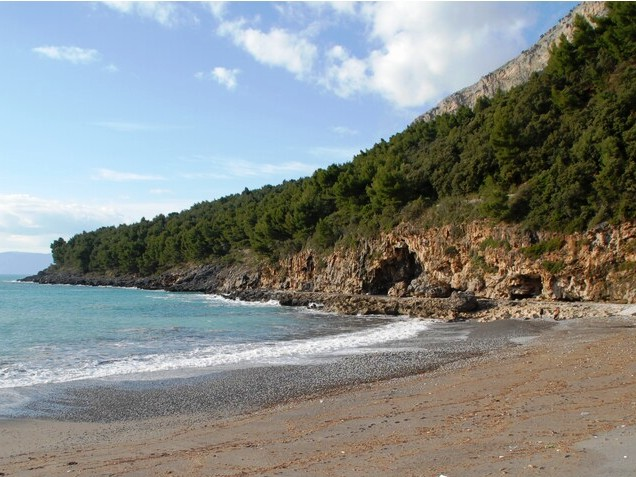
Le grotte di Fiumicello a Maratea

| Nº  | Provincia | Comune    | Luogo                                                                                          |
| --- | --------- | --------- | ---------------------------------------------------------------------------------------------- |
| 141 | Potenza   | Maratea   | Santa Teresa/Calaficarra, Macarro/Illicini/Nera, Castrocucco/Secca di Castrocucco, Acquafredda |
| 142 | Matera    | Bernalda  | Lido di Metaponto                                                                              |
| 143 | Matera    | Pisticci  | Lido San Basilio, Lido 48                                                                      |
| 144 | Matera    | Policoro  | Lido nord e sud                                                                                |
| 145 | Matera    | Nova Siri | Lido                                                                                           |

### Puglia

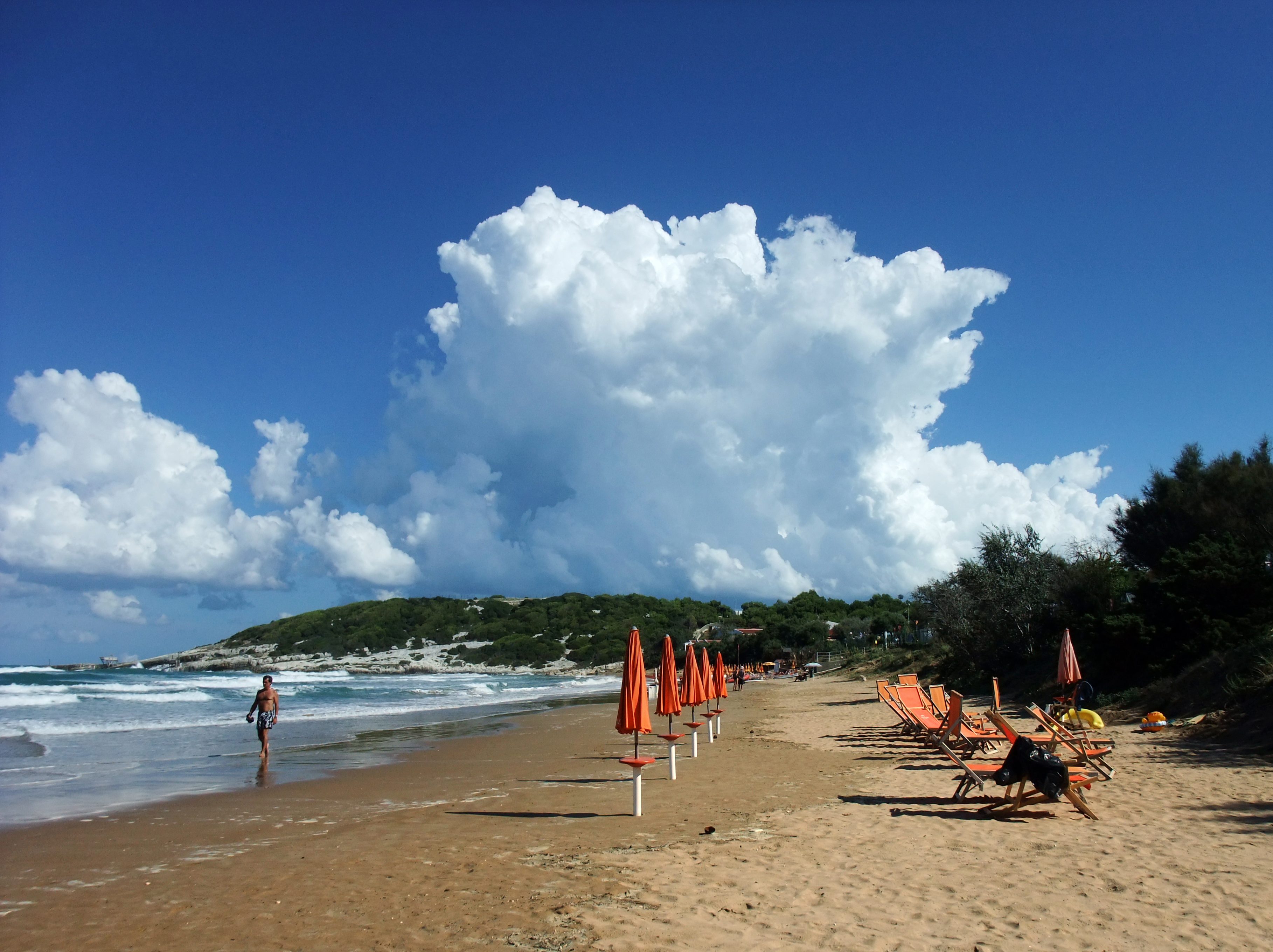
La spiaggia di Sfinale a Peschici

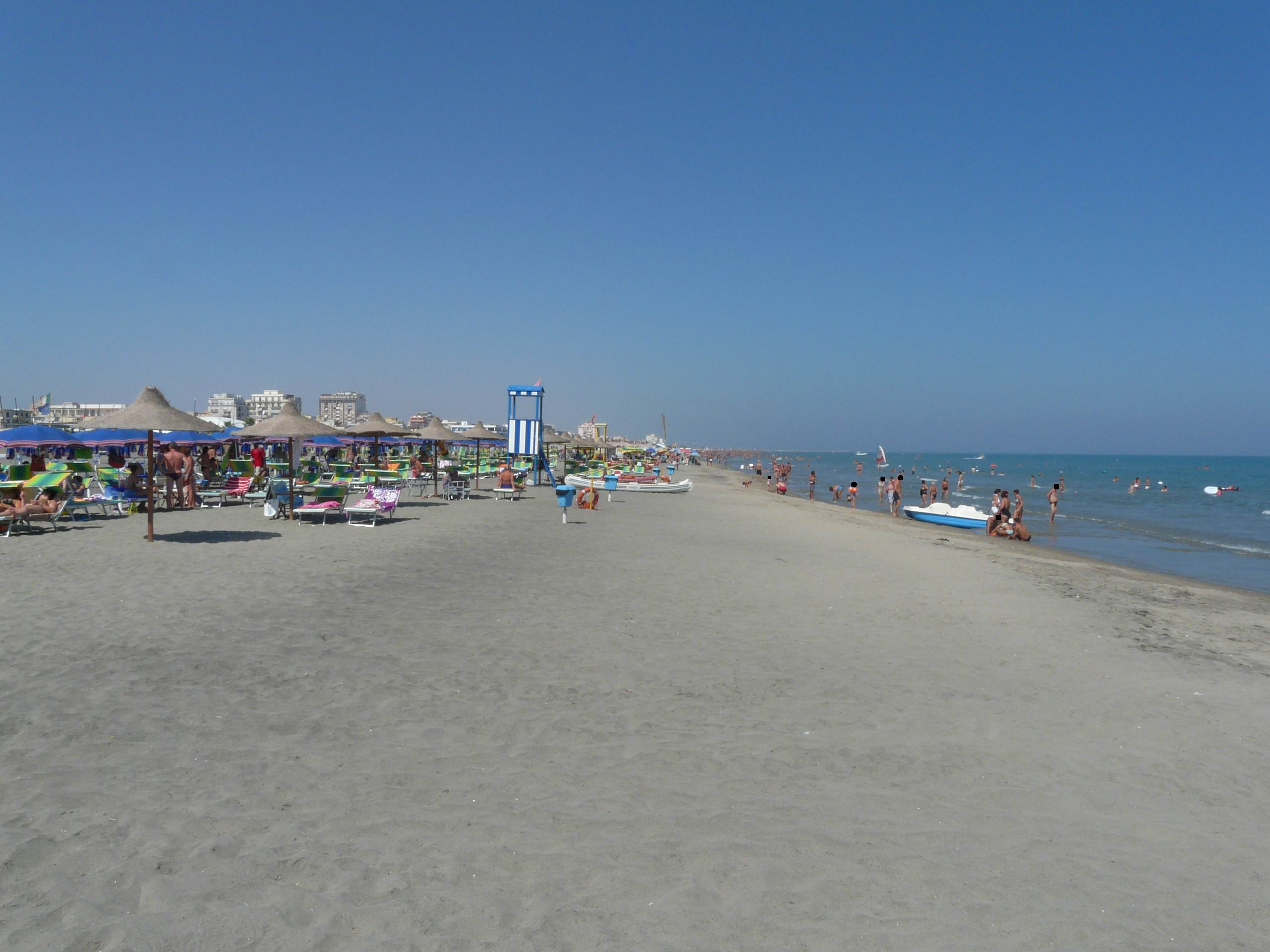
La spiaggia di Margherita di Savoia

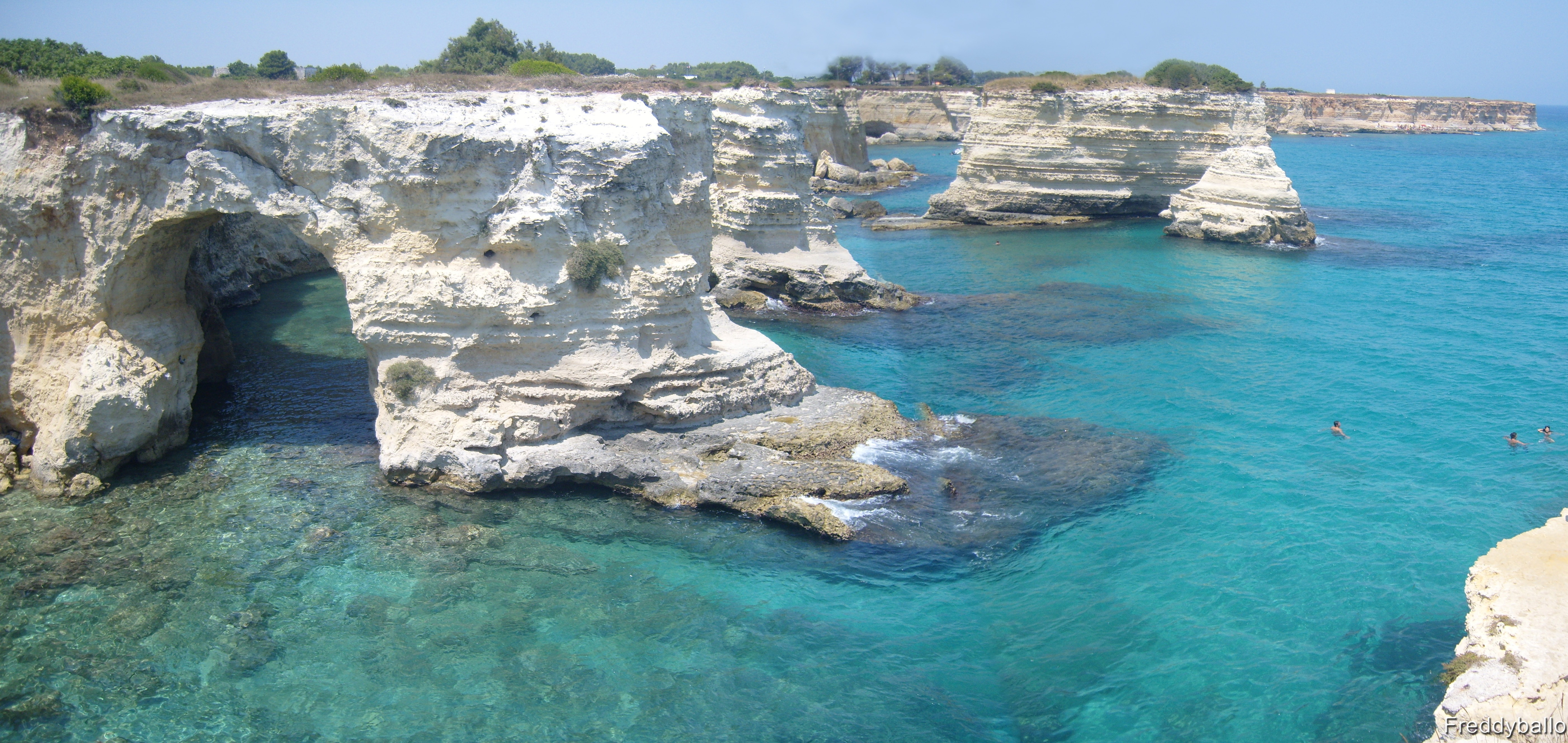
Torre Sant'Andrea a Melendugno

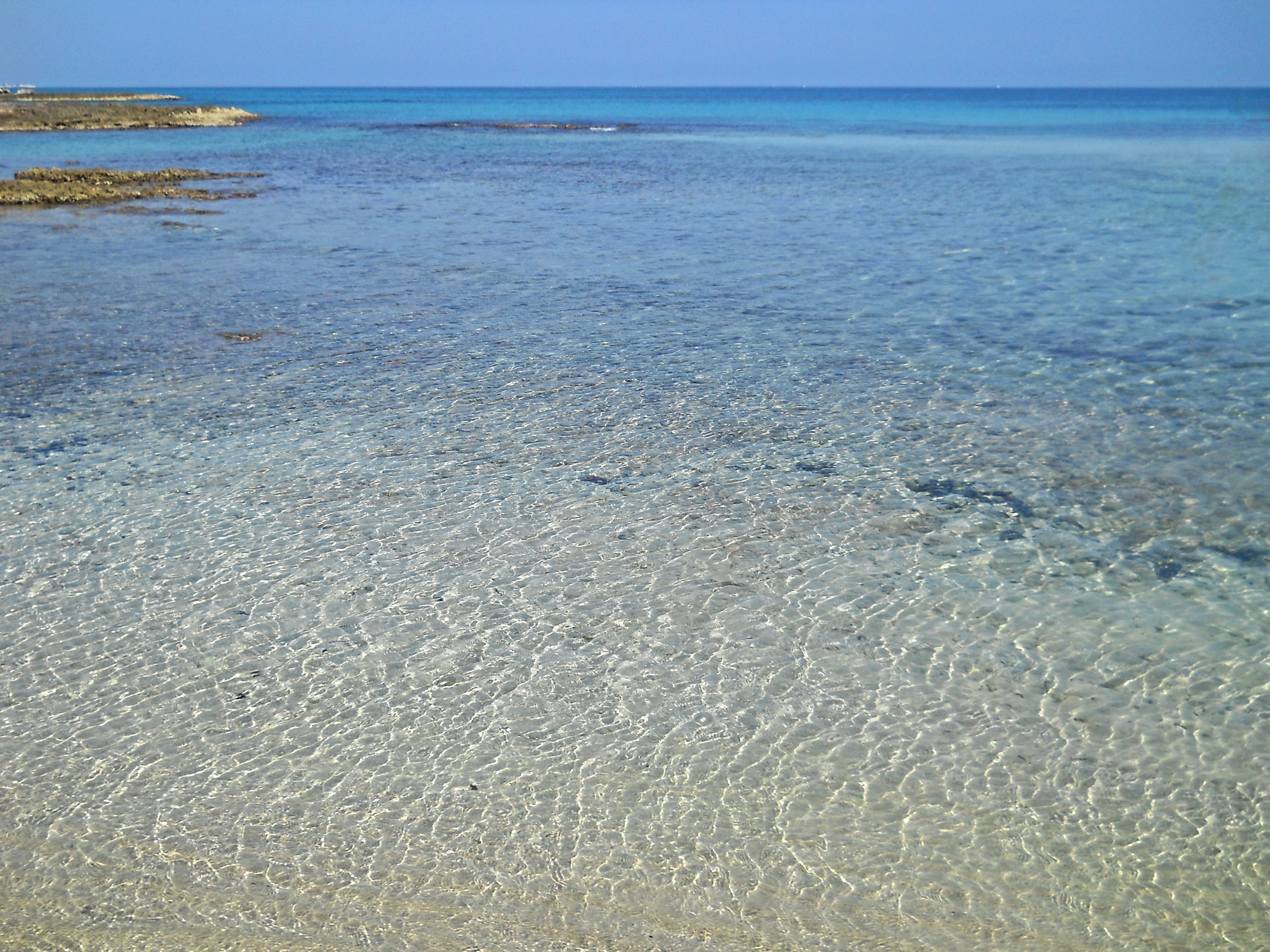
Torre Guaceto a Carovigno

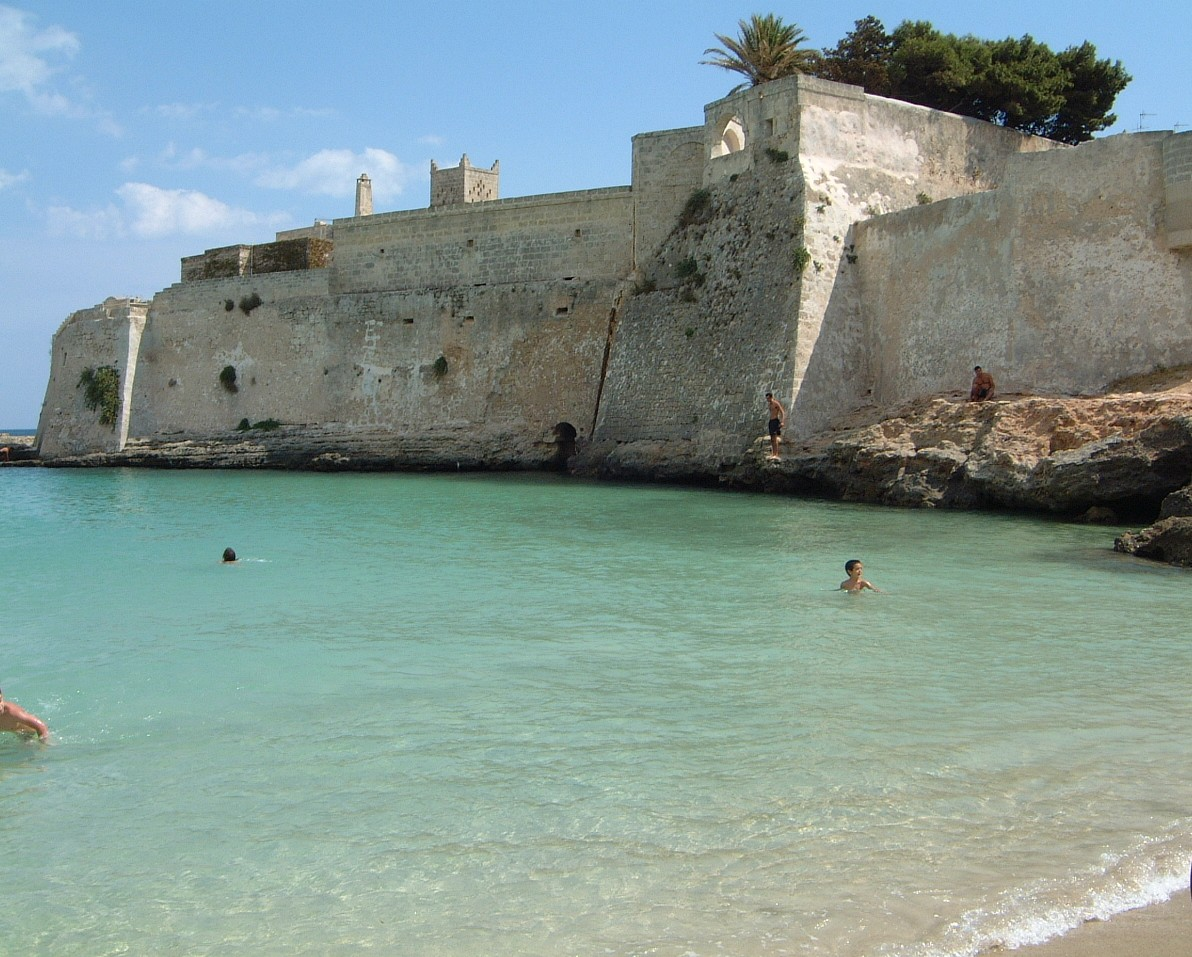
L'abbazia di Santo Stefano a Monopoli.

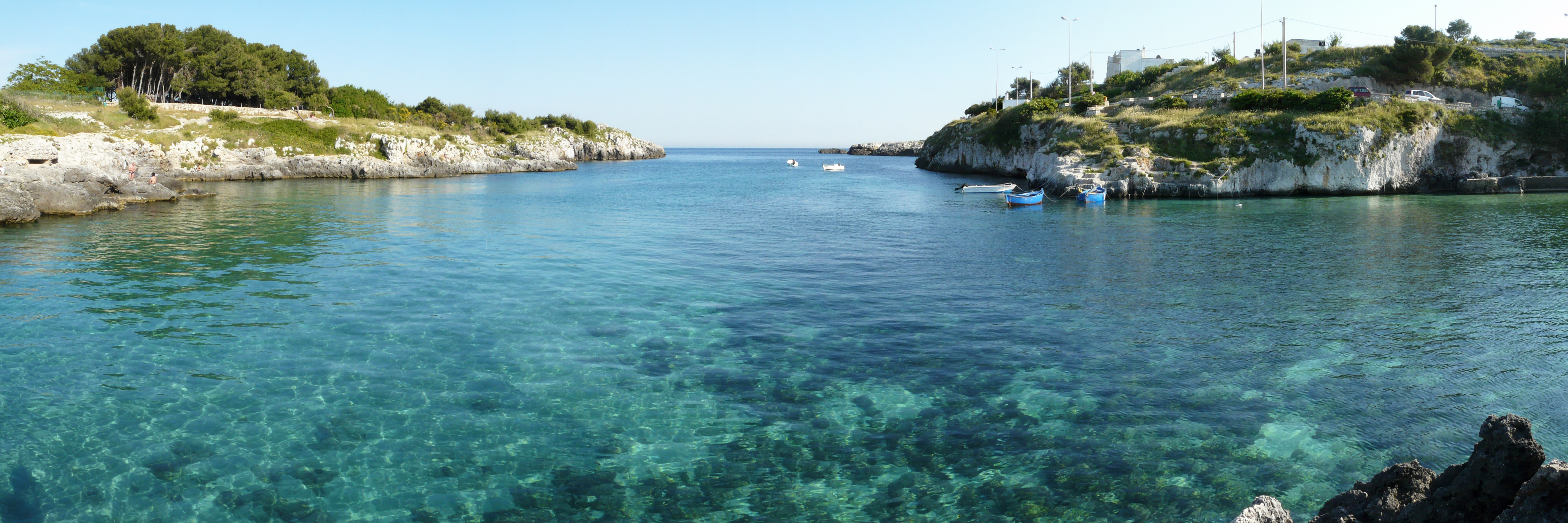
Porto Badisco ad Otranto

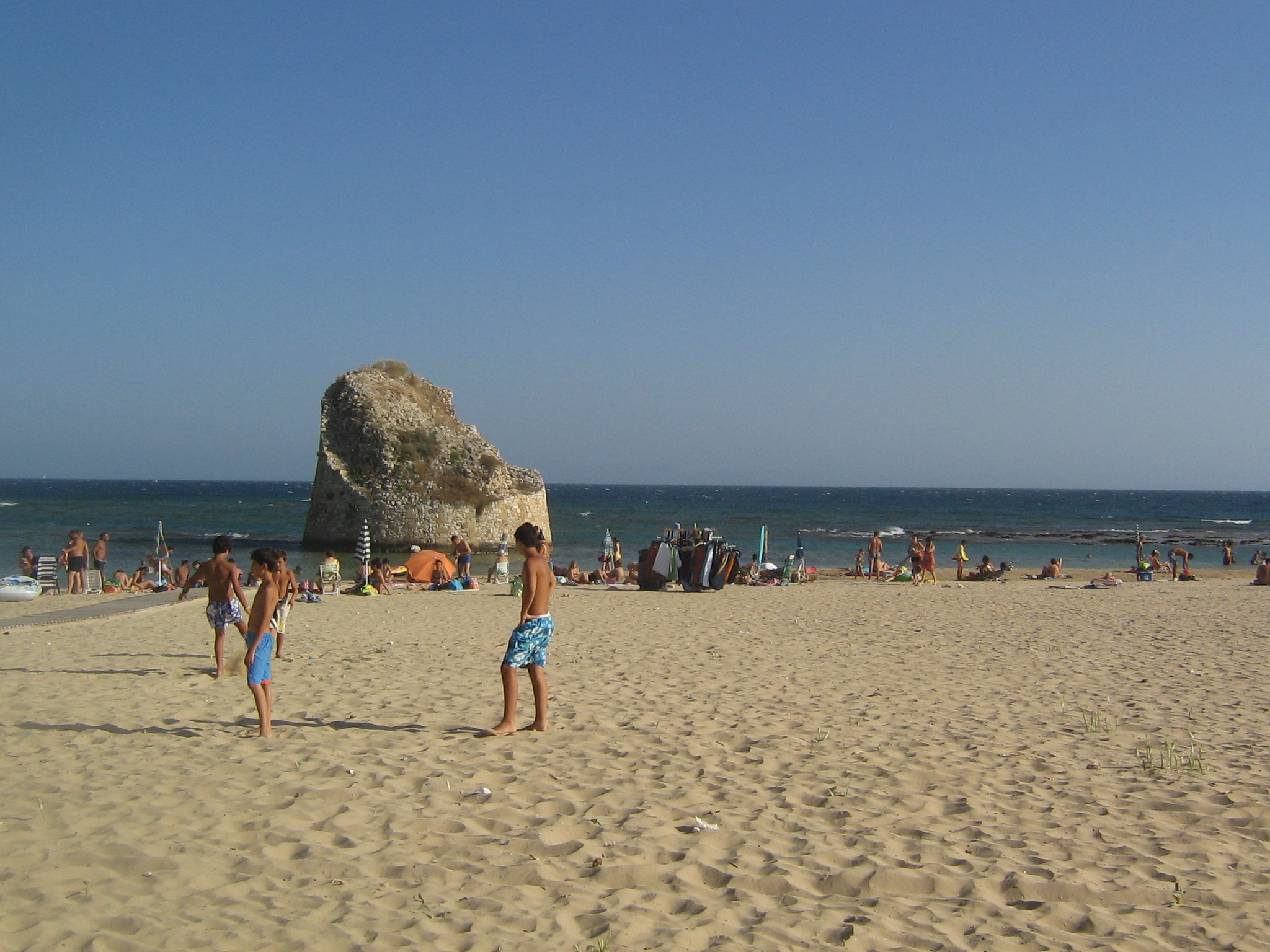
La spiaggia di Torre Pali a Salve

| Nº  | Provincia             | Comune               | Luogo |
| --- | --------------------- | -------------------- | --- |
| 146 | Foggia                | Isole Tremiti        | Cala delle Arene                                                                                          |
| 147 | Foggia                | Peschici             | Sfinale, Gusmay, Baia di Calalunga, Baia di Monaccora, Baia San Nicola, Procinisco, Baia di Peschici      |
| 148 | Foggia                | Zapponeta            | Lido |
| 149 | Barletta-Andria-Trani | Margherita di Savoia | Centro Urbano, Canna Fesca                                                                                |
| 150 | Barletta-Andria-Trani | Bisceglie            | La Salata, Salsello                                                                                       |
| 151 | Bari                  | Polignano a Mare     | Cala San Vito, Cala Paura, Cala San Giovanni, Ripagnola/Coco Village                                      |
| 152 | Bari                  | Monopoli             | Castello di Santo Stefano, Capitolo, Lido Porto Rosso                                                     |
| 153 | Brindisi              | Fasano               | Egnazia Case Bianche, Savelletri, Torre Canne                                                             |
| 154 | Brindisi              | Ostuni               | Creta Rossa, lido Fontanelle, Pilone, Viar Beach, Rosa Marina (Rodos-Capanno), lido Morelli               |
| 155 | Brindisi              | Carovigno            | Mezzaluna, Pantanagianni, Punta Penna Grossa/Torre Guaceto                                                |
| 156 | Taranto               | Castellaneta         | Riva dei Tessali/Pineta Giovinazzi/Castellaneta Marina/Bosco della Marina                                 |
| 157 | Taranto               | Maruggio             | Commenda, Campomarino, Acqua Dolce                                                                        |
| 158 | Taranto               | Ginosa               | Marina di Ginosa                                                                                          |
| 159 | Lecce                 | Melendugno           | Roca, San Foca Nord/Centro/Torre Specchia, Torre Sant'Andrea, Torre dell'Orso                             |
| 160 | Lecce                 | Otranto              | Alimini/Baia dei Turchi/Santo Stefano, Castellana/Porto Craulo, Madonna dell’Altomare/Idro, Porto Badisco |
| 161 | Lecce                 | Salve                | Marina di Pescoluse/Posto Vecchio/Torre Pali                                                              |
| 162 | Lecce                 | Nardò                | Porto Selvaggio, Sant'Isidoro, Santa Caterina, Santa Maria al Bagno, Torre Squillace                      |

### Calabria

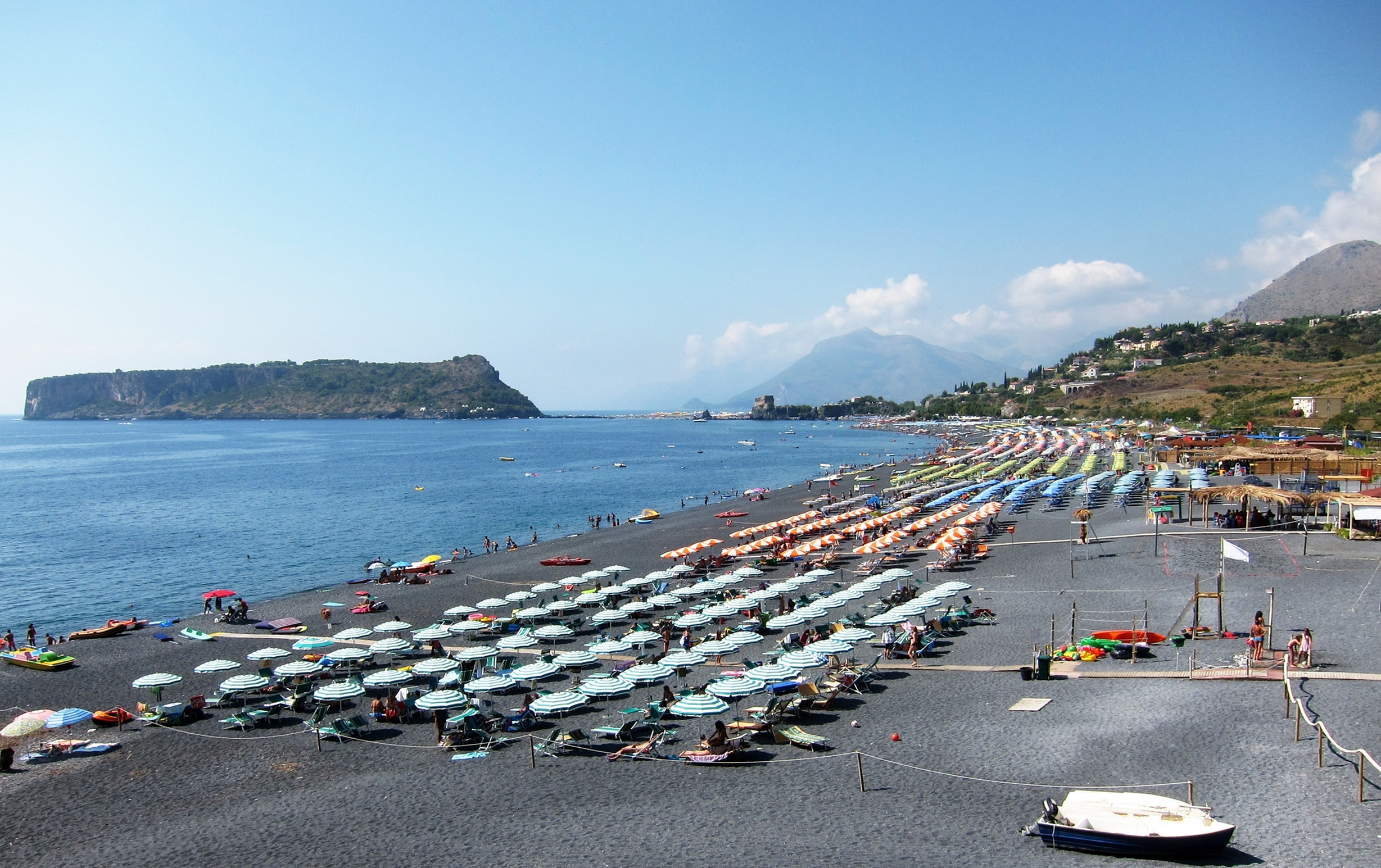
La spiaggia di Praia a Mare

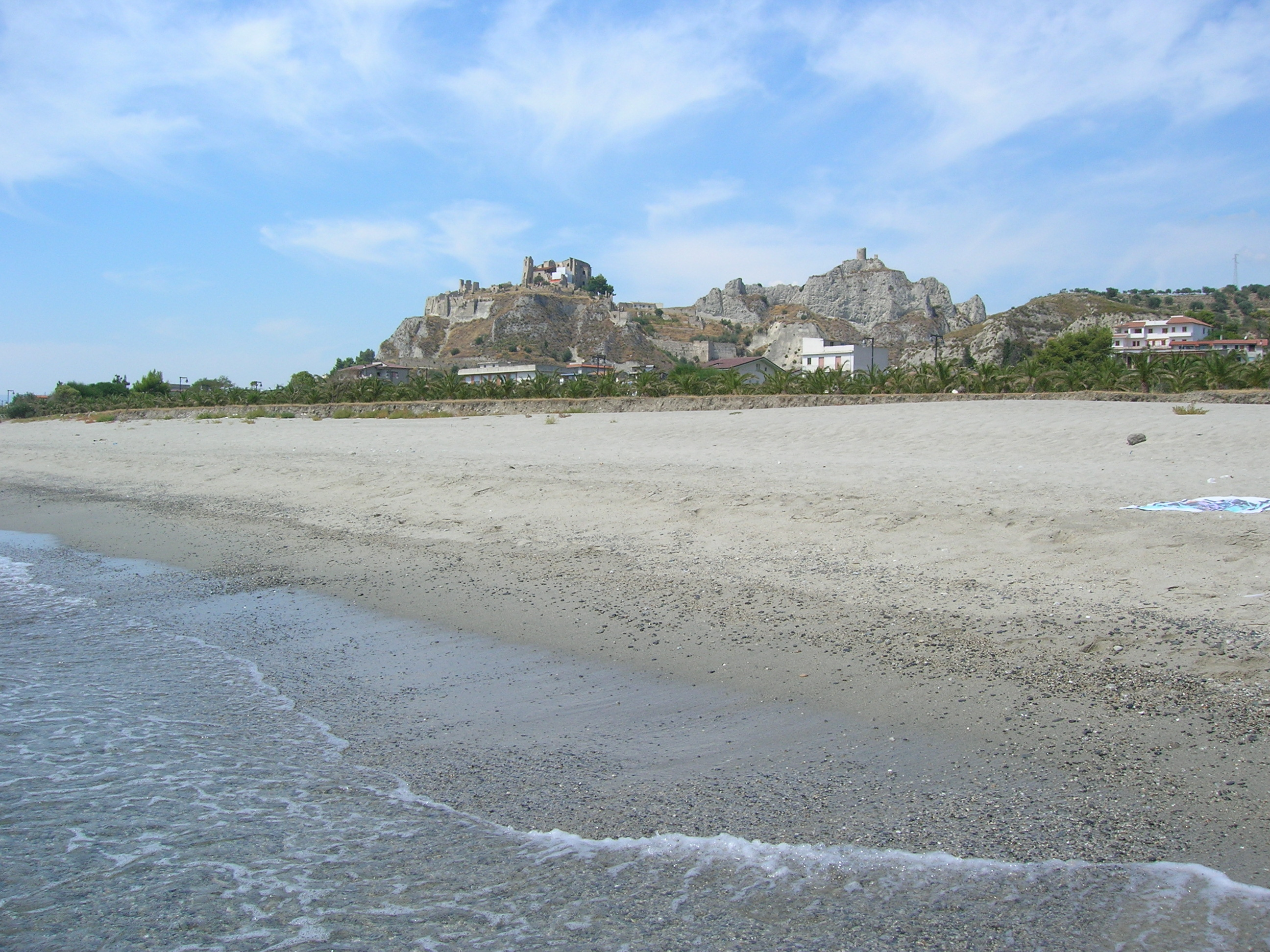
La spiaggia di Roccella Ionica

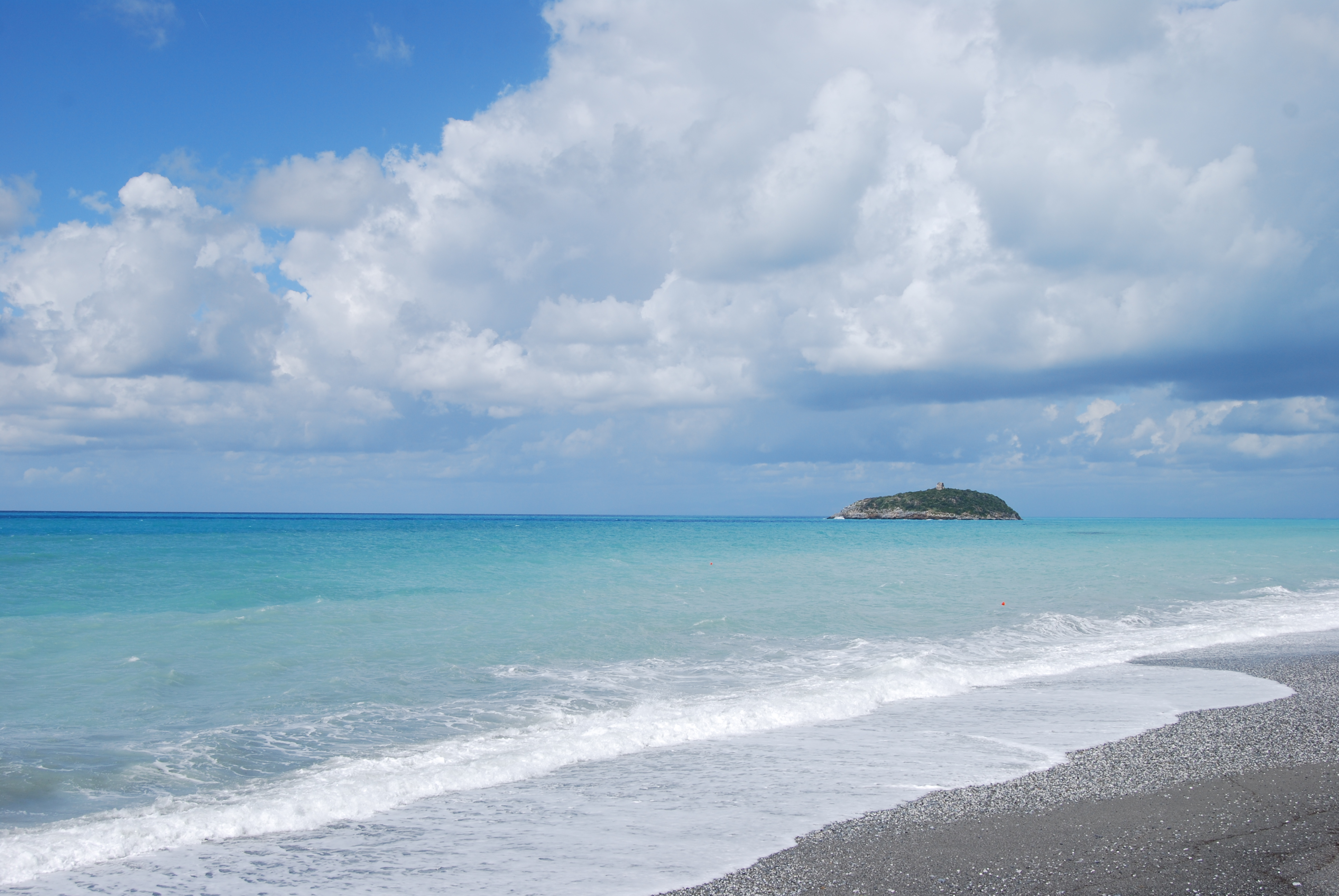
L'isola di Cirella a Diamante.

| Nº  | Provincia       | Comune                | Luogo                                                                       |
| --- | --------------- | --------------------- | --------------------------------------------------------------------------- |
| 163 | Cosenza         | Tortora               | La Pineta/Fiume Noce                                                        |
| 164 | Cosenza         | Praia a Mare          | Camping Internazionale/ Punta Fiuzzi                                        |
| 165 | Cosenza         | San Nicola Arcella    | Arcomagno/Canale Grande Marinella                                           |
| 166 | Cosenza         | Santa Maria del Cedro | Chiatta in Ferro - Abatemarco                                               |
| 167 | Cosenza         | Diamante              | Diamante Nord (Cirella, Scogliera Cirella)                                  |
| 168 | Cosenza         | Roseto Capo Spulico   | Lungomare                                                                   |
| 169 | Cosenza         | Trebisacce            | Lungomare Sud (Riviera dei Saraceni/Viale Magna Grecia/Riviera delle Palme) |
| 170 | Cosenza         | Villapiana            | Villapiana Scalo, Villapiana Lido                                           |
| 171 | Crotone         | Cirò Marina           | Punta Alice, Cervana/Madonna di Mare                                        |
| 172 | Crotone         | Melissa               | Litorale Torre Melissa                                                      |
| 173 | Catanzaro       | Sellia Marina         | Località Ruggero/San Vincenzo, Sena/Jonio, Rivachiara                       |
| 174 | Catanzaro       | Soverato              | Baia Dell'Ippocampo                                                         |
| 175 | Vibo Valentia   | Tropea                | Marina del Convento, Marina dell'Isola, Rocca Nettuno                       |
| 176 | Reggio Calabria | Roccella Ionica       | Lido                                                                        |
| 177 | Reggio Calabria | Siderno               | Spiaggia di Siderno                                                         |

### Sicilia

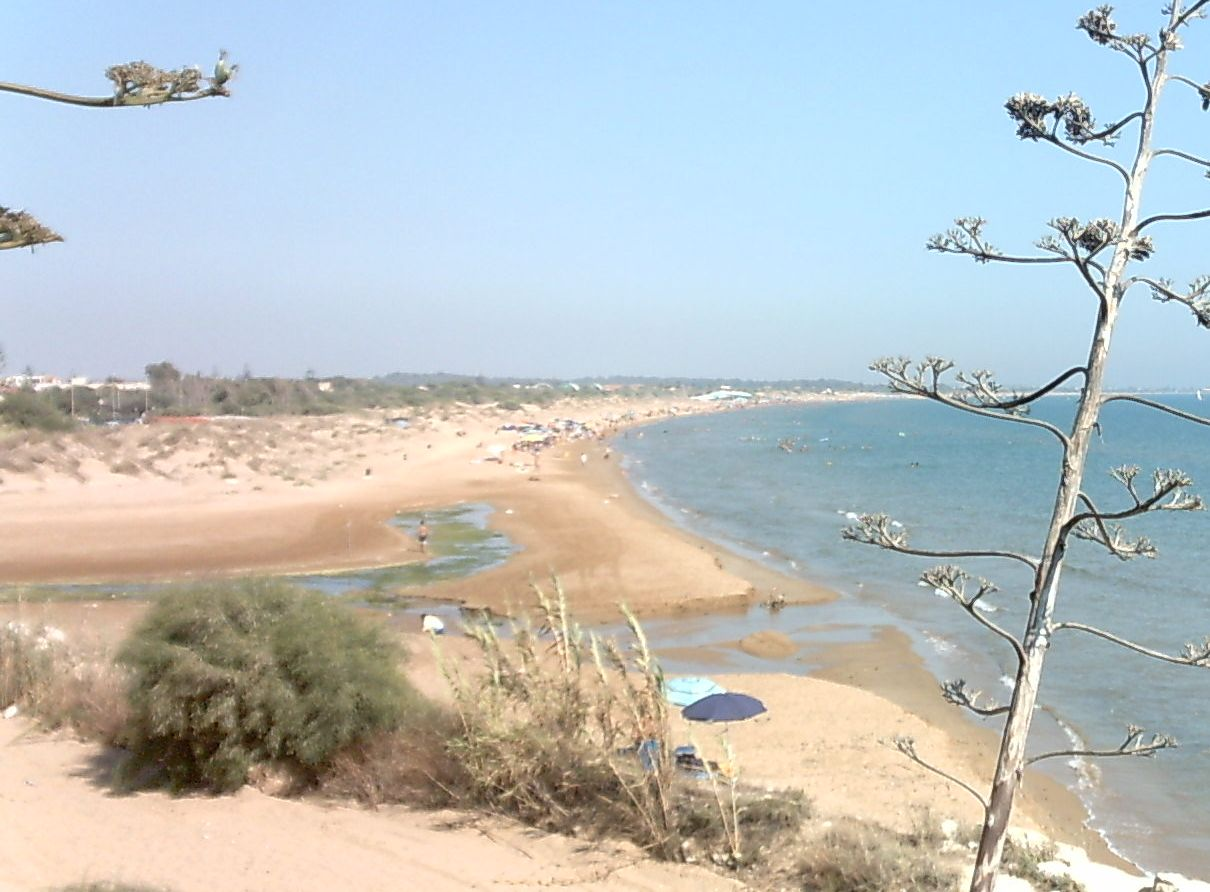
La spiaggia di Santa Maria del Focallo ad Ispica

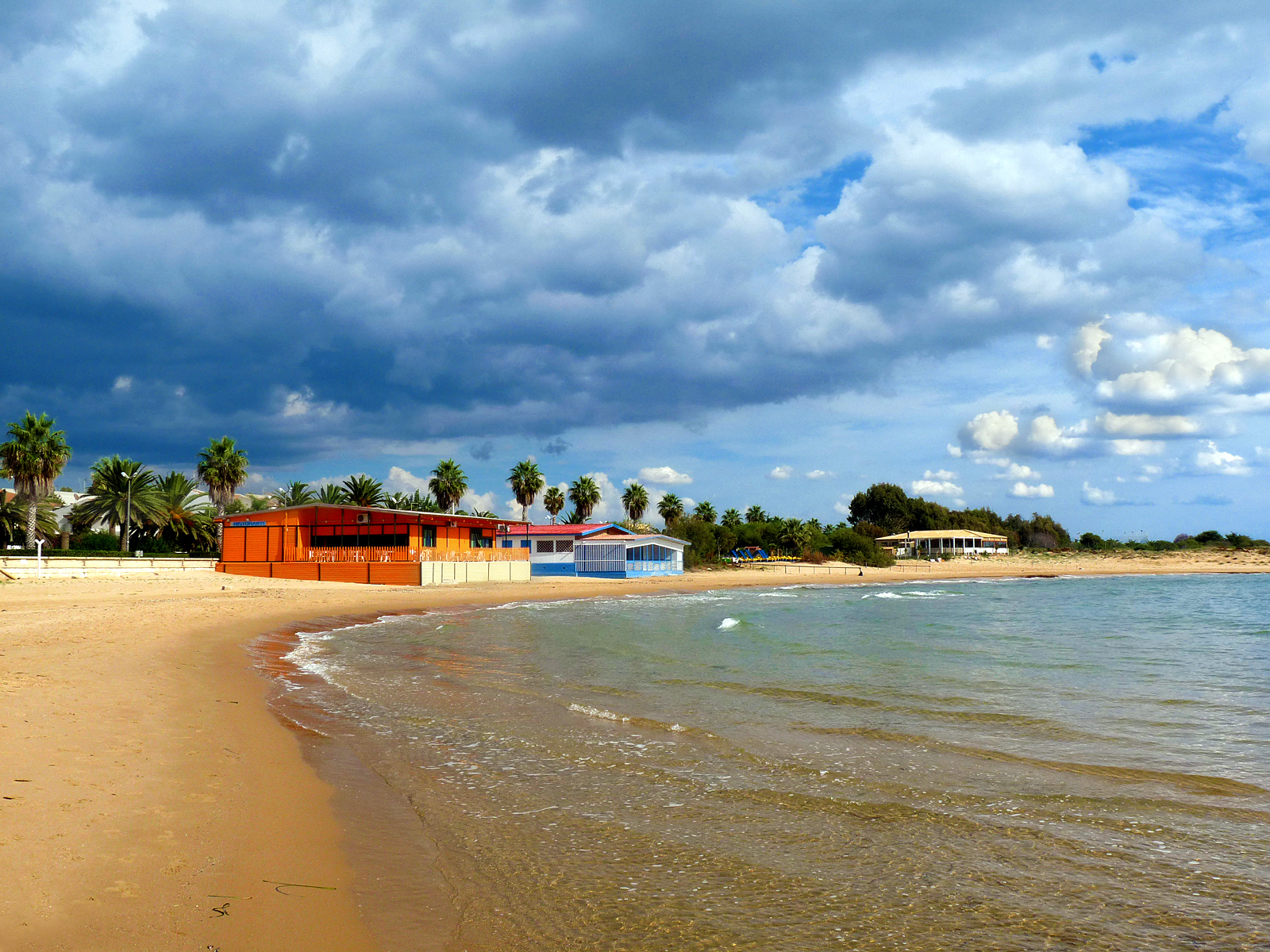
La spiaggia di Marina di Ragusa

| Nº  | Provincia | Comune               | Luogo                                                                                |
| --- | --------- | -------------------- | ------------------------------------------------------------------------------------ |
| 178 | Messina   | Alì Terme            | Lungomare                                                                            |
| 179 | Messina   | Roccalumera          | Roccalumera                                                                          |
| 180 | Messina   | Santa Teresa di Riva | Lungomare                                                                            |
| 181 | Messina   | Lipari               | Stromboli (Ficogrande), Lipari (Acquacalda, Canneto), Vulcano (Gelso, Acque Termali) |
| 182 | Messina   | Tusa                 | Spiaggia Lungomare                                                                   |
| 183 | Agrigento | Menfi                | Porto Palo Cipollazzo, Lido Fiori Bertolino                                          |
| 184 | Ragusa    | Modica               | Maganuco, Marina di Modica                                                           |
| 185 | Ragusa    | Ispica               | Santa Maria del Focallo, Ciriga I tratto                                             |
| 186 | Ragusa    | Pozzallo             | Pietre Nere, Raganzino                                                               |
| 187 | Ragusa    | Ragusa               | Piazza Malta e Piazza Torre                                                          |

### Sardegna

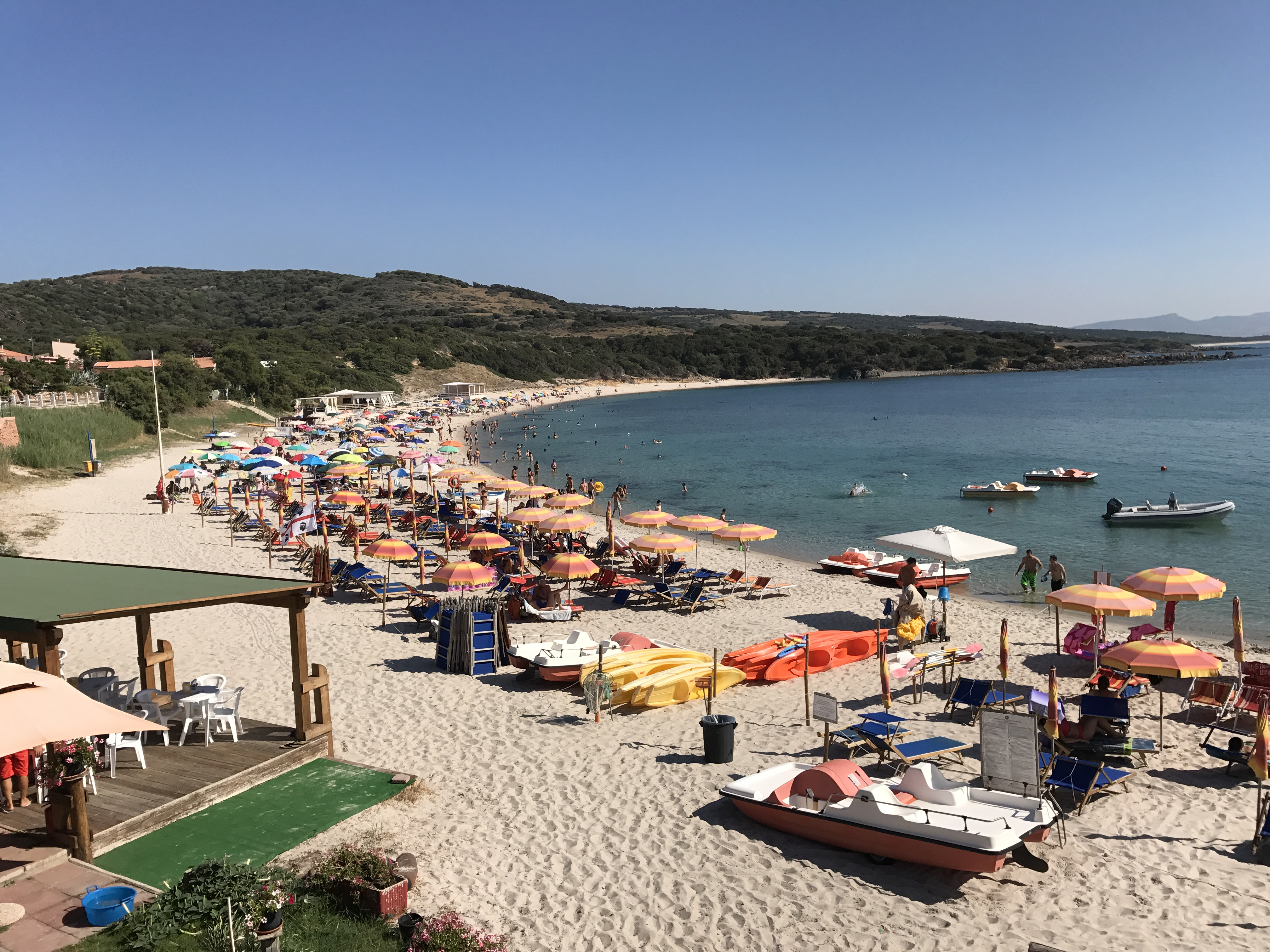
Isola rossa a Trinità d'Agultu e Vignola

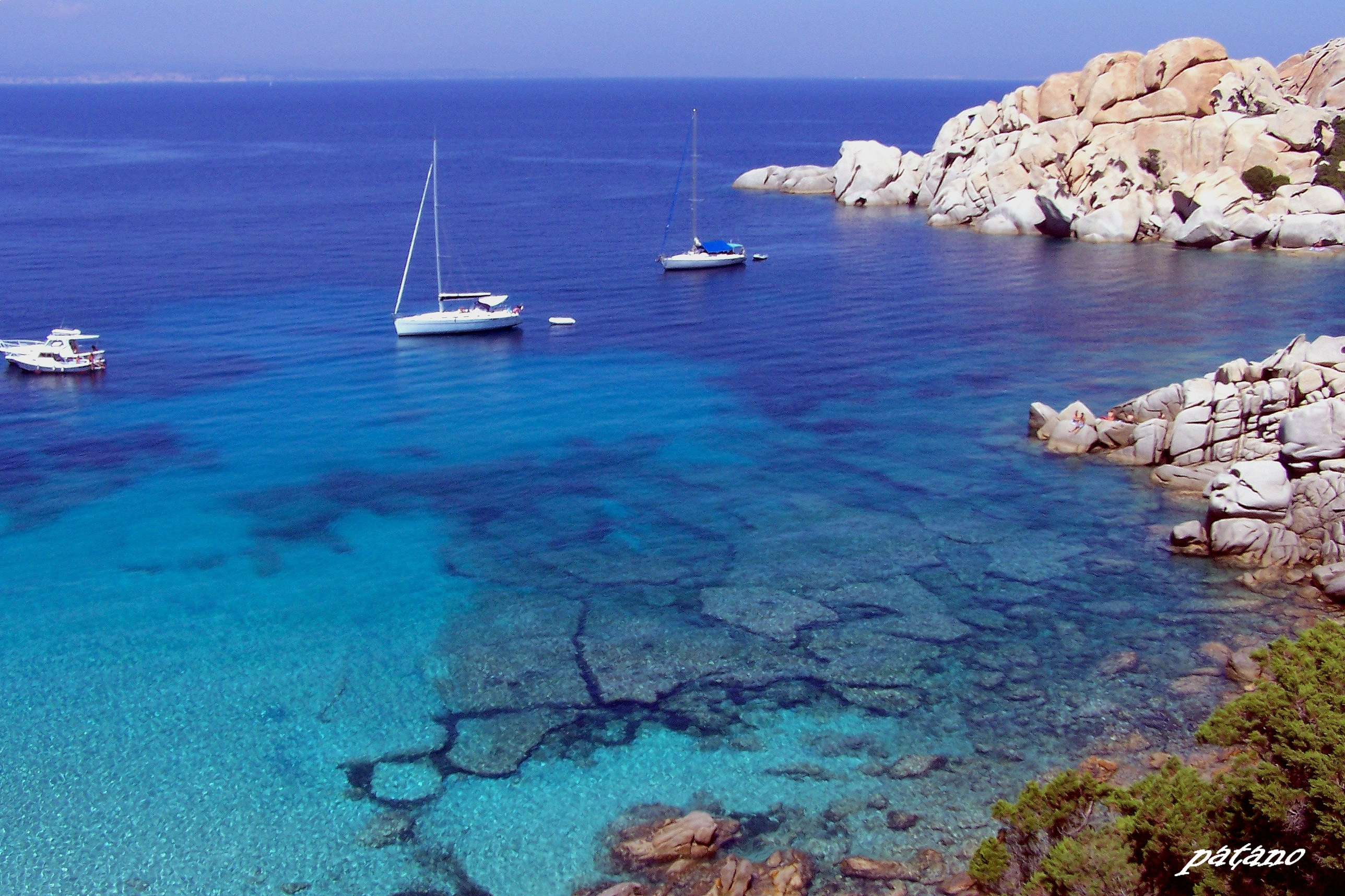
Capo Testa a Santa Teresa di Gallura

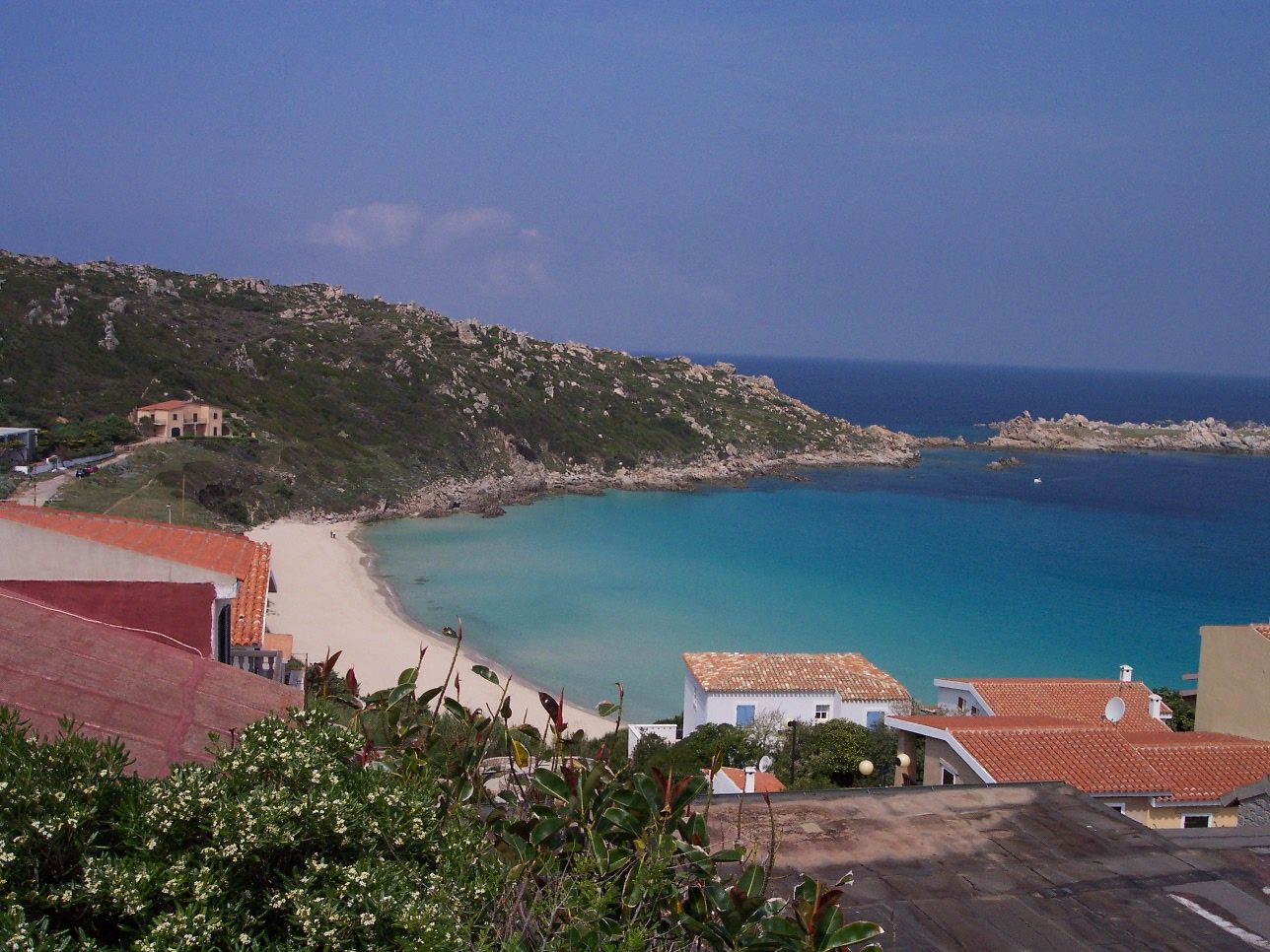
La spiaggia di Rena Bianca a Santa Teresa di Gallura

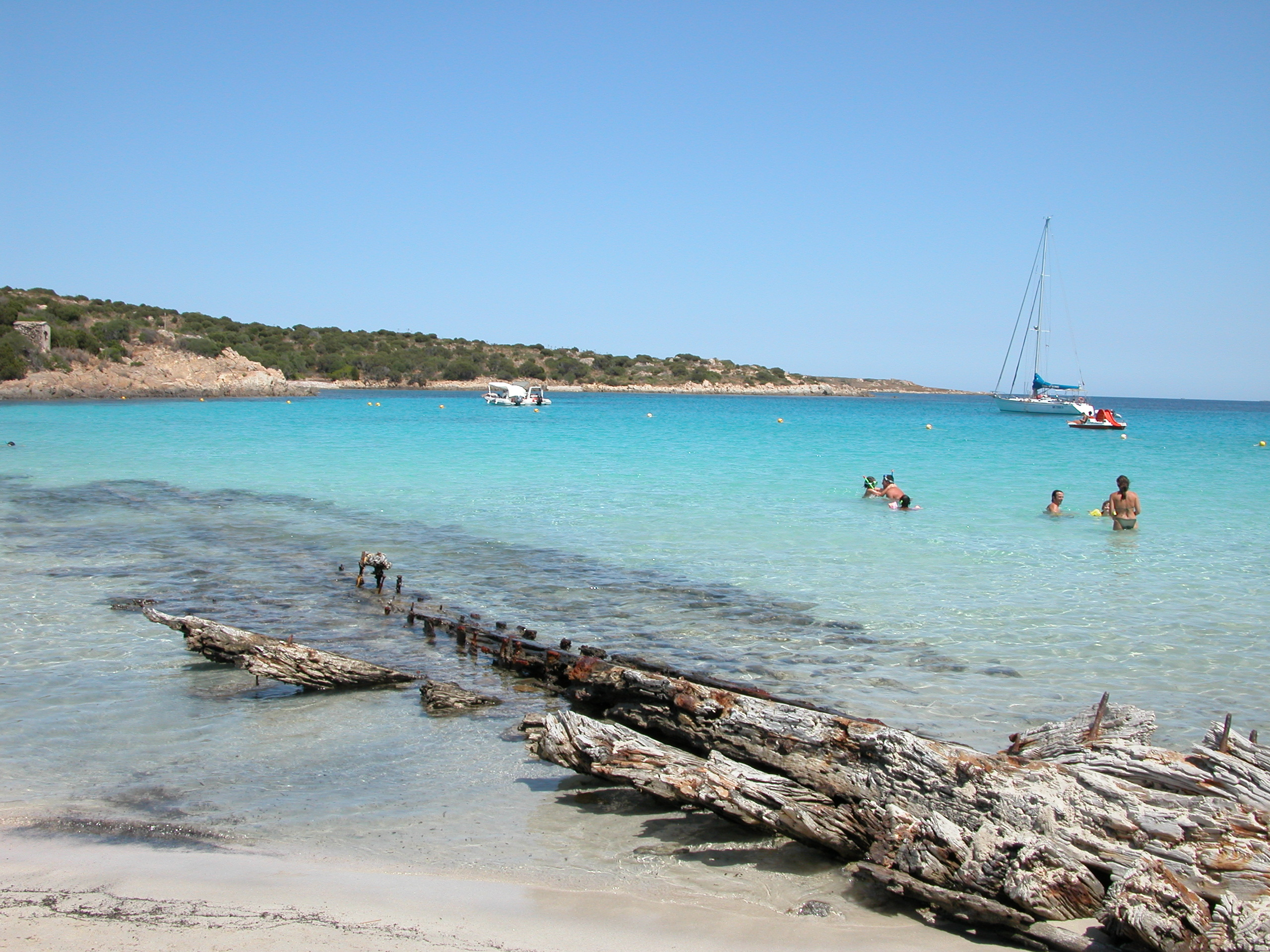
La spiaggia del relitto alla Maddalena

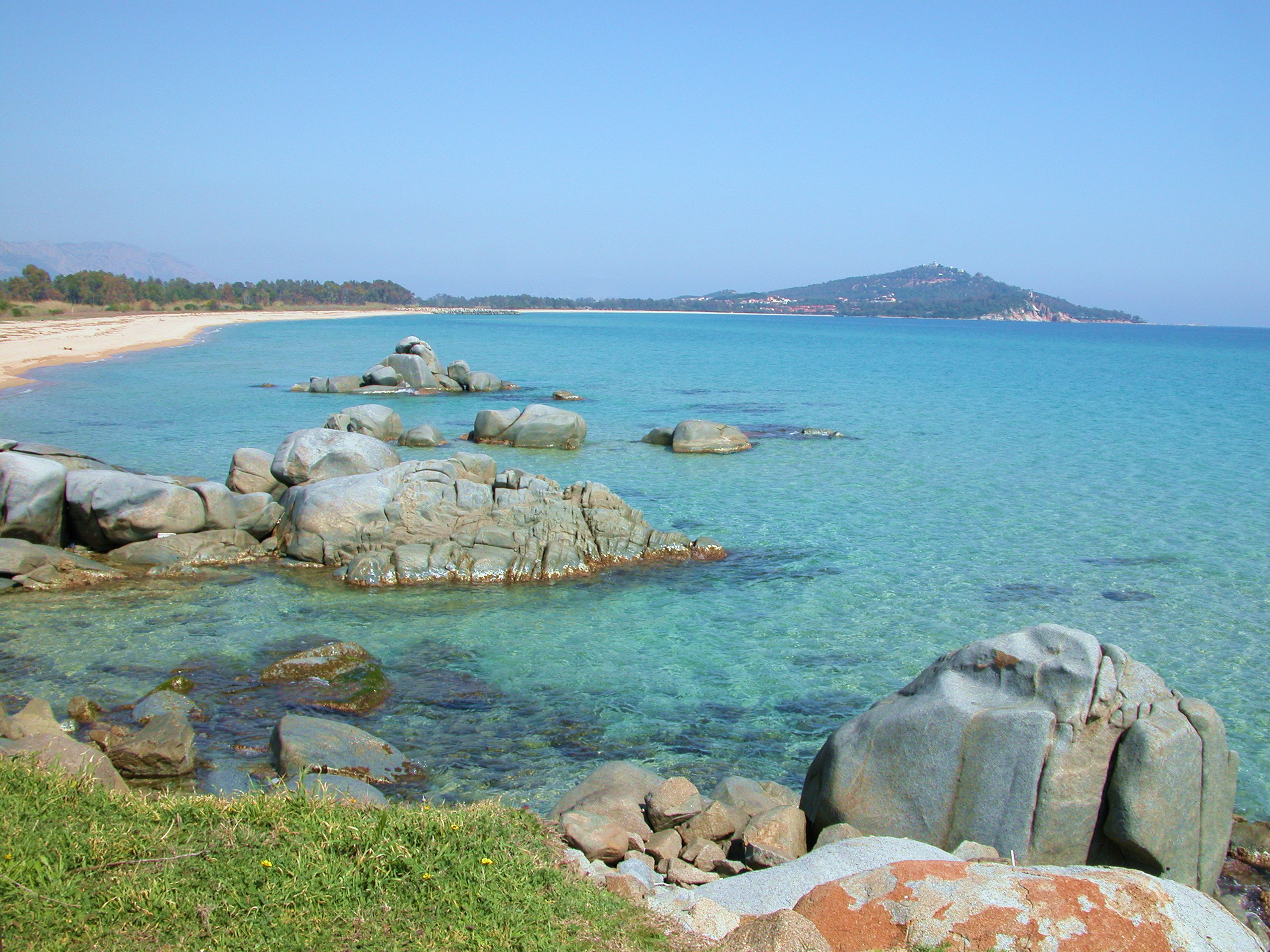
Lido di Orrì a Tortolì

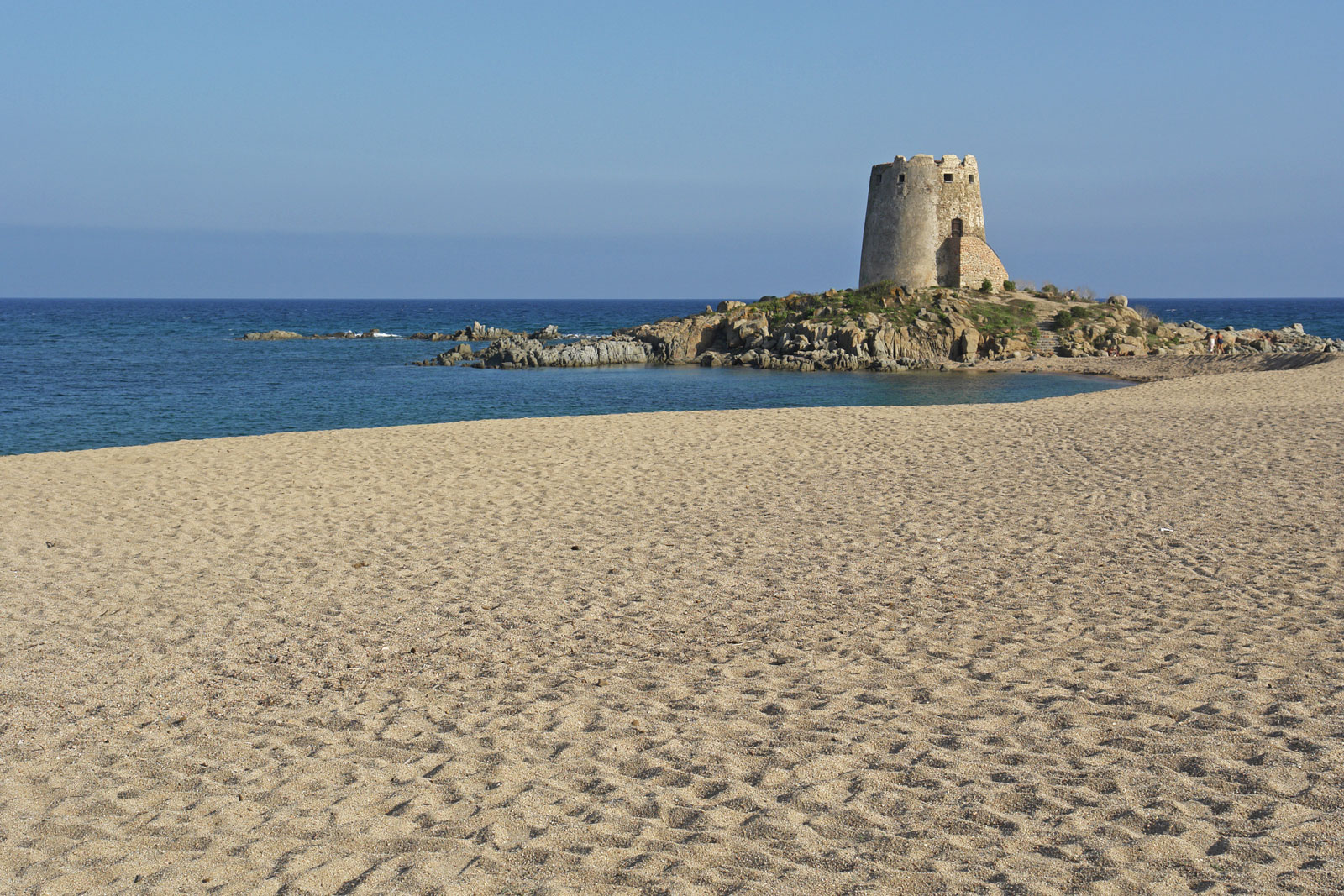
La torre di Barì a Bari Sardo

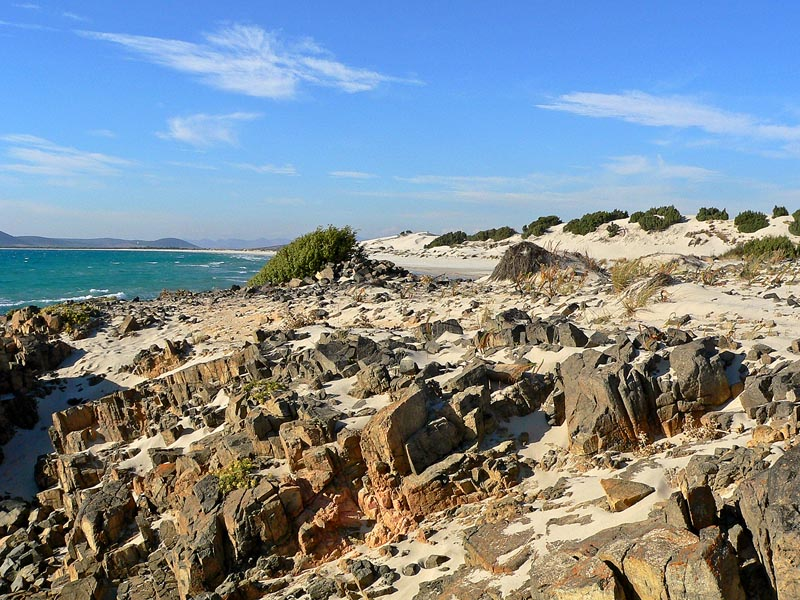
La spiaggia delle Sabbie Bianche a Teulada

| Nº  | Provincia    |                            | Luogo |
| --- | ------------ | -------------------------- | --- |
| 188 | Sassari      | Badesi                     | Li Junchi, Li Mindi, Baia delle Mimose/Pirrotto Li Frati, Lu Poltu Biancu                                                                  |
| 189 | Sassari      | Castelsardo                | Madonnina/Stella Maris, Sacro Cuore/Ampurias                                                                                               |
| 190 | Sassari      | Sorso                      | Marina di Sorso (III/IV/V pettine), Spiaggia della Marina                                                                                  |
| 191 | Sassari      | Sassari                    | Porto Ferro, Porto Palmas, Platamona Rotonda                                                                                               |
| 192 | Sassari      | Santa Teresa di Gallura    | Rena Ponente (loc. Capo Testa), Rena Bianca, Zia Culumba (loc. Capo Testa, Rena di Levante), La Taltana, Santa Reparata, Conca Verde       |
| 193 | Sassari      | Aglientu                   | Vignola Mare |
| 194 | Sassari      | Trinità d'Agultu e Vignola | La Marinedda, Cala Sarraina, Spiaggia Lunga Isola Rossa                                                                                    |
| 195 | Sassari      | La Maddalena               | Bassa Trinità, Monti d'Arena, Tegge, Spalmatore, Porto Lungo, Caprera (Due Mari), Caprera Relitto                                          |
| 196 | Sassari      | Palau                      | Palau Vecchio, L'Isolotto |
| 197 | Oristano     | Oristano                   | Torre Grande |
| 198 | Nuoro        | Tortolì                    | Lido di Cea, Lido di Orrì (I e II spiaggia), Muxì (II Golfetto), Orrì Foxilioni, Ponente (nota La Capannina), Porto Frailis, San Gemiliano |
| 199 | Nuoro        | Bari Sardo                 | Bucca 'e Strumpu/Torre di Barì/Planargia                                                                                                   |
| 200 | Cagliari     | Quartu Sant'Elena          | Mare Pintau, Poetto |
| 201 | Sud Sardegna | Sant'Antioco               | Maladroxia |